# 魔進戰隊煌輝者
《魔進戰隊煌輝者》是由日本東映製作的《超級戰隊系列》第44部特攝作品，於2020年（令和2年）3月8日至2021年2月28日期間每週日上午9時30分在朝日電視台首播。

## 作品特色
- 為令和時代兼2020年代的首部《超級戰隊系列》電視劇集作品。
- 繼《大戰隊GOGGLE V》和《超新星閃光人》後，第三次以寶石作為主題[1]，而且值得一提的是，本作戰隊的站姿、動作和手勢正好形成「煌輝」[2]的字眼，完全應徵了本作的主題。
- 繼《爆龍戰隊暴連者》及《炎神戰隊轟音者》後，第三次各機組擁有語言能力[3]。
- 本作的初期成員配色「紅、黃、綠、藍、粉紅」，是《超級戰隊系列》中使用較為多的配色組合，同時本作的初期成員和追加戰士的顔色組合與9年前暨第35部紀念作的《海賊戰隊豪快者》完全相同，但男女組合則不同。
- 繼《爆龍戰隊暴連者》後，睽違17年後再次出現等身體型的怪物和巨大體型的怪獸[4]。
- 繼《魔法戰隊魔法連者》後，睽違15年後再次以「魔○戰隊」作為標題命名的戰隊[5]。
- 自從初代《秘密戰隊五連者》以來，本作迎來《超級戰隊系列》第21個的男性黃色戰士，亦是繼《宇宙戰隊九連者》後，睽違3年後再次出現正規男性黃色戰士及正規女性綠色戰士成員，同時也是2020年代第一位的男性黃色戰士以及《超級戰隊系列》第二位正規女性綠色戰士成員。
- 繼《動物戰隊獸王者》後，睽違4年後再次出現3男2女的5人戰隊陣容。
- 繼《快盜戰隊魯邦連者》後，再次以紅戰士設定為最年輕的初期成員和藍色戰士設定為最年長的初期成員[6]。
- 繼《電磁戰隊百萬連者》、《百獸戰隊牙吠連者》、《特搜戰隊刑事連者》、《轟轟戰隊冒險者》、《炎神戰隊轟音者》、《天裝戰隊護星者》、《海賊戰隊豪快者》、《特命戰隊Go Busters》、《獸電戰隊強龍者》、《宇宙戰隊九連者》和《快盜戰隊魯邦連者》後，迎來《超級戰隊系列》第12位正派銀色戰士，而且還是2020年代第一位銀色戰士，並且被設定為「寶藏獵人」[7]。
- 因以「魔進」為戰隊名稱的關係，而引來各種的調侃[8]，而且本作戰隊的皮套設計更是參考自《假面騎士Drive》主角假面騎士的概念[9]。
- 繼九年前參演《假面騎士W》青山唯一角的小池唯、五年前參演《假面騎士Fourze》小牧瑠美一角的山谷花純及去年參演《假面騎士ZI-O》美加一角的尾碕真花後，曾參演過《假面騎士Ghost》深海花音一角的工藤美櫻亦成為第四位「先參演假面騎士系列，後參演超級戰隊系列」的粉紅戰士，故此引發不少的轟動[10][11]。
- 男主角演員小宮璃央繼兩年前《快盜戰隊魯邦連者VS警察戰隊巡邏連者》中飾演「夜野魁利/魯邦紅」的演員伊藤明日陽後，成為第二位於2000年代出生的紅色初期戰士成員。
- 主角熱田充瑠，和《假面騎士ZERO-ONE》的飛電或人與《超人力霸王大河》的工藤優幸，因為都有著高高舉起右手的姿勢，而被譽為「令和的象徵」。
- 戰隊的巨大機器人——煌輝神，因為額頭上的五根頭髮型彩色天線酷似於《超人力霸王羅布》的「超人力霸王古羅布」的三色天線，而引來吐槽。
- 繼《救急戰隊GOGOＶ》、《魔法戰隊魔法連者》、《炎神戰隊轟音者》、《烈車戰隊特急者》及《快盜戰隊魯邦連者VS警察戰隊巡邏連者》後再次出現完全由鐵路列車組成的巨大機器人。
- 首次在頭2話出現2臺獨立的合體機器人一起作戰，以及繼《魔法戰隊魔法連者》後第二次在頭2話出現沒有紅戰士機組組成的合體機械人。
- 戰隊名「魔進戰隊」四個字亦首次添加日本片假名「マシンセンタイ」。
- 超級戰隊系列作首次劇場版先行於本篇播放。
- 怪人繼《特命戰隊Go Busters》後，睽違8年後再次出現不同類型的設定[12]。
- 話數首次用片假名來表達，即エピソード（Episode，或EP.）。
- 變身者本身有職業的關係，首次出現中途離場的設定。
- 飾演紅戰士的演員小宮璃央於2020年3月31日確診患上2019新型冠狀病毒並接受相關治療，導致本作成為《超級戰隊系列》首部因疫情影響而需要暫停後續劇情的所有拍攝工作的系列作，儘管拍攝內容能播放至5月中旬左右（即到EP.10）[13]，但也緊接播放特別篇長達五個星期，導致本作總共45話。
- 繼《電磁戰隊百萬連者》、《百獸戰隊牙吠連者》、《炎神戰隊轟音者》、《烈車戰隊特急者》、《動物戰隊獸王者》後，第六次出現新機械人在前期劇情出現[14]。
- 繼《獸電戰隊強龍者》後，暌違7年後再次出現強制性合體的巨大機器人[15]。
- 繼《特搜戰隊刑事連者》、《魔法戰隊魔法連者》、《獸拳戰隊激氣連者》後，第四次在片尾曲的間奏期間播放小單元。
- 繼《地球戰隊五人組》、《電磁戰隊百萬連者》、《星獸戰隊銀河人》、《特搜戰隊刑事連者》、《魔法戰隊魔法連者》、《獸拳戰隊激氣連者》、《侍戰隊真劍者》、《天裝戰隊護星者》、《特命戰隊Go Busters》及《烈車戰隊特急者》後，第十一次出現團體強化形態。
- 怪人與《秘密戰隊五連者》的怪人造型相似，能力全集中在怪人的頭上。
- 超級戰隊第三次中途改以角色曲作為片尾曲[16]，並且為連續9週播放。
- 受2019新型冠狀病毒的影響，原本定在夏季的專屬劇場版，延期到2021年2月20日上映，與《騎士龍戰隊龍裝者》和《機界戰隊全開者》的專屬劇場版放在一起播映。
- 與前作《騎士龍戰隊龍裝者》同樣兼為擁有兩部獨立劇場版作品的《超級戰隊系列》作品。
- 繼《特命戰隊Go Busters》後，睽違8年後再次出現由真人女演員來素顏演出反派的敵方幹部角色，雖然之前的《獸電戰隊強龍者》也曾出現過一回由聲優來真人演出，但不是長期登場。
- 與動畫《戰姬絕唱SYMPHOGEAR》的手機遊戲《戰姬絕唱SYMPHOGEAR XD UNLIMITED》進行跨界合作，推出合作劇情。
- 後作《機界戰隊全開者》的全開者初期五人形象在最終話時以充瑠靈光閃現時所畫的畫作出現在劇情內。
- 繼《激走戰隊車連者》的宇宙暴走族、《魔法戰隊魔法連者》的地底冥府、《轟轟戰隊冒險者》的暗影組、《獸電戰隊強龍者》的亡領軍、《烈車戰隊特急者》的暗影線路和《騎士龍戰隊龍裝者》德魯伊東族後，本作的闇黑帝國約頓海姆成為第七個與戰隊方達成和解後沒有全員被消滅的惡役組織[17]。
- 根據官方公式寫真本最初期（東映ヒーローMA Vol.61）及最後期（KIRAMEKI COLLECTION）的年齡設定，可推定本作從ZERO開始到本篇完結篇時的戰鬥時間最少持續1年或以上。
- 繼《宇宙戰隊九連者》後再次出現角色的個人特別篇，也是《超級戰隊系列》史上首部以反派角色為主角的外傳。

## 故事總覽

### 製作理念
- 「超級戰隊系列」第44部作品，採用「寶石」和「交通工具」作為主題。由於前作「騎士龍戰隊龍裝者」的主題是「恐龍」和「騎士」，因此本次選用「交通工具」作為主題，提出了由相同形狀的物體變形為車輛的想法，因此寶石被選中並使用透明物件且可以變形成閃閃發亮的交通工具。
- 在人物塑造的方面，以「閃閃發亮」和「閃耀」進行演出和活動，而戰隊成員的選擇方式則是活躍於各領域的閃閃發光的人，利用其擅長的優勢變身為超級英雄與邪惡的組織抗衡。
- 每話出現的反派人物，為等身大小的「邪面師」和巨大化的「邪面獸」，以此兩種的怪人設計方式登場。怪人設計方式，邪面師採用每集更換面具的形式，邪面獸採用每集更換身體的形式來登場。為了使機器人戰鬥成為戲劇中更大的亮點，與邪面師戰鬥只是前哨戰而已，主要是與邪面獸的戰鬥場景更為重要。

## 故事概要
美麗的『寶石之國克里斯塔利亞（寶石の國クリスタリア）』，被『闇之帝國約頓海姆（闇の帝國ヨドンヘイム）』入侵和污染了。
『闇之帝國約頓海姆』的下一個目標是入侵地球。
克里斯塔利亞的公主奉父親的命令，帶著5顆具有神秘力量的石頭，名為『煌輝石』，離開了寶石之國前往地球，尋找守護地球的戰士。
戰士的個性與一閃一閃的『煌輝石』產生共鳴變形而成『魔進（マシン）』，有著『煌輝精神』的戰士，其名為『煌輝者』，5名閃閃發光的超級英雄出現了。
當一個人發光時，就會創造一個奇蹟、明亮、和平的世界，這就是戰士改變未來的證明！
保護人們的微笑、希望、光輝，以避免試圖將世界污染並且變成黑暗的『闇之帝國約頓海姆』的入侵！
前所未有的閃耀與光輝的閃亮英雄現身！

## 登場角色

### 地球防衛組織卡拉特（CARAT）
由博多南無鈴所創辦的地球防衛組織，為某財團旗下的秘密組織，煌輝者在被召集後同時成為該組織的成員，組織目的是為了對抗約頓海姆所創立，以市中心的巨大椰子塔為其根據地。

### 魔進戰隊煌輝者
- 五名地球人被煌輝石選為英雄，對抗入侵地球的約頓軍，煌輝者的力量來自於煌輝精神，克里斯塔利亞傳說中擁有光輝閃耀的戰士。
- 其擁有閃閃發光的『煌輝精神』能與歷史悠久的神秘石頭『煌輝石』產生共鳴。
- 唱名的決定性口號『閃亮的登場 輕鬆的解決 魔進戰隊煌輝者』，獨特的唱名方式與以往的系列不同，每當唱名完都以『體操』的方式呈現，紅的高難度動作，綠被黃抱起訓練腰力動作，粉被藍撐起保持平衡動作，銀的滑稽動作。
- 穿著個人代表顏色的有披風的制服，男性著『長褲與黑鞋』，女性著『短褲與白鞋』，制服左胸皆有一個『CARAT』的標誌，唯獨寶路是橙色上衣，披風比另外五人還要長。

熱田 充瑠／ 煌輝紅
演：小宮璃央／高橋成虎（童年）
「煌輝閃光耀眼」，煌輝者的隊長，被紅色煌輝寶石所認可的戰士，光ヶ峰高等學校的高中生，以『閃耀』為主戰鬥。煌輝精神是『想像之力』，稱號『創之戰士』，口頭禪為『靈光一閃（ひらめキーング）』。東森稱其為「阿充」。
個性熱血又謙虛且勇敢毫不無懼，雖然笨拙不太擅長與人交流，卻是單純天真爛漫的高中少年戰士。
本身是名『喜歡畫畫的高中生』，所以隨身帶著描繪本，將自己靈光閃現時的靈感描繪出來，同時也是『擁有超乎常人想像力的高中生』。
在戰鬥中，當他進入『靈光閃現』那種充滿想像力的領域時就會釋放出不輸於他人的光輝，所以戰鬥時不受限制，靠著與生俱來驚人的想像力，做出超乎想像的攻擊方式。
相比起其它煌輝石，紅色煌輝石很遲才找到與其產生煌輝精神的人，所以使充瑠成為煌輝者的第五位戰士。雖然如此，紅色煌輝石卻能看出其絕非池中物。
平時在稱呼其他成員都會加敬語，但在變身進入戰鬥後，會直接直呼名諱。
射水 為朝／ 煌輝黃
演：木原瑠生／神尾優典（童年）
「百射百中流星」，煌輝者的副隊長，被黃色煌輝寶石所認可的戰士，電競團隊SPARK OF BULLET的領導者，以『射擊』為主戰鬥，煌輝精神是『射擊之力』，稱號『射之戰士』。口頭禪為『喂~！（うぉい~！）』。東森稱其為「大為」。
個性驕傲且豪爽射擊技術高超的青年戰士。
本身是名『超級厲害的遊戲玩家』，同時也是『電競界的常勝冠軍』。
在戰鬥中，展現出了『靈活的槍法』和『百發百中的射擊技術』。
在充瑠加入戰隊之前地位相當於隊長，而自己亦嚮往做隊長。所以在充瑠加入初期並成為隊長後對其非常不屑，之後與充瑠慢慢相處才認同他，可能因為自己本身是電競隊隊長的關係，雖然充瑠為戰隊隊長，但其實戰隊的所有作戰計劃幾乎由其策劃。
故事一開始似乎被充瑠無視，首先充瑠不知道其就是電競界的名人，其次為當各魔進出場時對於自己的魔進除了顏色其餘與其不相符而感覺無語。所以當充瑠被選上為煌輝者但覺得自己不適合時說出充瑠絕對不可能是他們希望要找的第五位戰士。而在被瑪布席娜推薦為隊長時更是第一個反對。
速見 瀬奈／ 煌輝綠
演：新條由芽／中村優月（童年）
「突擊閃電衝鋒」，被綠色煌輝寶石所認可的戰士，以『速度』為主戰鬥，煌輝精神是『速度之力』，稱號『速之戰士』。東森稱其為「小奈」。
個性開朗笑容靦腆且活力十足的運動少女戰士，擁有旺盛的好奇心，常不考慮後果就直接執行。
本身是名『速度極快的田徑運動員』，同時也是『日本100公尺賽跑的紀錄保持人』。
在戰鬥中，利用『高速攻擊』來玩弄敵人。
押切 時雨／ 煌輝藍
演：水石亞飛夢
「神劍所向無敵」，被藍色煌輝寶石所認可的戰士，以『斬擊』為主戰鬥，煌輝精神是『斬擊之力』，稱號『斬之戰士』。
個性冷酷並且頭腦清晰的文武雙全的多面派青年戰士，是一個非常典型的藍色戰士。
本身是名『家喻戶曉的動作演員』，同時也是『高人氣的帥哥明星』。
在戰鬥中，使用擅長的『劍術』及強烈的『劍擊』斬殺敵人。
- 其他登場作品：《假面騎士聖刃 + 機界戰隊全開者 超級英雄戰記》

大治 小夜／ 煌輝粉紅
演：工藤美櫻／浅田芭路（童年）
「技術神乎奇蹟」，被粉紅色煌輝寶石所認可的戰士，以『合氣道』為主戰鬥，亦擅於治療，煌輝精神是『治癒之力』，稱號『治之戰士』，口頭禪為『太感性！（激エモ！）』。東森稱其為「治治姐」。
個性穩重可靠且可愛的年輕醫生戰士，以「萌」還是「不萌」為基準來判斷任何事物，但也有稍微偏頗的部份。
克里斯塔利亞 寶路／ 煌輝銀
演：莊司浩平
「閃耀貫穿天際」，克里斯塔利亞的王子，歐拉丁王和瑪巴尤涅王妃的養子，瑪布席娜的哥哥（非親生），博多南無鈴的親哥哥，有著時代錯感的「昭和」男兒。為了尋找寶物而來到地球，煌輝精神是『剛力之力』，稱號『力之戰士』，口頭禪為『奇幻◌◌（ワンダー◌◌）』，EP.12登場。東森稱其為「克里斯」。
個性是火力全開的獨特性格，讓人看到驚奇的力量和技能。其實，這份怪力是有秘密的！
本身是名『追求真相的冒險家』，同時也是『尋找寶物的寶物獵人』。
在戰鬥中，使用『力大無窮』的力量來戰鬥。
實際上是博多南無鈴大兩歲的哥哥（被博多南無鈴慣稱為“にに”（nini）），在30多年前的地球上遭遇了被怪物寶石入侵體內的事故，被歐拉丁國王緊急運送到了寶石之國，通過將其體內寄宿的煌輝石而保住了性命，之後成為歐拉丁王的養子。
- 其他登場作品：《TEN·豪快者》

### 寶石之國克里斯塔利亞（）
位於宇宙另一方美麗的寶石王國，透過挖掘、拋光、累積寶石發展起來的國家，建立了一個高度的文明，在幽頓海姆的侵襲下遭到毀滅。最終話時在瑪布席娜與寶路兩人向四枚祈願寶石許願之下重新復甦。
每個克里斯塔利亞人的樣貌都是寶石擬人化，無論男女老少都是一樣，並且有共同的膚色。
EP.4得知克里斯塔利亞人只要一發笑，就會產生出特殊的聲音。
《TEN·豪快者》中《海賊戰隊豪快者》的豪快粉紅/艾姆·德·法蜜由為了向寶路借用照妖鏡也親自造訪了該王國。
《機界戰隊全開者VS煌輝者VS前輩者》中處於「全界托比亞」的《機界戰隊全開者》五色田介人一行人也一度造訪了該王國。
瑪布席娜
聲：水瀨祈
香港CV：陳皓宜／台灣CV：謝佼娟
寶石之國克里斯塔利亞的公主 → 克里斯塔利亞的新任女王，歐拉丁國王和瑪巴尤涅王妃的女兒，寶路的妹妹。EP.0登場。
奉父親的命令離開克里斯塔利亞前往地球，並與煌輝石合力，在地球上尋找閃閃發光的戰士。
- EP.0時因故鄉鄉克里斯塔利亞王國遭到侵略，而逃離到地球，並投靠其父的好友-博多南無鈴，隨後與從故鄉帶來的煌輝石，分別尋找到為朝、瀨奈、時雨、小夜等4名煌輝者。
- EP.1在紅煌輝石的感應下，找到與其共鳴的戰士-充瑠，但被對方拒絕。
- EP.2在不斷努力下，成功地讓充瑠加入煌輝者。遵照克里斯塔利亞王國的傳說，指派被紅煌輝石選上的充瑠擔任煌輝者的隊長，且該話同時得知她的眼淚能變成製作煌輝劍或煌輝銃等武器的原料-藍鑽石[27]。
- EP.4因為迦魯薩的謊言而相信父親還存活，但在充瑠識破迦魯薩的謊言因而悲傷，但在煌輝者等人的鼓勵下重新振作。
- EP.6得知擁有感應煌輝石所在的能力，因此成為因數碼相機邪面而消失的人們所在去向的破局關鍵。
- EP.11結尾感知到寶路的存在。
- EP.12開頭擔心前往深山救援的小夜，於是與傑塔還有荷莉可前往尋找，結尾時看到寶路的出現，上前給他一巴掌並指責他為何在克里斯塔利亞被侵略時行蹤成謎。
- EP.13向眾人表示寶路只會為尋寶而行動，所以勸煌輝者不要找寶路搭檔。
- EP.14在得知寶路加入煌輝者的行列，但仍舊內心感到糾結。
- EP.35喝了日本茶，就像喝醉一樣，開始發茶瘋，聽了博多南無鈴、約頓娜、高爾夫邪面的敘述得知製造了各式各樣的麻煩[28]，但也得知有許多優良事蹟[29]。在清醒後與充瑠、瀬奈、時雨一起去尋找兄長大人（寶路），清醒後與寶路使用心靈交流，寶路告訴瑪布希娜高爾夫邪面的弱點，使用閃亮破壞者製造出了煌輝高爾夫球讓煌輝者擊敗高爾夫邪面，在結尾向大家道歉得到原諒，隨後一不小心拿錯飲料，喝到了日本茶，再次的發茶瘋，再次把作戰室搞得亂七八糟，在場的眾人也被波及到，倒的倒，躺的躺，趴的趴，在清醒後，說自己又不小心下手了。
- EP.39被嚇頓當成狙擊目標，認為都是因為自己才會害到大家，被為朝說「因為大家會為了保護瑪布希娜而沒有防備比較好下手，因此目標並不是瑪布希娜，而是我們」，並得知發光的能力有著能讓寶石變得更閃閃發光的能力，因此在為朝的暗號下，使用這方式增強了5顆主要煌輝寶石的力量，讓四周變得完全沒有陰影。
- 最終話在大戰結束後，與寶路一起使用祈願寶石復甦被毀滅的克里斯塔利亞，並因與煌輝者之間的冒險而下定決心活出自己的閃耀未來，同時接任成為克里斯塔利亞的新任女王。
- 瑪布席娜之名與日文「眩しい（まぶしい，意為閃耀）」同音。

博多南無鈴
演：古坂大魔王／淺田壯摩（少年）
香港CV：劉奕希／台灣CV：陳幼文
寶路的親弟弟，地球防衛組織CARAT的創辦人，煌輝者的協助者，歐拉丁王的好友，本身也是名『寶石首飾商人』。東森稱其為「南叔」。
利用煌輝石的力量開發了武器和改造物品，目的就是為了即將入侵地球的幽頓海姆做準備。
平時是怠倦感的性格，也有與克里斯塔利亞的關係的神秘的一面。
歐拉丁
聲：杉田智和／菊池勇成（幼年）
香港CV：陳永信、林丹鳳（幼年）／台灣CV：張至超、雷碧文（幼年）
寶石之國克里斯塔利亞的國王 → 克里斯塔利亞的前任國王，瑪巴尤涅王妃的丈夫，瑪布席娜的父親，寶路的養父，博多南無鈴的好友。口頭禪是『結果順利！（結果がオールライトッ！）』。EP.0登場。
以國民的幸福為第一優先考量，充滿寬廣的仁慈心且偉大爽朗的國王，因此對於任何人的請求無法拒絕，即使自己身心疲憊。
另外對自己強大的力量相當自豪。
- EP.0時因迦魯薩的背叛導致克里斯塔利亞遭到幽頓海姆入侵，在委託女兒瑪布席娜尋找到傳說中的光輝戰士（也就是煌輝者）後，獨自面對來襲的幽頓軍。
- EP.1從瑪布席娜與充瑠對話得知擁有將未存在的事物透過想像具現化出來的能力[34][35]。
- EP.2得知煌輝劍跟煌輝銃都是他用自身的能力想像出來的。
- EP.4得知當初克里斯塔利亞王國被幽頓海姆入侵時，曾與遠在地球的充瑠共鳴，將自己被殺害前的一切畫面傳達給充瑠，因此成為充瑠識破迦魯薩謊言的關鍵。
- EP.8時出現在充瑠的夢中，將自己的夢想與未來託付給充瑠，並用畫引導充瑠關於另外一顆白煌輝石的所在之處[36]。
- EP.12得知曾為了尋找散發出強大能量的寶石而造訪地球，在那結識了寶路跟博多南無鈴的父親·博多南良尊，之後因為寶路在參與尋寶途中意外地被怪物寶石融入體內而導致生命危險，緊急地將其帶回克里斯塔利亞治療，更因此收寶路為養子。
- EP.18時出現在被遭到迦魯薩控制的寶路打倒的充瑠的夢中，並告訴充瑠關於祈願寶石的使用方式，而讓充瑠有了拯救寶路的方法。
- EP.29得知當初被殺害時，本打算透過轉生讓自己重新復活，但遭到幽頓皇帝封印肉體而無法成功，之後在充瑠的幫助下脫離封印[37]，並隨後靈魂轉生到放置在聖地亞塔瑪魯德中央的奇跡煌輝石，變化成不死鳥型的魔進歐拉丁。
- EP.33在亞塔瑪魯德與迦魯薩一戰，在充瑠的請求下，靈魂暫時離開了煌輝石，寄宿到最煌弓上，充瑠發射寄宿著歐拉丁王靈魂的箭矢到亞塔瑪魯德，攻擊了迦魯薩，歐拉丁王趁此時靈魂再次回到煌輝石上，合體成宏偉不死鳥趕往幫助煌輝者，隨後再一次在充瑠的請求下，靈魂再次寄宿到最煌弓上，變成了巨大的宏偉最煌弓擊毀了約頓常春藤種子。
- 歐拉丁之名與阿拉伯著名民間故事《阿拉丁》近音。

備註：杉田智和同時擔任本作的旁白。
瑪芭尤涅
聲：桑島法子
香港CV：沈小蘭／台灣CV：林筱玲
寶石之國克里斯塔利亞的王妃，歐拉丁王的妻子，瑪布席娜的母親，寶路的養母。EP.21登場。

### 煌輝者相關人物
博多南良尊
寶路跟博多南無鈴的父親，是個尋寶探險家，EP.12（回憶）登場。
真咲美希
演：伊藤和枝
香港CV：謝潔貞／台灣CV：雷碧文
《獸拳戰隊激氣連者》中的登場角色，為SCRTC會社特別開發室室長，同時為其女兒夏美的上司，使用激獸花豹拳。EP.27登場。
由於曾經贊助過激氣連者的行動，故此亦非常關心身為煌輝者的瀨奈以及他們的事務。
於收集瀨奈的訓練數據期間遭到約頓娜及迦魯薩兩人突襲，兩人挾持了夏美並將瀨奈的訓練機器改裝成炸彈意圖令瀨奈因體力不支並導致炸彈爆炸，儘管她使出了激獸花豹拳但仍不敵迦魯薩，故此只能佯裝與約頓娜等人合作，但因為巧妙的利用將式語法將三人的危急狀況通知了瀨奈，結果於炸彈爆炸後而脫險。
真咲夏美
演：桑江咲菜
香港CV：張頌欣／台灣CV：謝佼娟
《獸拳戰隊激氣連者》中的登場角色，為瀨奈於大學時期的學姐，畢業後加入了SCRTC會社並於其母親美希領導的特別開發室擔任開發員。EP.27登場。
於收集瀨奈的訓練數據期間遭到約頓娜及迦魯薩兩人突襲，結果夏美自己遭兩人挾持了並將瀨奈的訓練機器改裝成炸彈意圖令瀨奈因體力不支並導致炸彈爆炸，儘管美希不敵迦魯薩，但亦因此得以逃脫，並因聽到了瀨奈交給她代為保管的煌輝變身器傳來了煌輝者等人苦戰的消息而跑去會合他們並通知了瀨奈的危急狀況，不但成功以自己的舞蹈底子避開了邪面師的攻擊，更協助煌輝者們抬起黏在單車上的最煌弓將邪面師擊斃，間接協助瀨奈於炸彈爆炸前拆除炸彈。

### 其他人物
柿原瑞希
演：西葉瑞希
香港CV：成瑤孆／台灣CV：林筱玲
充瑠的同學，EP.0、EP.20、EP.42、EP44、EP45登場、番外篇邪頓娜 Yodonna外傳主角。
- EP.0對充瑠為她所畫的自畫像十分不滿，本身其實是個很聰明的女學生，老師看到瑞希來上補習課很驚訝，但只是為了在老師面前裝好學生，其實是一個雙面人。
- EP.20於學校跟縱充瑠到戰鬥現場，遭到邪面師攻擊，充瑠為了救瑞希導致兩人的手黏在一起，一起被帶回了基地，因哥哥是為朝的粉絲而知道為朝、看過瀨奈比賽而知道瀨奈、看過時雨演的電影而知道時雨、看過小夜上的電視醫療節目而知道小夜，認為煌輝紅也是個有名的人，但知道是充瑠後反應差很多，認為一個不受歡迎的充瑠怎麼會是英雄，說瑪布席娜是石頭人，看到石頭說話很驚訝，接著回到學校同學們看到兩人牽手想說兩人的關係，但瑞希說並不是那種關係，只是給予獎勵而已，老師來到教室後非常激動的轉過身說「吵死了給我閉嘴」結果是老師，老師整個愣住了，讓老師認為瑞希的好學生態度怎麼變了，之後和充瑠一起到戰鬥現場，兩人受到貝恰特與邪面師攻擊，充瑠保護瑞希移動到安全地方，並得知充瑠戰鬥的原因後對充瑠改觀，給予充瑠擊倒邪面師的想法，與充瑠一起逃跑引誘邪面師上鉤，幫助煌輝者打倒邪面師，後與充瑠一起操縱魔進法亞，同樣給予充瑠擊倒邪面獸的想法，在戰鬥結束後明明黏合劑效果已消失但還緊握充瑠的手，之後在學校充瑠教導瑞希畫畫，瑞希畫了充瑠的畫像。
- EP.42在定光春日說充瑠的糊塗一直都沒變時為充瑠說話，還說了「熱田其實很厲害」，不過在獅子鷹宮健太和定光春日懷疑他們之間的關係時否認了，並以「充瑠要為她被他們捉弄的事負責」的理由邀充瑠去遊樂園約會。但接下來就因為迦魯薩的計畫而變成貝恰特，失去意識前和充瑠約定「一定要來救我，因為要一起去遊樂園」。
- EP.45煌輝者與約頓皇帝戰鬥獲勝結束後，與充瑠同學交往成為女朋友，稱呼由『熱田』轉變為『充瑠』，因充瑠答應畫柿原地可愛畫像，意外畫成了「全開者」，因此直接闖入了煌輝者的虛擬會議中。
- 番外篇邪頓娜 Yodonna外傳的主角，使邪頓娜(靈魂)學會喜、怒、哀、樂的感情。

獅子鷹宮健太
演：類
香港CV：鍾見麟／台灣CV：王辰驊
充瑠的同學，EP.1、EP.20登場。
因為與春日跑到高處觀看戰鬥而受困，最後被煌輝紅拯救而脫困。
定光春日
演：水野花梨
香港CV：凌晞／台灣CV：雷碧文
充瑠的同學，EP.1、EP.20登場。
因為與健太跑到高處觀看戰鬥而受困，最後被煌輝紅拯救而脫困。
一之瀨詩穗
前年第42作《快盜戰隊魯邦連者VS警察戰隊巡邏連者》中，早見初美花/魯邦黃的閨蜜好友，並於該作結局時暫時成為魯邦黃拯救初美花，本身亦是著名的漫畫家，EP.2被提及。
她所畫的漫畫於本作被博多南無鈴拿出給瑪布席娜看並評為「2020年第一名最感人的漫畫作品」。
大文字鐵夫
演：右門青壽
香港CV：陳永信／台灣CV：陳幼文
小夜的合氣道師傅，EP.6登場。
在小夜失去記憶期間，充瑠帶著失去記憶的小夜拜訪他，因而得知小夜的過去。
小鐵
合氣道道場所飼養的小型犬，EP.6（回憶）登場。
某日因跑進道場後山的工地現場內水管，甚至差點慘遭砂石活埋，但被當時的小夜捨身救出，也因此成為膽小愛哭的小夜決心改變自己的轉捩點。
村雨真木埜
演：近藤里沙、川野ゆい（童年）
香港CV：何璐怡／台灣CV：謝佼娟
瀨奈的青梅竹馬，歌牌界的最強女王，EP.9登場。
起初與瀨奈兩人因對歌牌的熱愛而相扶相持，到後面使計讓瀨奈放棄歌牌甚至退出，卻因此成為瀨奈的心病，甚至兩人再相遇時不歡而散。之後接受煌輝者的委託，與百人一首邪面對戰歌牌，但在百人一首邪面的作弊下敗北，變成歌牌。
最後在瀨奈贏了百人一首邪面下變回來，之後向瀨奈道歉並和好如初。
邪美公主／古寺良世
演：大和田南那
香港CV：張頌欣／台灣CV：謝佼娟
都市靈異傳說中的網路偶像，真實身份為時雨的狂熱粉絲，EP.10登場。
瘋狂迷戀著時雨，甚至為了能與時雨在一起而與音樂邪面訂下契約，化身為幽多美姬讓人們身陷痛苦。
最後因時雨為了救她時選擇將她與音樂邪面一起斬擊而與時雨翻臉，轉而對當時救她的小夜迷戀。
川田洋二郎
演：天羽尚吾
香港CV：梁偉德／台灣CV：張至超
為朝的決賽對手，EP.11登場。
因為朝在決賽中擊敗他，憤而扯為朝的頭髮並打算詛咒，後在無限輪迴的某一天中被急躁的為朝質問時，告知這是他的退隱賽，而對為朝憤恨是因為為朝沒有認真打，直到後來在充瑠的開導下，為朝再次與他決勝負，心滿意足地感謝為朝後離去。
里佳子
演：木內舞留
香港CV：成瑤孆／台灣CV：雷碧文
時雨拍攝的電視劇的女主角，EP.15登場。
在拍攝完電視劇後，時雨拿護脣膏給她，她以為時雨認為她的嘴唇很乾，其實是因為在螢幕上的他們對保養絕不能懈怠，在接下護脣膏後，向時雨道謝並離去。
池松秋保
演：豊田留妃（少年）、中原果南（老年）
香港CV：成瑤孆（少年）、謝潔貞（老年）／台灣CV：謝佼娟
寶路於高中時期的心上人，EP.16登場。
本來與寶路兩情相悅，並在情人節送寶路禮物時表示希望能夠於白色情人節時得到她最喜歡的棉花糖作為回禮。但因為寶路為了掩藏自己內心的嬌羞而向他當時的同窗們表示秋保她自作多情，怎料被門外的秋保聽見了而導致不和。寶路本來想於白色情人節當日送她棉花糖作為道歉，結果於當天前夕就發生了遭怪物寶石附體的事故並帶到了寶石之國，令此遺憾留下了超過30年，因而導致寶路對棉花糖產生陰影。
後來秋保成為小提琴家，並且正值當時準備進行音樂會。於結局時終於收到了遲來了30年的棉花糖，並且原諒了寶路，更表示寶路30年內一直沒變過。
幸也
演：加藤憲史郎
香港CV：謝潔貞／台灣CV：謝佼娟
小夜的病人，EP.24登場。因害怕手術不敢開刀，與小夜合作創作了一首曲子「奏響勇氣」，認為自己寫的歌不好而因為黑暗面過大而被邪面師利用，後再認為音樂什麼的一點也不好，黑暗面大爆發整個人被邪面師吸收到身體裡，後聽到煌輝樂團演唱自己創作的「奏響勇氣」恢復了信心，順利逃出了邪面師的身體，然而於該話結尾告訴小夜會勇敢的接受手術。
神主
演：佐戶井健太
香港CV：黃子敬／台灣CV：陳幼文
不死鳥傳說神社的住持，EP.25-26登場。
充瑠稱呼為主神先生，充瑠有心事都會跑到神社找持住先生，告訴了充瑠以前也有一個比充瑠還要喜歡此神社的外星人（歐拉丁王），充瑠知道那個外星人就是歐拉丁王，歐拉丁王排第一喜歡，充瑠排第二喜歡，與歐拉丁王比賽射箭，敗給了歐拉丁王，並以歐拉丁國王的話告誡充瑠「極限是不能被超越的」，點醒了充瑠。
龍生
演：高須敦斗
香港CV：魏惠娥／台灣CV：雷碧文
七緒的兒子，撿起變小的魔進的小孩，EP.31登場。
於草叢中撿到了變小的魔進將其帶回家，母親因為要工作無法陪伴他，他非常害怕寂寞，回到家玩起了魔進的玩具，將5台魔進命名為「超級科學搜查警備隊」，將2台機器人命名為「超級機器人（煌輝神）」與「熔岩巨鑽（巨神鑽者）」，後在充瑠向其解釋了之後知道地球面臨危機，因媽媽回來了，認為龍生又亂撿玩具了要把它丟掉，帶著2台機器人出門，讓煌輝神先走，於結尾告訴媽媽希望能在媽媽工作前抱抱他就可以忍受寂寞了。
七緒
演：陽月華
香港CV：謝潔貞／台灣CV：林筱玲
龍生的母親，EP.31登場。
因忙於工作都沒顧及到兒子龍生，對龍生說以後會好好聽龍生的心裡話。
日下優人
演：小南光司
香港CV：鍾見麟／台灣CV：王辰驊
小夜的約會對象，EP.32登場。
冰棒老闆
演：松本寬也
香港CV：曹啟謙／台灣CV：王辰驊
踩著單車賣冰棒的老闆，EP.35登場。
在街上遇上開始發茶瘋的瑪布席娜，並給她用頭槌擊暈，其後更被約頓娜搶走冰棒。
八太三郎先生
演：賀屋壯也
香港CV：待查／台灣CV：陳幼文
沉迷動漫世界的隱蔽青年，EP.40登場。
充瑠經名叫卡路里的小男孩（其實是鋼絲邪面的化身）在網路上認識的，他多次參加《少年Dash》新人比賽，可是缺乏扎實内容落選之餘還被在網路上忍受辱駡，結果被利用變成邪面獸。風波結束後暗示他以「克服逆境」爲主題的漫畫成功出道。

### 闇之帝國約頓海姆（）
- 由約頓皇帝所統治，厭惡美麗的事物、希望與光輝並崇尚黑暗的邪惡帝國。
- 為了打開和約頓海姆連接的隧道，不斷以『污染大地』和『收集闇能量』的方式進行侵略，在寶石之國克里斯塔利亞被入侵並毀滅後，將目標轉向人類所居住且充滿光輝的地球進行『污染和侵略』。
- 以暗黑之地『約頓海姆』為據點進行侵略，標誌是一個風格化的『Y』字型。
- 所屬軍隊為『約頓軍』（ヨドン軍，Yodon Gun）。

#### 首領
約頓皇帝
聲：山路和弘
香港CV：招世亮／台灣CV：陳幼文
身高：210cm（巨大化：55.7m）
體重：273kg（巨大化：723.4t）
邪面：污染（污染）→ 宇宙中最原始帶有邪面精神且最堅硬的邪面
約頓海姆的支配者，擁有三副邪面人格（約頓皇帝、約頓娜、夏頓），非常討厭美麗的事物，領導著崇尚黑暗的軍團『約頓軍』，並以黑暗土地為據點『約頓海姆』執行入侵行動，在摧毀寶石之國克里斯塔利亞後，將狙擊目標轉向地球。於EP.37尾段登場。
擁有保護弱點頭部（真面目）的最強邪面（污染），具有無與倫比的力量，受到傷害的部份可以立即使用黑色的污泥再生。
邪面底下的真面目為約頓海姆內沉澱之蛇的化身，透過被其打敗的對手並吃掉對手的屍體來增強力量，在陰影面創造了嚇頓，在軟弱面創造了約頓娜。
必殺技為大量的邪面精神所製造的闇火球『約頓毀滅者（ヨドンデストロイヤー）』進行大面積的爆破。
- EP.37透過約頓娜手上的約頓變身器，命令約頓娜去見歐拉丁。於歐拉丁出現時，從約頓娜的身體中出現，變成非常巨大，在全魔進出擊的對戰宣言中，絕對會支配地球，把地球變成約頓海姆的殖民地，但由於地球環境不夠渾濁，暫時會以約頓娜的外形出現，等到下次的降臨就是終結的時候，後發動非常強大的力量，一瞬間破壞了城市，令巨神解除合體，後再次回到約頓娜身體中。
- EP.38再次透過約頓變身器，發號下一步作戰指令要約頓娜去尋找第四顆祈願寶石-伊露肖亞（魔性之石），於該集結尾從充瑠手中搶走祈願寶石並從約頓娜身上散發出了黑影的樣貌。
- EP.39下令即刻抹殺煌輝者全員，要迦魯薩和他的殺手一起去地球，並從約頓娜變成嚇頓。後來嚇頓被擊敗後，左邊充滿荊棘的紅色邪面因此破碎，非常生氣，並說「絕對會報仇血恨」，隨後消失不見。
- EP.42讓迦魯薩與自己融為一體，卻被迦魯薩奪走身體被迦魯薩解決。
- EP.43在聽到煌輝紅與霸王迦魯薩的對話後重生，將霸王迦魯薩斬殺，將迦魯薩從身體趕出去，並得到一個好消息，那就是集齊4個祈願寶石就可以實現願望，隨後攻擊迦魯薩與煌輝紅，將迦魯薩解決後，攻擊煌輝紅，也攻擊要來就煌輝紅的魔進歐拉丁和其他煌輝者們，認為地球已是他的囊中之物。
- EP.44對地球進行總攻擊，要約頓娜去奪取煌輝者身上的3顆祈願寶石，煌輝者使用3顆祈願寶石的力量要封印約頓皇帝，將約頓皇帝變回約頓娜封印，卻被約頓皇帝反轉，約頓皇帝將約頓娜殺害，因為被封印的是約頓娜只要她不在就可以了，解除封印石板變回巨大的約頓皇帝，將王者特急薩比恩、宏偉不死鳥擊倒，隨後更擊倒煌輝神和巨神鑽者，在準備施展大招時，被充瑠駕駛的魔進喬奇攻擊，自己中了自己的招，後再次爬起來，與煌輝者進行最終決戰。
- 最終話因為煌輝者藉由祈願寶石 - 伊露肖亞的力量，讓約頓皇帝看到幻覺而親自脫掉邪面，準備吞食煌輝者的屍體，露出本身的面目，被煌輝神打掉拿在手上的邪面，最終拜倒於擁有堅強意志和煌輝精神的戰士手上。

#### 高階幹部
背叛的鬼將軍・迦魯薩
聲：中村悠一、川井田夏海（幼年）
香港CV：蘇強文、謝潔貞（幼年）／台灣CV：王辰驊、謝佼娟（幼年）
身高：195cm
體重：253kg
邪面：月亮（月）→ 象徵漆黑的夜晚，對約頓軍忠誠的邪面
約頓海姆的幹部，也是寶石之國克里斯塔利亞的王・歐拉丁的弟弟兼瑪布席娜和寶路的叔叔，配戴著月亮形狀的邪面與盔甲，也喚醒約頓海姆的人渴望的邪面精神。於EP.0登場。
性格方面較為狡猾又野蠻，為了達到自己的目的而不擇手段，欺騙他人或拋棄自己的盟友，非常討厭弱者，認為弱者就應該被淘汰，對充瑠充滿仇恨，因充瑠的言行舉止與兄長相似。
儘管他在讓魔進誕生方面優於歐拉丁，但由於他是弟弟永遠要跟在兄長後面，能力都無法發揮，在投靠約頓軍後認為約頓皇帝才是能讓他發揮力量，於是有了反叛之心，與兄長對立指導約頓軍入侵克里斯塔利亞。
脫下邪面後是有別於克里斯塔利亞人的統一膚色，而是黑色寶石的膚色，專用武器為一把黑色月亮形狀的大劍。
- EP.0時背叛克里斯塔利亞，並率領約頓海姆的軍隊入侵。
- EP.1時因看到魔進的出現而訝異。
- EP.2時對庫蘭丘拉以收集闇能量的方式打開侵略大門認為太過緩慢。
- EP.4假借被約頓皇帝洗腦的名義，謊騙思念父親的瑪布席娜[63]，但在充瑠識破謊言後，露出邪惡的真面目，並說出自己背叛克里斯塔利亞的真正理由[64][65]。
- EP.7得知除了痛恨兄長外，更是厭惡弱小的人[66]。
- EP.8時跟蹤充瑠找到白煌輝石所在，並打算摧毀掉白煌輝石及充瑠[67]，但被充瑠成功阻止並變化成魔進艾斯普雷斯，之後更因為被奪走魔進喬奇的控制權，心生憤怒，在結尾時因此覺醒邪惡精神。
- EP.9時參與百人一首邪面的作戰，成為約頓百人一首的詠唱者。
- EP.10時魔進喬奇再次被搶奪的情況下，使用得以控制的邪惡精神，解除王者特急的合體，奪回魔進喬奇的控制權。
- EP.11時處刑被為朝使用計謀打到害怕的重設按鈕邪面。
- EP.12時因感應到寶路的出現而情緒不穩。
- EP.13時駕駛魔進喬奇出現在寶路面前，並打算邀請寶路成為盟友，但寶路怒而與他對決[68]，在兩人對決並寶路擊敗他之際，對著寶路脫口說出寶路在意的話，讓寶路分心並放棄攻擊，最後在邀請寶路前往約頓海姆後駕駛魔進喬奇離去。
- EP.14時得知早在克里斯塔利亞之時就設計讓寶路與克里斯塔利亞人民產生隔閡藉此孤立寶路，並打算誘惑寶路加入約頓海姆。
- EP.17時刻意地參與打地鼠邪面的作戰中與寶路展開對決，而後暗地將部份的邪面精神以斬擊的方式注入寶路體內下就直接離去。
- EP.18時引發寶路體內吸收邪面精神後的邪惡怪物寶石，將寶路變成為他所指使的邪惡戰士，最後因為充瑠使用祈願寶石破壞邪惡怪物寶石，怒而再使用邪惡精神將被破壞的邪惡怪物寶石巨大化。
- EP.19認為無敵的煌輝魔進在人類的身體裡不足畏懼，帶領貝恰特想趁此時擊敗煌輝魔進。
- EP.22幫邪面獸拖住煌輝者，讓邪面獸補充能量，與煌輝銀戰鬥，在邪面獸恢復力量後，轉頭就離開。
- EP.24使用自己的邪面精神讓邪面音樂傳遍地球上的大街小巷。
- EP.27與約頓娜合作，挾持了真咲美希母女，幫忙約頓娜，在約頓娜即將遭到煌輝綠發射必殺技時，救了約頓娜，並說探索極限就到此為止，隨後帶著約頓娜離開。
- EP.32使用增強的邪面精神來控制魔進哈口布，帶迦魯薩前往亞塔瑪魯德找魔進歐拉丁，打算使用強大的邪面精神來封印歐拉丁王，並告訴歐拉丁王，即將引發自己策劃的史上最大的作戰。
- EP.33在亞塔瑪魯德與歐拉丁一戰，在歐拉丁王的靈魂暫時離開煌輝石時，以為成功封印著歐拉丁王了，卻被充瑠發射的寄宿歐拉丁王靈魂的箭矢攻擊，但還不罷休，跳上宏偉不死鳥身上一起回到地球上，操作斯摩克喬奇和三頭邪面獸一起與四大巨神戰鬥，在經過一番搶奪戰後，成功搶奪到約頓常春藤種子，但後來卻被歐拉丁王靈魂寄宿的宏偉最煌弓破壞掉約頓常春藤種子，非常生氣，逃回約頓海姆。
- EP.34操作斯摩克喬奇在城鎮中大肆破壞，為了就是等待魔進艾克斯普雷斯出現，使用強大的邪面精神控制魔進艾克斯普雷斯，並讓其與斯摩克喬奇合體成邪惡王者特急，擊倒了巨神鑽者，連宏偉不死鳥也不是對手，在準備給予歐拉丁王最後一擊時，突然被約頓皇帝命令去救約頓娜，因此解除了合體，前去搭救戰敗的約頓娜。
- EP.35在得知寶路在邪面獸身體內時，駕駛斯摩克喬奇前去戰鬥，認為只要擊倒邪面獸，寶路也會跟著一起滅亡，在解決邪面獸後以為寶路已經被幹掉了，但寶路已經從邪面獸身體內脫離，但迦魯薩卻不知還非常開心的大笑。
- EP.37駕駛斯摩克喬奇大亂，目的是為了引誘出歐拉丁，在歐拉丁出現後，非常好奇的會發生什麼事，後才得知原來約頓娜就是約頓皇帝。
- EP.38在蛀牙邪面即將被煌輝粉消滅時，擋下了攻擊，擊倒了煌輝黃等人，隨後被魔進薩比恩帶走，來到寶路等人所在的沙漠地帶，得知寶路將突出地面的月牙石當作自己非常生氣的將其斬斷，也令寶路恢復意識，與寶路展開克里斯塔利亞選出真正劍士的比賽，即「決鬥」，因歐拉丁王阻止了在克里斯塔利亞未完成的勝負，於地球上決勝負，趁寶路還沒轉過頭想趁機解決寶路，但卻被寶路擋下，結果敗於寶路。
- EP.39被約頓皇帝命令和嚇頓一起去地球，協助嚇頓的狙擊戰略，告訴夏頓瑪布希娜的事情，後駕駛斯摩克喬奇製造出陰影幫助嚇頓，與邪面獸獠牙巴斯拉聯手制伏了煌輝神和宏偉不死鳥，在煌輝者部分成員被狙擊解決後，被嚇頓要求先回約頓海姆。
- EP.41尾段救起並要庫蘭丘拉幫他一個忙，與庫蘭丘拉勾結推翻約頓皇帝，幫他製作能讓約頓皇帝身體麻痺的炸彈。
- EP.42和約頓皇帝融為一體，使用約頓皇帝的力量蹂躪地球，在庫蘭丘拉將炸彈丟到約頓皇帝身上後，將約頓皇帝斬殺，將約頓娜打暈，奪取約頓皇帝的身體，當約頓海姆的新皇帝，變成霸主迦魯薩，捉住魔進歐拉丁，將其帶回約頓海姆。
- EP.43將歐拉丁處刑，打倒了煌輝銀，將煌輝紅帶走與其展開決戰，被煌輝紅感化，但後來被約頓皇帝奪回身體，看到約頓皇帝還活著驚訝不已，被約頓皇帝從身體裡趕出去，並從約頓皇帝口中得知實際上是約頓皇帝為了阻止歐拉丁跟迦魯薩兩兄弟成為他的阻礙者，而將迦魯薩洗腦並讓其怨恨歐拉丁並背叛克里斯塔利亞，在得知其真相後，被約頓皇帝殺害。
- EP.44得知在被殺害後，將僅剩的靈魂轉移至魔進喬奇，救了從懸崖摔下的充瑠，並將魔進喬奇交給充瑠，隨後僅剩的靈魂便消散。

霸王迦魯薩
身高：200cm（巨大化身高：53.0m）
體重：260kg（巨大化體重：689.0t）
與約頓皇帝融合一體化的迦魯薩，支配了約頓皇帝的身體和意識，獲得約頓皇帝的力量，變成了新一代嶄新皇帝，外貌變成黃金型態的樣貌。於EP.42-43登場。
具有控制周圍環境重力的能力，可以使用『重力支配（グラビティックドミネード）』來控制敵人身體的重力，也可以使用必殺的重力龍捲技『龍捲風螺旋沖擊（トルネードスクリュークラッシュ）』身體像龍捲風一樣快速轉動，擊敗了宏偉不死鳥，從而打倒歐拉丁，與煌輝紅進行決戰使用小時候畫過的必殺技『野狼梅伽迪亞（ビーストウルフオメガディア！）』與煌輝紅打成平手，後來被約頓皇帝報復因此被擊敗。
和庫蘭丘拉私底下勾結，為了奪取約頓皇帝的身體和意識。
專用武器為一把魔劍黃金劍。
- 迦魯薩之名與形象來源於凱爾特神話中神之一【加爾夫·達格莎】和北歐神話的【烏特迦·洛奇】

闇之假面使者・庫蘭丘拉 Kuranchura
聲：高戶靖廣
香港CV：李錦綸／台灣CV：陳幼文
身高：160cm
體重：208kg（目前僅有5/4所以是166kg）
邪面：邪面（邪面）→ 以地球的文明為主題的各種的邪面
約頓海姆的參謀，也是本作怪人的製造者兼唯一的生還者，通過地球的各式素材製作出奇妙的「邪面」來誕生「邪面師」，更陸續派出邪面師或邪面獸，試圖將地球污染成黑暗。於EP.0登場。
性格方面較為奸詐又膽小，用頭腦作戰來指揮邪面師但不擅長戰鬥，處心積慮的想要如何入侵地球的方法。
迦魯薩在職位上算是上司，他以鄙視的視角來看待迦魯薩，但又非常害怕迦魯薩的兇猛和可怕的力量，然而迦爾薩其實並沒有要傷害他的意思。
座右銘是「用地球的文明來侵略地球」。
專用武器為一把黑色能測量闇黑能量的手杖。
- EP.1開始以自問自答的方式介紹邪面所使用的素材。
- EP.4中對迦魯薩因邪面獸阻礙他的處刑而擊滅邪面獸感到恐懼。
- EP.10中以魔進喬奇一直被煌輝者奪取來諷刺迦魯薩，而被迦魯薩抓起恐嚇。
- EP.14時本打算向迦魯薩外借魔進喬奇來讓SL邪面完成約頓魔法陣，但在迦魯薩拒絕後作罷[70]。
- EP.15時親自前往地球執行侵略，並以不倒翁遊戲讓人們變成不倒翁，但後來在時雨和寶路的攪局下，讓瑪布席娜贏了遊戲，解放被變成不倒翁的人們，生氣之下招喚邪面獸後返回約頓海姆，返回之時手上拿著棉花糖並向迦魯薩說玩得很愉快也找到一堆很有趣的素材。
- EP.24使用小提琴演奏邪面音樂來傳送到地球，後因迦魯薩使用吉他加上強大的邪面精神來彈奏邪面音樂讓邪面音樂的力量更加強大，雖然不甘心但還是讓給迦魯薩來執行彈奏，後在邪面師被解決後，不敢告訴迦魯薩，偷偷的讓邪面獸出動，後來迅速逃離。
- EP.25約頓娜使用約頓變身器聯繫上庫蘭丘拉，約頓娜要他把邪面師所在地告訴她，因為不想告訴約頓娜，而被約頓娜強大的力量電擊到燒焦並倒下。
- EP.36再次親自前往地球作戰，使用RAP的作戰方式，將壞話注入到人類心臟中，讓中計的人只會說壞話，在解決了除煌輝紅以外的5人後，發了邀請函要與煌輝紅進行戰鬥，與煌輝紅進行RAP的對決，輕鬆的擊敗了煌輝紅，後在效果被破除後，召喚了邪面獸轉盤戈莫流進行大亂，與邪面獸一起被煌輝者解決了。
- EP.37得知在EP.36的大爆炸中還沒死亡，原來那是1/5的庫蘭丘拉，怕在地球作戰中有什麼萬一，所以讓約頓娜將自己分為1/5，讓其中之一的他去作戰。
- EP.38一直對約頓娜叫約頓皇帝，向約頓娜（約頓皇帝）敘述這次的作戰計畫，被約頓娜回嘴「我是約頓娜」，庫蘭丘拉說「我是在跟你體內的約頓皇帝說話」。
- EP.39對祈願寶石-伊露肖亞充滿好奇心，認為可以借用此石頭的力量製造出更強的邪面師，後來向迦魯薩介紹嚇頓。
- EP.41與變成貓的充瑠相處一陣子，徹底被充瑠感化，幫充瑠阻擋約頓娜，認為製作邪面師太麻煩了，想要自由自在的創作，隨後被出現的約頓皇帝處決落入海裡，後被迦魯薩救起並要求幫他一個忙，與迦魯薩勾結推翻約頓皇帝。
- EP.42在約頓皇帝出現在地球後，製作了一個特殊炸彈，將炸彈丟到約頓皇帝身上，讓約頓皇帝身體麻痺，幫助迦魯薩奪下約頓海姆的新皇帝，被煌輝銀追捕，最終被煌輝銀逮住。
- EP.43被煌輝銀要求帶他們去約頓海姆，一直不肯，但後來被充瑠撒嬌一下，答應帶煌輝者們前往約頓海姆，在抵達約頓海姆後，趁機掙脫繩索，跳到闇獸里迦尼身上逃走。
- EP.44獨自一人走在約頓海姆，被開著魔進喬奇的充瑠發現，因為只要違背約頓皇帝就不可能活，於是想脫離約頓皇帝的掌控，趁機從約頓海姆中把祈願寶石偷出來，並把祈願寶石交給充瑠。
- 最終話告訴煌輝者關於約頓皇帝唯一會脫掉邪面的習慣動作，讓煌輝者破解約頓皇帝的無敵力量，在大戰結束後成為約頓海姆的掌權者，並向充瑠致電說不會再帶領約頓海姆侵略其他文明。

- 庫蘭丘拉之名來源於【暗】+【塔拉丘拉】

約頓皇帝的秘書官・約頓娜
演：桃月梨子
香港CV：成瑤孆／台灣CV：謝佼娟
身高：165cm
體重：52kg
約頓海姆的秘書，同時也是約頓皇帝忠誠的直屬女秘書，是約頓皇帝左邊的第一副邪面人格，左手配戴著約頓變身器。試圖透過引爆由人類製成闇黑能量的特殊炸彈，來創建一條連接約頓海姆和地球的通道。於EP.25登場。
性格方面較為冷酷無情但強大，擁有強化的能力，原以為是可愛的神社少女但真面目卻是恐怖的約頓惡女，使用約頓變身器變身成約頓海姆的女幹部，即使對人類的笑聲感興趣但自己卻不喜歡笑。
可以使用伸長的闇之皮鞭來幫貝恰特強化，讓被打倒的貝恰特再次站起來。
專用武器為一支黑色能進行強化或分裂事物的皮鞭，稱號「皮鞭女王」。
- EP.25偽裝成神社少女出現在不死鳥神社，因為那附近是強化力釋放力量的地方，為了探查而來到此地，以神社少女的樣子和充瑠等人一起行動，於後來現出真面目，強化了貝恰特的力量，讓煌輝者陷入苦戰。
- EP.26在煌輝者被打倒後，被為朝詢問為何不給我們最後一擊，認為煌輝者沒必要繼續搭理，隨後強化了爆彈邪面的力量，要爆彈邪面在5個地點同時收集闇能量並且同時引爆炸彈，來開通地球與約頓海姆連接的巨大隧道，要將邪面獸大軍送過來，但卻被煌輝者破壞了，結尾被迦魯薩看好並被詢問是否與他合作，爽快的答應了並認為會很有趣。
- EP.27為了測試人類身體的極限，與迦魯薩合作挾持了真咲美希母女，將綁在瀬奈身上的輔助裝備變成炸彈，要讓長期跑步而體力不支讓其倒下的瀬奈身上的炸彈爆炸，要強力膠邪面把炸彈緊緊的黏住和拖住其他煌輝者，原本以為作戰成功了，卻被瀬奈擺了一道，後與瀬奈戰鬥，在瀬奈施展必殺技時被迦魯薩救了一命。
- EP.28直接派出了約頓皇帝屬下的超巨大邪面獸出擊，被迦魯薩認為幹的不錯，後被小夜給套話，不小心說出了作戰方式，強化了貝恰特，將液晶墊交給了貝恰特，讓煌輝者搶奪。
- EP.29說要給迦魯薩看個東西，要迦魯薩跟她來一下，將歐拉丁王的石像給迦魯薩看，詢問迦魯薩看到後有什麼感覺，要一旁的庫蘭丘拉把他給忘了，趕緊讓邪面獸投影儀戈莫流出動，隨後在看到歐拉丁王復活不敢置信。
- EP.30嘗試把自己變成人體模特的樣子，但幽頓娜認為當人體模特的感覺非常差，並強化了模型邪面的能力，要模型邪面趕緊把地球人都變成人體模特，被庫蘭丘拉詢問又私自鞭打他製作的邪面師，目的是為了讓人體模特更為精緻，還要庫蘭丘拉感謝她，因她的緣故收集闇能量變很快。
- EP.31命令邪面獸放大縮小達迦梅斯將煌輝神與巨神鑽者變小，指揮貝恰特到草叢中尋找被變小的魔進們，並使用幽頓變身器搜尋魔進們的所在地，中途被瀬奈與小夜阻擾與兩人戰鬥，但因為實在太麻煩，所以轉頭直接離開了。
- EP.32私底下找到日下優人，要他幫忙約頓常春藤種子的基因重組計畫，只要成功就會放他一條生路，要他引誘小夜幫忙完成，在小夜完成基因重組計畫後，現身在日下優人的研究所，準備殺害日下優人被小夜阻止，隨後與小夜展開戰鬥，被小夜使用煌輝銃打傷。
- EP.33挾持了小夜，逼闖進來的充瑠和為朝丟掉武器，突然之際約頓常春藤種子被宏偉不死鳥取走，詢問煌輝者們到底是怎麼回事，聽完充瑠的敘述後，轉頭就離開了。
- EP.34得知撿起了被歐拉丁王擊敗的努瑪喬的邪面並改造毒液，用來與煌輝者玩一場遊戲，射出毒液攻擊為朝被時雨擋下，告訴為朝「我攻擊你知道一定有人會幫你擋下的」，在後來努瑪喬的邪面被為朝與時雨合作破壞，與為朝和時雨展開戰鬥，被兩人給壓制，差點被打倒，這時，身上突然出現約頓皇帝的黑影外貌，隨後並消失而倒下，被迦魯薩給救走。
- EP.35原本正帶著高爾夫邪面出來收集闇黑能量，被突然出現的煌輝銀和瑪布希娜打斷，目睹了一部分瑪布希娜發茶瘋的經過並告訴煌輝者，在敘述回憶中，用嘴巴接住被瑪布希娜丟出撞到怪物寶石並反彈的冰棒，吃了一口覺得非常好吃，在後來威脅冰棒老闆要再給她冰棒。
- EP.36參與了RAP的對決，在庫蘭丘拉先擊敗了煌輝紅後，親自上陣與煌輝紅進行第二次RAP對決，也很容易擊敗了煌輝紅。
- EP.37聽到庫蘭丘拉當面被約頓皇帝訓斥，問庫蘭丘拉你怎麼見到約頓皇帝，被迦魯薩反問，你身為約頓皇帝的秘書都沒當面見過約頓皇帝嗎？後使用約頓變身器與約頓皇帝通訊，被約頓皇帝命令去見歐拉丁。在之後找到煌輝綠和粉，與之展開戰鬥，因不小心用錯了，將煌輝綠分成了5個，隨後並消失。接著為了去找歐拉丁於是去找魔進哈口布，但魔進哈口布不肯，所以只好引誘歐拉丁自動現身。在見到歐拉丁後，突然間變成了約頓皇帝，但等再次變回約頓娜時，說已經見到歐拉丁了，約頓皇帝呢？隨後被迦魯薩帶回約頓海姆。
- EP.38對庫蘭丘拉一直叫她「約頓皇帝」感到很煩，當約頓皇帝透過約頓變身器calling約頓娜時將庫蘭丘拉推開，而再次被約頓皇帝下達指令，去尋找祈願寶石-伊露肖亞（魔性之石），於該集結尾從充瑠手上搶走了祈願寶石，隨後與迦魯薩回到約頓海姆。
- EP.39約頓皇帝再次下令出擊，但要出擊的並不是約頓娜，直接變成了約頓皇帝的第二副邪面人格-嚇頓。
- EP.40從邪面師手上拿回祈願寶石並離去。
- EP.42在迦魯薩奪取約頓皇帝的身體後，被迦魯薩打暈。
- EP.44認為迦魯薩不受約頓皇帝寵愛，自己非常受寵。煌輝者將目標轉到約頓娜身上，將約頓皇帝變回約頓娜型態將其封印並破壞掉，但約頓皇帝還有辦法，將約頓娜殺害，以為約頓皇帝很寵愛她，後來才得知其實約頓皇帝愛的是他自己，最後化為火焰，灰飛煙滅。

- 《魔進戰隊煌輝者VS龍裝者》藉由攝影機邪面讓煌輝者及龍裝者陷入危機。
- 番外篇邪頓娜 Yodonna外傳的主角，為其死後靈魂附身於柿原瑞希的故事。
- 約頓娜之名的由來恐怕是『淀美』和『麥當娜』的組合，所以香港取其意義翻譯成『幽當娜』。

約頓的狙擊手・嚇頓
聲：黑田崇矢
香港CV：陳卓智／台灣CV：陳幼文
身高：193cm
體重：251kg
約頓海姆的狙擊手，是約頓皇帝右邊的第二副邪面人格，左手同樣配戴著約頓變身器。由約頓皇帝右邊充滿荊棘的紅色邪面所變成。於EP.39登場。
一個黑暗獵人，可以躲藏在陰影中並迅速移動，使用狙擊槍發射子彈將目標變成黑色的泥糰子。
雖然目標是瑪布希娜但其實是為了引誘煌輝者們，將煌輝者們一個個狙擊解決掉。
如果沒有充分的陰影面積，可以讓斯摩克喬奇或邪面獸獠牙巴斯拉的影子充當陰影來移動。
專用武器為一把黑綠色的狙擊槍。
- EP.39與迦魯薩前往地球，對煌輝者那方有個有種的傢伙（煌輝黃）有興致，使用狙擊戰略將煌輝者一個個解決掉，將中彈者變成黑色泥糰子，打算將全員獻給約頓皇帝，到了最後以為快要成功了，卻被煌輝黃的計謀反轉戰況，與GO煌輝黃一決勝負，最終敗於GO煌輝黃的手上，在被擊敗後變成了約頓皇帝，因此約頓皇帝右邊的紅色邪面破碎，嚇頓本人也就陣亡。

- 嚇頓之名的由來與『影子』有關。

#### 沉澱之海
沉澱之海的魔女・努瑪喬
聲：幸田直子
香港CV：陸惠玲／台灣CV：雷碧文
身高：174cm
體重：75kg
生存在沉澱之海的魔女，敏喬的姐姐，在使用詛咒的過程中，她詛咒了「歐拉丁國王所愛的女人化為沙子的詛咒」。
於EP.21在回憶中被寶路提及，於EP.22在過去正式登場。
可以從嘴中吐出大量的毒液來封印煌輝寶石的力量。
專用武器為一把白色波紋形狀的長劍。
- EP.21在回憶中登場，於回憶當中，與歐拉丁王戰鬥，被逼到絕境時，被妹妹即時的拯救，將從歐拉丁王身上掉下來的青色煌輝寶石使用體內毒液封印，並施展力量來詛咒歐拉丁王喜愛的女人化為沙子的詛咒，接著被紅色煌輝寶石撞擊，隨後被歐拉丁王擊敗。
- EP.22充瑠回到過去，充瑠想趁機搶走酒杯時，迅速的阻止了，和充瑠發生戰鬥，對充瑠所擁有的煌輝精神感到非常不爽，以強大的力量壓制了充瑠，被充瑠諷刺只有近戰型武器，沒有遠戰型武器，非常的生氣，想使用毒液讓充瑠中毒，被充瑠使用煌輝劍擋了下來，在充瑠等人離開後，歐拉丁王等人隨後抵達與努瑪喬展開戰鬥，接續EP.21的劇情，被歐拉丁王擊敗。
- EP.34透露她已被歐拉丁王消滅，其被歐拉丁王斬下的面具被約頓娜撿到，並被利用來讓時雨中毒，最後在為朝和時雨的配合下其面具被消滅。

- 努瑪喬之名的由來是『沼澤+魔女』。

惡夢的藝術家・敏喬
演：壇蜜
努瑪喬的妹妹。
於EP.21在回憶過去中登場，劇場版《魔進戰隊煌輝者 THE MOVIE Be-Bop Dream》中登場，為劇場版主要敵人。
專用武器為一把黑色上頭有約頓海姆標誌的鐮刀
- EP.21在回憶當中，歐拉丁王即將擊敗姐姐努瑪喬時，突然現身攻擊了歐拉丁王，在被努瑪喬道謝後，隨後並迅速的離開。

#### 中層戰力
邪面師
本作中的怪人之一，初登場為等身體型的怪物。由貝恰特裝上邪面後的樣貌，亦能召喚邪面獸，戴著能夠引出邪惡力量的邪面，為了收集打開連接地球和約頓海姆的大門的闇能量而暗中活動。
| 名字                                                          | 身高  | 體重  | 身體顏色        | 邪面                                                                        | 相關簡介 | 死因 | 出沒                            | Episode                                         |
| ------------------------------------------------------------- | ----- | ----- | --------------- | --------------------------------------------------------------------------- | --- | --- | ------------------------------- | ----------------------------------------------- |
| 橄欖球邪面 ラグビー邪面 Rugby                                 | 183cm | 165kg | 黑色 （Black）  | 橄欖球（ラグビー） → 1隊15人所組成的，並用長型球粗暴得分的地球競技運動      | 1.帶領貝恰特小隊，強制地讓地球人組成人牆或對戰隊伍進行『地獄橄欖球戰略』，藉此來收集闇能量。 2.以自豪的駿足獨自奔跑，並達陣讓橄欖球炸彈爆炸，是約頓軍的王牌選手。 3.認為比賽中帶武器是違反規則，對此相當地認真。 | 『煌輝綠』反向使用『橄欖球炸彈』從空中落下被爆頭而被擊斃。                                                             | F23地區                         | EP.2、《魔進戰隊煌輝者 THE MOVIE Be-Bop Dream》 |
| 虎钳邪面 マンリキ邪面 Manriki                                 | 184cm | 167kg | 紅色 （Red）    | 虎钳（万力） → 將材料夾住，並用轉盤固定的地球工具                           | 1.用無法看見的力量散佈虎钳，使人的頭部因被夾住而痛苦的作戰，藉此來汙染地球。 2.只要將虎鉗上的握把轉越多次，就會因旋轉而越緊。 3.與他單獨對戰，他就會直接接受對戰。 | 『煌輝藍』使用『煌輝劍』發動必殺技『藍輝斬擊』而被擊斃。                                                               | M87地區                         | EP.3                                            |
| 尼安德塔人邪面 ネアンデルタールジン邪面 Neanderthal Jin       | 181cm | 161kg | 黃色 （Yellow） | 尼安德塔人（ネアンデルタール人） → 尼安德峡谷首次發現的地球化石人類         | 1.能喚起遠古的尼安德塔的力量，藉此來汙染地球。 | 未知 | 未知                            | EP.4                                            |
| 搖桿邪面 ジョイスティック邪面 Joystick                        | 186cm | 166kg | 灰色 （Gray）   | 搖桿（ジョイスティック） → 桿子前後左右動作地操作遊戲角色的地球玩具         | 1.奪取地球人的控制，以激烈的出招式碰撞並彈飛，藉此來污染地球。 2.特殊的超合金搖桿，擁有反彈槍彈的誇張強度。 3.其對任何角色的控制，都能關照到。 | 『煌輝者』使用『煌輝激流』而被擊斃。                                                                                   | F51地區D23地區                  | EP.5                                            |
| 數位相機邪面 デジタルカメラ邪面 Digital Camera                | 183cm | 168kg | 黃色 （Yellow） | 數位相機（デジタルカメラ） → 拍攝照片並且轉換為圖像數據並進行記錄的地球設備 | 1.將攝影的人類捕獲至數位相機的作戰，藉此來收集闇能量。 2.能頭迴轉180度，將後方的敵人收進相機內。 3.快門時機時，滿臉的笑容瞬間變成恐懼。 | 從空中落下的邪面獸雲端希爾頓給壓死。                                                                                   | B28地區                         | EP.6                                            |
| 冰箱邪面 フリーザー邪面 Freezer                               | 185cm | 166kg | 黑色 （Black）  | 冰箱（フリーザー（冷蔵庫）） → 能將食品冷藏、冷凍保存的地球家電製品         | 1.將路上以超冷卻結凍的『地獄冰河期戰略』，藉此來汙染地球。 2.使用強大的暴風雪凍結敵人，使敵人無法動彈。 3.是烤箱邪面的弟弟。 4.不是因為臉皮太厚，而是冰柱的顏面太冷。 | 被迦魯薩擊斃。 | F97地區                         | EP.7                                            |
| 烤箱邪面 オーブン邪面 Oven                                    | 184cm | 170kg | 紅色 （Red）    | 烤箱（オーブン） → 將食品從上下左右加熱燃燒的地球調理器具                   | 1.將路上以超加熱燃燒的『地獄燒烤戰略』，藉此來汙染地球。 2.其灼熱的火炎攻撃，使周圍變成火海。 3.是冰箱邪面的哥哥。 4.必殺的全熟爆裂，不只是表面而是從內芯燃燒殆盡。 | 『煌輝黃、煌輝粉』使用『煌輝銃』，『煌輝藍、煌輝綠』使用『煌輝劍』，『煌輝紅』使用『煌輝破壞砲』發動必殺技合力擊斃。   | F97地區                         | EP.7 - EP.8                                     |
| 百人一首邪面 ヒャクニンイッシュ邪面 Hyakunin Isshu            | 186cm | 163kg | 黃色 （Yellow） | 百人一首（百人一首） → 百名和歌詩人每人撰寫一首和歌所集注創作的地球歌集     | 1.讓地球人取牌來決勝負的『地獄百人一首戰略』，藉此來汙染地球。 2.在上句未讀完畢以前無法取牌，如果著急用手取牌，就會大爆炸。 3.「約頓百人一首」的敗者，就會變成貼附在邪面上的紙牌，並產生痛苦。 4.對面的，對手的牌，不想給的時候，一口氣決勝負，將牌疊起來。                                                                             | 『煌輝者』使用『煌輝激流』而被擊斃。                                                                                   | U70地區                         | EP.9                                            |
| 音樂邪面 ミュージック邪面 Music                               | 191cm | 169kg | 灰色 （Gray）   | 音樂（ミュージック（音楽）） → 聲音及樂器產生出聲音的一種地球藝術           | 1.將地球人以邪惡的歌曲俘虜並引誘出來的『地獄演唱會戰略』，藉此來收集闇能量。 2.對觀看約多美姬的現場直播的大家，直接送個人演唱會的幽頓門票至心臟。 3.進行簡單的面試並簽訂契約，就能成為偶像♪ | 『煌輝藍』使用『煌輝劍』發動必殺技『藍之橫斬』而被擊斃。                                                               | 未知                            | EP.10、戰姫絕唱SYMPHOGEAR XD UNLIMITED          |
| 重設按鈕邪面 リセットボタン邪面 Reset Button                  | 182cm | 164kg | 黑色 （Black）  | 重設按鈕（リセットボタン） → 一個按下去就能全部重新來過的無敵作弊按鈕       | 1.敗北的同時重置時間，並記住對方的攻擊方式從而變強的『復仇地獄戰略』，藉此来收集闇能量。2.按下頭部的按鈕就能重置時間，即使這個按鈕被破壞也能有效地發動能力。3.避免被發現知道重置的事，只要裝作初次相見的樣子。 | 被迦魯薩擊斃。 | F79地區                         | EP.11                                           |
| 隕石邪面 インセキ邪面 Inseki                                  | 184cm | 163kg | 紅色 （Red）    | 隕石（隕石） → 從宇宙落下地球的石頭                                         | 1.能從宇宙呼喚無數隕石的『地獄隕石落戰略』，藉此來汙染地球。2.和Monstone合體後力量上升，能以灼熱的熔岩頭錘來溶化對方的子彈。3.當面臨敗北的危機時，終究召喚出巨大的隕石來…! | 『煌輝銀』使用『閃亮破壞者』發動必殺技『閃耀激光猛攻』而被擊斃。                                                       | 未知                            | EP.12                                           |
| SL邪面 SL邪面 SL                                              | 188cm | 172kg | 黃色 （Yellow） | SL（SL（エスエル）） → 利用蒸氣的能量走在線路上的一種地球機關車             | 1.由約頓黑煙所包圍组成的大範圍魔法陣中永遠困在黑暗的『地獄環狀線魔法陣戰略』，藉此来污染地球。2.對於擾亂列車時刻表的妨礙，會補充煤炭来解除限制，成為滿功率狀態下前進的黑色超特急。3.因為是從隧道裡出現的，拍攝時請豎拍。 | 被邪面獸柴聯車巴斯拉給踩死。                                                                                           | G23地區~H32地區~A20地區~F31地區 | EP.14                                           |
| 棉花糖邪面 マシュマロ邪面 Marshmallow                         | 185cm | 174kg | 灰色 （Gray）   | 棉花糖（マシュマロ）→ 蓬鬆富有彈性的地球甜食                                | 1.將地球的太太夫人們變成棉花糖的『地獄棉花糖化戰略』，藉此來收集闇能量。2.用不听聽使喚的棉花糖身體，不管什麼攻擊都能彈回去。3.另一方面，如果被凍住的話會變成碎塊這是秘密。 | 『煌輝銀』使用『閃亮破壞者』發動必殺技『閃耀激光猛攻』而被擊斃。                                                       | N255地區                        | EP.16                                           |
| 打地鼠邪面 モグラタタキ邪面 Moguratataki                      | 187cm | 173kg | 黃色 （Yellow） | 打地鼠（もぐらたたき）→ 讓地鼠從洞跑出來並擊打的地球遊戲                    | 1.讓地球人因想得到寶藏的信念而參加遊戲並且將失敗者變成一張牌的『地獄打地鼠遊戲戰略』，藉此來收集闇能量。2.偽裝成了地球人，讓參加打地鼠遊戲的地球人放心。3.想擊敗的唯一策略就是在玩遊戲的時候給予地鼠一個重擊，此重擊會連結到本體，讓本體受到極大的傷害。                                                                                | 『煌輝黃』使用『煌輝破壞砲』而被擊斃。                                                                                 | F79地區                         | EP.17                                           |
| 搬遷邪面 スミカエ邪面 Sumikae                                 | 184cm | 165kg | 黑色 （Black）  | 搬遷（住み替え）→ 變更居住地的地球概念                                      | 1.使用重定位光束來交換地球人的靈魂使其混亂的『地獄交換靈魂戰略』，藉此來污染地球。2.將煌輝者與魔進的靈魂對調，使煌輝者們混亂，讓其無法進行攻擊。3.每次發射重定位光束時，都會換一張臉。 | 『煌輝銀』使用『閃亮破壞者』發動必殺技『閃耀激光猛攻』而被擊斃。                                                       | 未知                            | EP.19                                           |
| 黏合劑邪面 セッチャクザイ邪面 Setchakuzai                     | 187cm | 167kg | 紅色 （Red）    | 黏合劑（接着剤）→ 將物質黏合在一起的地球合成產品                            | 1.使用黏合劑將地球上的各種事物黏合在一起並阻止行動的『地獄黏合劑戰略』，藉此來污染地球。2.除非將黏合劑邪面本身打倒，不然黏合劑永遠無法脫落。3.就算黏合表面的相容性再差，在黏合後也很難將其分開。 | 『煌輝黃、煌輝銀』使用『驚奇鐵槌（Wonder Hanma）』而被擊斃。                                                           | 未知                            | EP.20                                           |
| 釣竿邪面 ツリザオ邪面 Tsurizao                                | 189cm | 164kg | 黃色 （Yellow） | 釣竿（釣竿）→ 將魚餌釣在魚鉤上將其甩出的地球工具                            | 1.使用釣魚竿將地球人一個接著一個釣走的『地獄捕魚作業戰略』，藉此來污染地球。2.通過使用祈願寶石-里巴希亞的時間倒轉的力量，從今天將昨天的人們一一的釣走。3.就算在惡劣的天氣下，也能從水面的波動發現獵物。 | 『煌輝銀』使用『閃亮破壞者』發動必殺技『閃耀激光猛攻』而被擊斃。                                                       | 未知                            | EP.21                                           |
| 金庫邪面 キンコ邪面 Kinko                                     | 185cm | 179kg | 黑色 （Black）  | 金庫（金庫）→ 非常堅固並且可以存放金錢的地球箱子                            | 1.將金粉噴灑在地球人身上將其變成金幣並且鎖在邪惡的金庫內的『地獄金錢限制戰略』，藉此來污染地球。2.使用約頓的超合金箱子可以抵擋任何攻擊，如果亂按密碼會啟動箱內計時器來引爆的報復行動。3.使用轉盤和密碼雙重鎖定模式是金庫預防犯罪的基本。                                                                                                | 『煌輝紅』使用『煌輝破壞砲』朝金庫內部發射而被擊斃。                                                                   | K12地區                         | EP.23                                           |
| 揚聲器邪面 スピーカー邪面 Speaker                             | 188cm | 167kg | 紅色 （Red）    | 揚聲器（スピーカー）→ 可將信號轉換為聲音並擴展的地球音頻設備                | 1.利用天線接受噪音並放大數千倍並分散的『地獄邪惡音樂戰略』，藉此來污染地球。2.通過捕獲闇黑能量強的人來升級和修復損壞的天線。3.透過迦魯薩的邪面精神音樂以爆炸性的聲音沉重的傳遞街頭巷尾。 | 『煌輝銀』使用『閃亮破壞者』發動必殺技『閃耀激光猛攻』而被擊斃。                                                       | C51地區                         | EP.24                                           |
| 炸彈邪面 バクダン邪面 Bakudan                                 | 184cm | 168kg | 灰色 （Gray）   | 炸彈（爆弾）→ 裝滿炸藥的地球爆裂物                                          | 1.將人類一一的排好並丟出保齡球炸彈的『地獄保齡球轟炸戰略』，藉此來污染地球。2.除非一次擊倒10個人體保齡球，不然不會發生大爆炸。3.約頓娜使用充電力量將其變成5個在5個地點引爆炸彈來搜集闇能量，藉此打開一條地球與幽頓海姆連接的隧道，將數不盡的邪面獸送過來。4.變成5個之後頭上皆有熊熊燃燒的1~5的數字。                                    | 『煌輝者』分別使用『最煌弓』，再由『煌輝銀』使用『閃亮破壞者』發動必殺技『閃耀激光猛攻』而被擊斃。                     | W37地區R15地區                  | EP.25 - 26                                      |
| 強力膠邪面 キョウリョクセッチャクザイ邪面 Kyoryokusetchakuzai | 187cm | 170kg | 黑色 （Black）  | 強力膠（強力接着剤）→ 牢固的將物體黏著的地球合成商品                        | 1.將地球人黏著在地面上讓其無法動彈的『地獄強力黏合戰略』，藉此來汙染地球。2.作為約頓娜作戰策略的墊腳石，並發射強力膠將煌輝者的雙腳黏著在地面上，對其拳打腳踢拿武器來攻擊煌輝者。3.除非將強力膠邪面（Kyoryokusetchakuzai）完全打敗，不然綁在瀨奈身上的炸彈裝置上的強力膠永遠無法消除。4.如果事先讓貝恰特刷洗地面，可以更牢固的黏合物體。 | 除煌輝綠、煌輝銀外，『煌輝者』使用『傳送煌輝精神到最煌弓』發動必殺技『不死鳥迸濺』而被擊斃。                           | T30地區                         | EP.27                                           |
| 模型邪面 マネキン邪面 Manekin                                 | 190cm | 168kg | 灰色 （Gray）   | 人體模特（マネキン）→ 實物大小並穿著衣服的地球等身大人形                    | 1.通過撫摸地球人的手臂將其變成像洋娃娃一樣的真人模特的『地獄行動模特戰略』，藉此來污染地球。2.藉由約頓娜的強化能力的關係，可以變得更強將人類變成真正硬梆梆的人體模特，將人體模特放在自己前面可當成盾牌使用。3.因為非常的生氣，所以要尋找更加美麗的人來變成人體模特。                                                                    | 『煌輝藍』使用『最煌弓』發動必殺技『箭鋒無阻鐳射』而被擊斃。                                                           | S98地區M49地區                  | EP.30                                           |
| 猜謎邪面 ナゾカケ邪面 Nazokake                                | 186cm | 168kg | 黃色 （Yellow） | 猜謎（なぞかけ）→ 出個主題謎語給對方回答的地球文字遊戲                      | 1.對地球人出謎語進行測驗，如無法回答出正確答案將會命令貝恰特將地球人進行打屁股的『地獄神秘戰略』，藉此來污染地球。2.在無法回答出正確答案時，身上會出現一個「？」的標誌，除非回答出正確答案，不然將無法進行攻擊或觸碰到猜謎邪面。3.最後，作為3頭邪面獸出動前的救急車，在其被解決之後，邪面獸將會來到地球上。                             | 除煌輝粉、煌輝銀外，『煌輝者』使用『傳送煌輝精神到最煌弓』發動必殺技『不死鳥迸濺』而被擊斃。                           | R25地區                         | EP.32                                           |
| 高爾夫邪面 ゴルフ邪面 Gorufu                                  | 187cm | 165kg | 黑色 （Black）  | 高爾夫（ゴルフ）→ 依照擊球次數並將球打入洞中的地球休閒運動                  | 1.使用引以為傲的高爾夫球桿將地球人擊打進任何類似於球洞中的『地獄一桿進洞戰略』，藉此來污染地球。2.在與怪物寶石融合的狀態下，使用高爾夫球桿輕輕的擊打煌輝銀，將其擊打出去並進到邪面獸車希爾頓中。3.瞄準好目標準備擊打出去的標語是『味噌拉麵（みそラー•メーン）』。                                                                       | 『煌輝紅、煌輝綠、煌輝藍』配合瑪布希娜使用閃亮破壞者做出的『閃耀高爾夫球』，連續接力擊打一桿進邪面師頭上的洞而被擊斃。 | 未知                            | EP.35                                           |
| 蛀牙邪面 ムシバ邪面 Mushiba                                   | 186cm | 171kg | 黃色 （Yellow） | 蛀牙（虫歯）→ 細菌破壞牙齒組織非常痛苦的地球疾病                            | 1.發射光束侵蝕地球人健康的牙齒使其非常痛苦的『地獄蛀牙戰略』，藉此來收集闇能量。2.由於非常堅硬的琺瑯質保護下，使用任何進攻對蛀牙邪面幾乎都沒有效果，唯獨頭頂的黑色蛀牙齲洞是弱點。3.如果你不想要有蛀牙的話，請每天認真的刷牙，千萬不要跳過。                                                                                            | 『煌輝藍』使用『閃亮破壞者』從空中垂直落下從蛀牙邪面頭頂貫穿而被擊斃。                                                 | Z97地區                         | EP.38                                           |
| 鋼絲邪面 ハリガネ邪面 Harigane                                | 188cm | 164kg | 黑色 （Black）  | 鋼絲（針金）→ 線狀又細長並可以伸長的地球金屬                                | 1.使用鋼絲將身體包覆起來變成另一個人，對純潔的地球人灌輸壞的想法戰略，藉此來污染地球。變成一個溫柔的少年『卡路里君』，使八太三郎的內心變成充滿著黑暗，利用『祈願寶石-伊露喬亞』的力量，將八太三郎本人變成邪面獸。3.不能輕易攻擊具有八太三郎身體的邪面獸自我意識薛路迦。                                                                 | 『煌輝紅』使用『最煌弓』發射必殺技而被擊斃。                                                                           | 未知                            | EP.40                                           |
| 招財貓邪面 マネキネコ邪面 Magekineko                          | 186cm | 169kg | 紅色 （Red）    | 招財貓（招き猫）→ 據說能帶來錢財與好運的地球貓雕像                          | 1.搖動脖子上的鈴鐺將地球人變成一隻貓咪，並控制他的身體和精神的『地獄貓化戰略』，藉此來污染地球。2.當約頓娜使用強化能力後，變得更加熊熊燃燒，搖動鈴鐺後讓之前變成貓咪的地球人狀態變得非常暴力。3.當對著變成貓咪的人突然的拍拍手時，就好大吃一驚，並且稍微的恢復理性。                                                                    | 『煌輝者』五人使用『傳送煌輝精神到最煌弓』發動必殺技『不死鳥迸濺』而被擊斃。                                           | N22地區R25地區                  | EP.41                                           |
| 電影邪面 ムービー邪面 Mubi                                    | cm    | kg    | （ ）           | 電影（映画）→                                                               | | |                                 | 《魔進戰隊煌輝者VS龍裝者》                      |

邪面獸
本作中的巨大怪人之一，初登場為巨大體型的怪獸。由生活在約頓海姆的巨大怪獸中的闇獸裝上邪面後的樣貌。
| 名字                                                                                   | 身高  | 長度  | 寬度  | 體重    | 闇獸                       | 邪面                                                                                 | 相關簡介 | 死因                                                                                   | Episode                                |
| -------------------------------------------------------------------------------------- | ----- | ----- | ----- | ------- | -------------------------- | ------------------------------------------------------------------------------------ | --- | -------------------------------------------------------------------------------------- | -------------------------------------- |
| 邪面獸水龍頭希爾頓 邪面獣ジャグチヒルドン Jaguchihirudon                               | 46.5m | 未知  | 未知  | 1477.3t | 希爾頓 ヒルドン HIRUDON    | 水龍頭（蛇口） → 轉動手把流出自來水的地球器具                                        | 1.能飛空，使用水龍頭排放渾濁污泥的同時撒下貝恰特，來污染周圍的環境。 2.擅長用污泥描繪約頓魔法陣，並打開侵略的大門引大部隊進攻。 | 『5台煌輝魔進』使用必殺技『煌輝寶石轟炸』而被擊殺。                                    | EP.1                                   |
| 邪面獸橄欖球員里迦尼 邪面獣ラガーリガニー Ragarigani                                   | 43.7m | 51.3m | 未知  | 1995.2t | 里迦尼 リガニー RIGANI     | 橄欖球員（ラガー） → 地球的競技運動「橄欖球」中訓練有素的運動員                      | 1.抱著代替橄欖球的煤氣鼓在城市中突進。 2.擅長用強悍猛烈的鏟球將大廈踢翻。 | 『陸輝士』使用必殺技『陸環破碎』而被擊殺。                                             | EP.2                                   |
| 邪面獸虎钳薛路迦 邪面獣マンリキシェルガ Manrikisheruga                                 | 48.8m | 未知  | 未知  | 2590.0t | 薛路迦 シェルガ SHERUGA    | 虎钳（万力） → 將巨大的材料夾住，並用巨大的轉盤固定的巨大地球工具                    | 1.擅長用堅固的虎鉗夾住任何東西。 2.用頭部撞擊攻擊時，能射出虎鉗光線。 | 『煌輝神』使用必殺技『煌輝炸裂』而被擊殺。                                             | EP.3                                   |
| 邪面獸舊石器巴斯拉 邪面獣キュウセッキバスラ Kyusekkibasura                             | 46.3m | 未知  | 未知  | 2590.0t | 巴斯拉 バスラ BASURA       | 舊石器（旧石器） → 地球的舊石器時代所使用的打製石器                                  | 1.能用連接繩子的石器到處破壞。 2.擅長纏繞對手並綑綁起來，來停止對方行動。 | 迦魯薩操作『斯摩克喬奇（Smoke Jookey）』使用必殺技『燃燒迫擊砲』而被擊殺。             | EP.4                                   |
| 邪面獸機台夾里迦尼 邪面獣キャッチャーリガニー Kyatcharigani                            | 未知  | 48.0m | 未知  | 1982.0t | 里迦尼 リガニー RIGANI     | 遊戲機台夾（ゲームキャッチャー） → 地球的娃娃機中用來獲獎的附爪機械手臂。            | 1.擅長操作閃爍按鈕的眼上兩隻機械手臂，來抓取大廈及看板。 2.掌握住訣竅，輕鬆捕獲住煌輝神！ | 『煌輝神』使用必殺技『煌輝炸裂』而被擊殺。                                             | EP.5                                   |
| 邪面獸雲端希爾頓 邪面獣クラウドヒルドン Kuraudohirudon                                 | 44.5m | 未知  | 未知  | 1469.3t | 希爾頓 ヒルドン HIRUDON    | 雲端（クラウド） → 大量資料於網路上的伺服器管理，地球電腦所利用形態的一種。          | 1.擅長數位相機邪面所攝影到的地球人，關閉在邪面內的空間保存住。 2.潛藏在遙遠的雲端上，奪取奴役的人們的生命能量，進行成長。 | 『陸輝士利夫通羅蘭德』使用必殺技『羅蘭德疾馳』而被擊殺。                               | EP.6                                   |
| 邪面獸冷熱達迦梅斯 邪面獣レーネツダガメス Renetsudagamesu                              | 66.0m | 未知  | 未知  | 1636.6t | 達迦梅斯 ダガメス DAGAMESU | 冷熱（冷熱） → 冷與熱同時出現的地球概念                                              | 1.擅長自左邊邪面的超低溫吐息，自右邊邪面的超高溫吐息，強力地溫度差使所有物質脆化。 2.能量的釋放量過大下，在活動後會休眠一段時間… | 『王者特急』使用必殺技『燃燒爆擊砲』而被擊殺。                                         | EP.7 - EP.8                            |
| 邪面獸平安京巴斯拉 邪面獣ヘイアンキョウバスラ Heiankyobasura                           | 50.3m | 未知  | 未知  | 1639.2t | 巴斯拉 バスラ BASURA       | 平安京（平安京） → 像棋盤的眼般優雅的劃分，曾經的地球都市                            | 1.擅長歌牌如暴風雪飄散「鳴叫吧樹鶯平安京攻擊」，將敵人夾擊。 2.將汽車貼附在邪面上，能挾持人質。 | 『王者特急』使用必殺技『燃燒爆擊砲』而被擊殺。                                         | EP.9                                   |
| 邪面獸舞台薛路迦 邪面獣ステージシェルガ Sutejisheruga                                  | 48.3m | 未知  | 未知  | 2588.0t | 薛路迦 シェルガ SHERUGA    | 舞台（ステージ） → 進行娛樂秀的地球舞台                                              | 1.擅長潛入地中擬態成舞台。 2.響亮的大音響可發射出環繞超聲波。 | 『煌輝神』使用必殺技『煌輝炸裂』而被擊殺。                                             | EP.10、戰姫絕唱SYMPHOGEAR XD UNLIMITED |
| 邪面獸發射按鈕里迦尼 邪面獣ハッシャボタンリガニー Hasshabotanrigani                    | 未知  | 50.8m | 未知  | 1993.2t | 里迦尼 リガニー RIGANI     | 發射按鈕（発射ボタン，Hasshabotan） → 決定炮彈發射的地球按鈕裝置                     | 1.擅長按下發射按鈕（Hasshabotan）後以0.001秒的速度，發射超火力導彈。2.如果能按下按鈕的話…。 | 『煌輝神艾克斯普雷斯』使用必殺技『煌輝特快破裂』而被擊殺。                             | EP.11                                  |
| 邪面獸捕蠅草薛路迦 邪面獣ハエジゴクシェルガ Haejigokusheruga                           | 55.8m | 未知  | 未知  | 2618.0t | 薛路迦 シェルガ SHERUGA    | 捕蠅草（ハエジゴク） → 葉子對折就能捕獲獵物的地球食蟲植物                            | 1.擅長潛入地底深處，使用無數的巨大觸手襲擊地球人。2.這個觸手即使被斬斷，也能以驚人的生命力繼續活動。 | 『陸輝士』使用必殺技『陸環破碎』而被擊殺。                                             | EP.13                                  |
| 邪面獸柴聯車巴斯拉 邪面獣ディーゼルバスラ Dizerubasura                                 | 53.2m | 未知  | 未知  | 1650.8t | 巴斯拉 バスラ BASURA       | 柴油機車（ディーゼル） → 柴油做為燃料走在線路上的一種地球機關車                      | 1.擅長噴射大量的油來進行波浪式攻擊敵人。2.不過本應該一起戰鬥的SL邪面，到底去了哪里呢？ | 『煌輝神』使用必殺技『煌輝炸裂』，『王者特急』使用必殺技『燃燒爆擊砲』而被擊殺。       | EP.14                                  |
| 邪面獸投環希爾頓 邪面獣ワナゲヒルドン Wanagehirudon                                    | 57.8m | 未知  | 未知  | 1522.5t | 希爾頓 ヒルドン HIRUDON    | 投環（輪投げ） → 將環投入棍棒的地球遊戲                                              | 1.擅長扔出巨大的環来攻擊，能勒緊大樓等建築進行破壞。2.因為環的直徑是伸缩自如的，煌輝神也會被完全束縛。 | 『煌輝神達斯通』使用絕技『達斯通吸引』將邪面獸吸過來再使用必殺技『煌輝炸裂』而被擊殺。 | EP.15                                  |
| 邪面獸發射里迦尼 邪面獣ハッシャリガニー Hassharigani                                   | 未知  | 50.8m | 未知  | 1993.0t | 里迦尼 リガニー RIGANI     | 發射（発射） → 決定炮彈發射的地球按鈕裝置                                            | 1.擅長以0.001秒的速度發射超火力的導彈。2.因為沒有了按按鈕的工夫，所以可以無限量地連續發射。 | 『煌輝神麥哲倫』使用必殺技『麥哲倫全開爆破』而被擊殺。                                 | EP.16                                  |
| 邪面獸槌巴斯拉 邪面獣ハンマーバスラ Hanmabasura                                        | 53.7m | 未知  | 未知  | 1652.8t | 巴斯拉 バスラ BASURA       | 槌（ハンマー） → 用於擊打物體的地球工具                                              | 1.擅長將堅硬的頭下擺並擊打對手。2.可以使用鐵鎚攻擊遠方的敵人。 | 『巨神鑽者』使用必殺技『巨人粉碎』而被擊殺。                                           | EP.17                                  |
| 邪面獸房屋貸款達迦梅斯 邪面獣ジュウタクローンダガメス Jutakurondagamesu                | 67.5m | 未知  | 未知  | 1648.6t | 達迦梅斯 ダガメス DAGAMESU | 房屋貸款（住宅ローン） → 用於購買房屋的地球金融系統                                  | 1.擅長使用房屋貸款鎖鏈來約束敵人。2.原本想用鎖鏈束縛住煌輝神，但卻出乎意料的鎖鏈被撐開了，使戰鬥沒有按照計畫進行。 | 『煌輝神』使用必殺技『煌輝炸裂』而被擊殺。                                             | EP.19                                  |
| 邪面獸黏合劑薛路迦 邪面獣セッチャクザイシェルガ Setchakuzaisheruga                     | 47.5m | 未知  | 未知  | 2584.8t | 薛路迦 シェルガ SHERUGA    | 黏合劑（接着剤） → 將巨大的黏合劑附著到巨大物體的地球巨大合成產品                    | 1.擅長使用巨大的黏合劑子彈將大型建築物緊緊的黏在一起。2.發射巨大的黏合劑子彈將兩台巨型機器人黏合來創造新的合體，是這樣嗎？ | 『煌輝•鑽者』使用必殺技『狂野追擊』而被擊殺。                                          | EP.20                                  |
| 邪面獸機動船巴斯拉 邪面獣モーターボートバスラ Motabotobasura                           | 54.2m | 未知  | 未知  | 1654.8t | 巴斯拉 バスラ BASURA       | 機動船（モーターボート） → 以馬達為驅動力的地球遊艇                                  | 1.擅長潛在地底下，只露出頭，並以驚人的速度行動，就想在海裡游泳一樣。2.擁有穿透建築物與障礙物的能力，並以雙手的利爪攻擊敵人。3.因為消耗很多能量，所以要在海中捕魚來填充力量。                                                               | 『王者特急薩比恩』使用必殺技『薩比恩巨型衝擊波』而被擊殺。                             | EP.21 - EP.22                          |
| 邪面獸金塊里迦尼 邪面獣キンカイリガニー Kinkairigani                                   | 未知  | 51.5m | 未知  | 1996.0t | 里迦尼 リガニー RIGANI     | 金塊（金塊） → 凝固成一定形狀的地球寶藏                                              | 1.擅長使用華麗的金粉讓對手變成金色雕像。2.可以將敵人擺成任何搞笑、草率的姿勢。 | 『王者特急薩比恩』使用必殺技『薩比恩巨型衝擊波』而被擊殺。                             | EP.23                                  |
| 邪面獸點唱機希爾頓 邪面獣ジュークボックスヒルドン Jukubokkusuhirudon                   | 46.0m | 未知  | 未知  | 1475.3t | 希爾頓 ヒルドン HIRUDON    | 點唱機（ジュークボックス） → 可自動播放內置音樂的地球音頻設備                        | 1.擅長像劍一樣發射超高速的射擊技巧。2.發射出大量的巨大CD片攻擊敵人。 | 『薩比恩麥格農』使用必殺技『薩比恩巨型衝擊波』而被擊殺。                               | EP.24                                  |
| 邪面獸強力膠薛路迦 邪面獣キョウリョクセッチャクザイシェルガ Kyoryokusetchakuzaisheruga | 47.5m | 未知  | 未知  | 2597.7t | 薛路迦 シェルガ SHERUGA    | 強力膠（強力接着剤） → 將巨大的物體牢固地黏著在巨大物體上的地球巨大合成產品          | 1.擅長發射能黏在任何東西上的結實子彈來黏合物體。2.水是非常不好的東西，因為會使黏合效果大大的減弱。 | 『魔進馬赫』使用必殺技『馬赫龍捲風沖擊』而被擊殺。                                     | EP.27                                  |
| 邪面獸投影機戈莫流 邪面獣プロジェクターゴモリュウ Purojekutagomoryu                    | 47.0m | 46.5m | 70.5m | 3184.0t | 戈莫流 ゴモリュウ GOMORYU  | 投影儀（プロジェクター） → 在屏幕上投影影片或圖像的地球投影設備                      | 1.擅長從外部接收貝恰特拍攝的風景圖像並將其像投影一樣投影在自己身體上與周圍的風景融合來隱藏自己的行蹤。2.將自己投影到周圍環境，來創造類似於分身一樣，在四面八方不定時出現來玩弄敵人。3.腳底擁有噴射裝置，可以像噴射機一樣在空中高速的飛翔。 | 『宏偉不死鳥』使用必殺技『宏偉日珥』而被擊殺。                                         | EP.28 - EP.29                          |
| 邪面獸軀幹希爾頓 邪面獣トルソーヒルドン Torusohirudon                                  | 47.3m | 未知  | 未知  | 1480.5t | 希爾頓 ヒルドン HIRUDON    | 軀幹（トルソー） → 穿著衣服的地球胴體等身大人形                                      | 1.擅長在天空中飛翔並且發射巨大的針型子彈來進行攻擊。2.挾持煌輝神將其從超高樓層建築捲起到空中並落下。 | 『宏偉不死鳥』使用必殺技『宏偉寶石轟擊』而被擊殺。                                     | EP.30                                  |
| 邪面獸放大縮小達迦梅斯 邪面獣ピンチインアウトダガメス Pinchiinautodagamesu             | 68.3m | 未知  | 未知  | 1655.0t | 達迦梅斯 ダガメス DAGAMESU | 放大縮小（ピンチイン・アウト）→ 使用手指操作屏幕顯示器來進行放大或縮小的地球操作方法 | 1.擅長使用左邊邪面發射放大射線光束將任何東西變巨大，使用右邊邪面發射縮小射線光束將任何事物變超小。2.使用縮小與放大的能力需要消耗大量的身體能量，因此要發動東京小型化戰略需要耗費非常長的時間。                                             | 『宏偉不死鳥』使用必殺技『宏偉日珥』而被擊殺。                                         | EP.31                                  |
| 邪面獸盾薛路迦 邪面獣シールドシェルガ Shirudosheruga                                   | 50.8m | 未知  | 未知  | 2598.0t | 薛路迦 シェルガ SHERUGA    | 盾（シールド（盾））→ 保護本身免受攻擊的地球防護具                                   | 1.使用銅牆鐵壁的防禦系統打擊敵人並保護約頓常春藤的種子免於遭到破壞。2.攻擊就是最好的防禦技術，可以發射出盾牌光束。3.擅長與邪面獸戰國巴斯拉和邪面獸戰車里迦尼使出驚人的必殺三連擊。                                                         | 『宏偉不死鳥』使用必殺技『宏偉日珥』而被擊殺。                                         | EP.32 - EP.33                          |
| 邪面獸戰國巴斯拉 邪面獣センゴクバスラ Sengokubasura                                    | 54.5m | 未知  | 未知  | 1656.0t | 巴斯拉 バスラ BASURA       | 戰國時代（戦国時代）→ 由武將帶著刀劍投入戰鬥的地球歷史時代                           | 1.使用非常鋒利的刀劍斬擊敵人並保護約頓常春藤的種子免於遭到破壞。2.可以像玩遊戲一樣流暢的使用二刀流風格。3.擅長與邪面獸盾薛路迦和邪面獸戰車里迦尼使出驚人的必殺三連擊。                                                                     | 『宏偉不死鳥』使用必殺技『宏偉日珥』而被擊殺。                                         | EP.32 - EP.33                          |
| 邪面獸戰車里迦尼 邪面獣タンクリガニー Tankurigani                                      | 未知  | 61.2m | 未知  | 2034.8t | 里迦尼 リガニー RIGANI     | 戰車（タンク（戦車））→ 搭載著火炮在無限軌道上運行的地球裝甲車                       | 1.使用轟動大地的強力火炮擊殺敵人並保護約頓常春藤的種子免於遭到破壞。2.經由身經百戰的貝恰特中士所操縱。3.擅長與邪面獸盾薛路迦和邪面獸戰國巴斯拉使出驚人的必殺三連擊。                                                                       | 『宏偉不死鳥』使用必殺技『宏偉日珥』而被擊殺。                                         | EP.32 - EP.33                          |
| 邪面獸大車希爾頓 邪面獣カートヒルドン Katohirudon                                      | 45.5m | 未知  | 未知  | 1473.3t | 希爾頓 ヒルドン HIRUDON    | 大車（カート）→ 在寬闊的高爾夫球場上行駛時使用的地球交通工具                         | 1.擅長像車子一樣使用快速猛攻、猛撞的攻擊技巧。2.因為煌輝銀進入身體內，所以被斯摩克喬奇當成狙擊目標，因此今天這場戰鬥非常艱難。 | 迦魯薩操作『斯摩克喬奇（Smoke Jookey）』使用必殺技『燃燒迫擊砲』而被擊殺。             | EP.35                                  |
| 邪面獸轉盤戈莫流 邪面獣ターンテーブルゴモリュウ Tanteburugomoryu                       | 未知  | 47.5m | 未知  | 3188.0t | 戈莫流 ゴモリュウ GOMORYU  | 轉盤（ターンテーブル）→ 摩擦轉盤播放唱片的地球音頻設備                               | 1.藉由庫蘭丘拉的召喚而登場♪，庫蘭丘拉站在頭上進行操作♪，心情非常低落的危險髒東西♪，使用切碎的節拍擊倒了煌輝者♪。2.由於魔進們的出場♪，與煌輝者相互交融的情感和羈絆♪，當煌輝者乘上後♪，約頓立馬會被擊敗♪。                                   | 『四大巨神』合力使用『宏偉最煌弓』發射必殺技而被擊殺。                                 | EP.36                                  |
| 邪面獸獠牙巴斯拉 邪面獣キババスラ Kibabasura                                           | 51.0m | 未知  | 未知  | 1642.0t | 巴斯拉 バスラ BASURA       | 牙（牙）→ 牙齒發達且非常尖銳的地球動物牙齒                                           | 1.擅長張大嘴巴猛烈的進行撕咬。2.致命的必殺攻擊一旦被咬住，很難的鬆開且會傷害對手。 | 『宏偉不死鳥』使用必殺技『宏偉日珥』而被擊殺。                                         | EP.39                                  |
| 邪面獸自我意識薛路迦 邪面獣ジイシキシェルガ Jiishikisheruga                            | 49.3m | 未知  | 未知  | 2592.0t | 薛路迦 シェルガ SHERUGA    | 自我意識（自意識）→ 人類大腦表達能力的地球概念                                       | 1.擅長使用摧毀的欲望來大肆的破壞世界。2.可以將八太三郎帶入身體裡並將其當成人質。 | 『陸輝士』使用『魔進薩比恩』發射必殺技『薩比恩音速飛濺』而被擊殺。                     | EP.40                                  |
| 邪面獸貓罐頭里迦尼 邪面獣ネコカンリガニー Nekokanrigani                                | 未知  | 50.2m | 未知  | 1990.8t | 里迦尼 リガニー RIGANI     | 貓罐頭（猫缶）→ 裝滿貓飼料並給貓咪食用的地球罐裝食品                                 | 1.擅長和貓咪一樣輕鬆的來回跳過來跳過去，並用猛烈的爪子在街道上進行破壞。2.像貓咪一樣不喜歡洗澡，不想弄濕自己的身體。 | 『巨神鑽者』使用必殺技『巨人粉碎』而被擊殺。                                           | EP.41                                  |

#### 下級兵卒
貝恰特
本作中的雜兵，約頓海姆的戰鬥員，戴著約頓海姆標誌的「邪面」的無敵士兵，身上能發出惡臭。於EP.0登場。
戴上「邪面」就能升格為「邪面師」。
使用耙子型武器Numade（ヌマデ）到處襲擊人類。
麻痹貝恰特
特殊型的貝恰特，也是約頓海姆的戰鬥員，連約頓海姆的人也都不想碰觸到的貝恰特。於EP.17登場。
被攻擊後會化成汁液黏著在攻擊者的身上，經過一段時間後身體就會呈現麻痹狀態。
超級貝恰特
強化型的貝恰特，由約頓娜使用闇之皮鞭來強化後誕生的超級貝恰特。於EP.25登場。
即使被打倒了也能再次強化而再次站起來。
皇帝親衛隊貝恰特
闇獸
生存於約頓海姆的巨大怪獸。戴上「邪面」就能升格為「邪面獸」。
| 名字                       | 次數 | 簡介                                                             | 能力                                                         | 話數                              |
| -------------------------- | ---- | ---------------------------------------------------------------- | ------------------------------------------------------------ | --------------------------------- |
| 希爾頓 ヒルドン HIRUDON    | 6    | 生存在約頓海姆，如地球的螞蟥般軟體的巨大闇獸。                   | 其觸手能晃動，甚至能飄浮於空中。                             | EP.1、6、15、24、30、35           |
| 里迦尼 リガニー RIGANI     | 7    | 生存在約頓海姆，如地球的淡水龍蝦般持有甲殼的巨大闇獸。           | 附有尖刺的表皮突進，具有攻擊的性質。                         | EP.2、5、11、16、23、32-33、41    |
| 薛路迦 シェルガ SHERUGA    | 7    | 生存在約頓海姆，如地球的田螺般包覆貝殼於身的巨大闇獸。           | 擁有重而安穩的身體，並以堅固的防禦性自豪。                   | EP.3、10、13、20、27、32-33、40   |
| 巴斯拉 バスラ BASURA       | 7    | 生存在約頓海姆，如地球的黑鱸般擁有鰭的巨大闇獸。                 | 充滿彈性的靈敏身軀，並有著迅速移動的特徵。                   | EP.4、9、14、17、21-22、32-33、39 |
| 達迦梅斯 ダガメス DAGAMESU | 3    | 生存在約頓海姆，如地球的桂花負蝽般擁有爪的巨大闇獸。             | 擁有兩個脖子，可各自地進行攻擊。                             | EP.7-8、19、31                    |
| 戈莫流 ゴモリュウ GOMORYU  | 2    | 生存在約頓海姆，如地球的吸血烏賊般利用羽毛噴射飛行的超巨大闇獸。 | 約頓皇帝直屬的特殊闇獸，能釋放讓煌輝石無法行動的地獄衝擊波。 | EP.28-29、36                      |

#### 約頓海姆戰力
斯摩克喬奇
【基本資料】
| 魔進形式 | 魔進形式 | 魔進形式 | 魔進形式 | 魔進形式 | 魔進形式     |
| 機體高度 | 機體寬度 | 機體長度 | 機體重量 | 機體航速 | 機組力量輸出 |
| -------- | -------- | -------- | -------- | -------- | ------------ |
| 50.7m    | 23.7m    | 59.0m    | 2600t    | 400km/h  | 1300萬馬力   |

由魔進喬奇單獨變形而成的哥吉拉型魔進機器人。於EP.4登場。
會用銳利的『喬奇利爪（ジョーキージョー）』襲擊，極速的咬擊，用尾巴的『喬奇鐮鋸（ジョーキーチェーンソー）』猛烈地砍伐等各種犯規技來戰鬥。
必殺技為黑暗之烈火『燃燒迫擊炮（バーンブラッカー）』，來進行必殺爆破。
- EP.8與煌輝紅創造的新魔進—魔進艾斯普雷斯合體成音速巨神王者特急。

邪惡銀
因被迦魯薩注入邪面精神的寶路，導致寶路體內的怪物寶石進化成邪惡怪物寶石，在邪惡力量的控制下，寶路使用了約頓變身器變身成了約頓海姆的黑暗殺手並且聽命於迦魯薩。於EP.18登場。
約頓常春藤種子
讓其發芽並成長之後，會釋放出有毒物質「約頓汙染」，受汙染的土地會腐爛並變成死亡世界。
約頓娜利用日下優人來引誘小夜，幫忙完成了遺傳基因重組的計劃，以在全球環境中爆發性的快速增長。於EP.32-33登場。
邪惡王者特急
經由迦魯薩的邪面精神大幅提升，迦魯薩操作魔進喬奇使用強大的邪面精神來控制魔進艾克斯普雷斯，將其帶入並強制進行合體。於EP.34登場。
努瑪喬的邪面
約頓娜撿起了被擊倒的努瑪喬的邪面，並改良努瑪喬所擁有的毒液。
除非努瑪喬的邪面被打破，否則毒液的效果永遠不會消失。於EP.34登場。

#### 約頓海姆裝備
約頓變身器
由閃亮煌輝變身器轉變而成的約頓變身器，外觀變成紫金色的樣式，羅盤旁同樣有3個按鈕，即「變身」、「技能」、「魔進」，由於受到闇黑力量的污染，使煌輝銀變身成闇黑的煌輝銀型態。於EP.18登場，EP.25再次出現，由約頓娜用泥土製造出來的約頓變身器，使約頓娜變身成約頓海姆的強力女幹部。
【變身按鈕】
當按下按鈕後，會發出「身披黑暗吧！（闇をまとえ！）」的待機音效，喊出「約頓變身！」的口號後，逆時針轉動轉盤，即可完成變身。
【技能按鈕】
當按下按鈕後，會發出「邪面精神（ジャメンタル）」的音效，全身充滿闇黑力量後使用閃亮破壞者發射闇黑能量波。

#### 其他敵人
怪物寶石
身高：188cm
體重：376kg
本作中的第三勢力，由煌輝石怪物化的形態。於EP.12登場，之後更分別在EP.13、15、25-26中出現。
起初跟普通煌輝石一樣，但會發出可抑制煌輝精神的毒氣。一旦被發掘出來後會變成人型，雖然跟煌輝石一樣隨本能行動，但沒有自我意志。
會以尋找周圍的目標進行融合，但若有更合適的融合體出現就會改變選擇對象。
似乎與邪面師融合，能夠強化邪面師的戰力。
邪惡怪物寶石
身高：47.2m
體重：897.5t
原本存在於煌輝銀身體內的怪物寶石，因迦魯薩將自己的邪惡精神注入煌輝銀的體內，而讓煌輝銀體內的怪物寶石邪惡化變成暗黑怪物寶石。於EP.18登場。
邪惡怪物寶石控制煌輝銀的身體以闇的幽頓變身器變成闇黑的煌輝銀型態，以此型態來收集暗黑能量。
即使被破壞了也可以通過注入更多邪惡精神和暗黑能量來復活並巨大化。
擅長使用鋒利的劍從倆手臂衝出來攻擊敵人。
巨型怪物寶石
身高：47.0m
體重：940.0t
吸收了祈願寶石・艾涅爾基亞的強化力量進而巨大化的怪物寶石。於EP.25-26登場。
短暫的增強了自身力量，連巨神鑽者也無法對抗的威力，但怪物寶石無法長時間承受這種能力所以便自動消失了。

## 煌輝者的裝備

### 初期成員專用裝備
- 煌輝變身器（キラメイチェンジャー，Kiramei Changer）

音效：杉田智和
煌輝者所使用的手環型變身器，外型為輪盤，表面上有類似魔法陣的圖樣，由CARAT的創辦人博多南無鈴使用煌輝寶石的力量所創造，輪盤上有四個按鈕，即「變身」、「通訊」、「魔進」、「技能」。
【紅色（變身）】
當按下按鈕後，會發出「煌輝GO！煌•輝！（キラメイGO！キ•ラ•メイ！）」的待機音效，在喊出「煌輝變身！」的口號後，逆時針轉動輪盤，發出「煌輝出擊！（キラメこうぜ！）」的音效，即可完成變身，而再次轉動輪盤可解除變身。
【藍色（通訊）】
當按下按鈕後，會發出「煌輝呼叫！（キラメコーリング！）」的音效，即可與夥伴或煌煇魔進通訊。
【綠色（魔進）】
當按下按鈕後，會發出「魔進〇〇！（マシン〇〇！）」的音效，逆時針轉動輪盤，即可召喚煌煇魔進。
【黃色（技能）】
【1】按兩次按鈕後，在喊出「魔進合體」的口號後，逆時針轉動輪盤，會發出「魔進合體！（魔進合體！）」的音效，即可進行合體。
【2】當按下按鈕後，會發出「煌輝士！（キラメイジ！）」的音效，逆時針轉動輪盤，即可拿出武器。
【3】當按下按鈕後，會發出「煌輝士！（キラメイジ！）」的音效，逆時針轉動輪盤，即可找出隱藏的敵人。
【4】當按下按鈕後，會發出「煌輝士！（キラメイジ！）」的音效，逆時針轉動輪盤，即可解除身上的麻痹狀態。
【5】當按下按鈕後，會發出「煌輝士！（キラメイジ！）」的音效，逆時針轉動輪盤，即可查看當天日期和降雨機率。
- 煌輝衝擊砲（キラメイバスター，Kiramei Buster）

煌輝者所使用的火砲型武器，煌輝者的必殺型武器，主要由煌輝紅使用，由煌輝銃與煌輝劍所組合而成的武器，由充瑠的想像力所形成。
合體成此型態後射擊性能得到提升，並且給敵人閃閃發光的致命一擊。
打開柱型蓋子後，裝填上名為「煌輝子彈（キラメイバレット）」的圓盤型子彈，然後拉動後方的手把，會發出「煌•煌輝充能！（キラッキラメイチャージ！）」的待機音效，然後以「煌輝已勝！（チェックメイジ！）」的音效來個必殺爆擊。
- 煌輝劍（キラメイソード，Kiramei Sword）

煌輝者所使用的劍型武器，煌輝者的近戰型武器，主要由煌輝藍與煌輝綠使用，而煌輝紅也會使用，由歐拉丁國王的想像力所形成。
刀刃非常的鋒利，可以自由切割東西，擁有兩種能力的劍，可以防禦也可以發動攻擊。
按一下按鈕後，會發出「煌輝盾！（キラメイシールド！）」的待機音效，然後以盾牌防護攻擊。
按兩下按鈕後，會發出「煌輝充能！（キラメイチャージ！）」的待機音效，然後以「煌輝已勝！（チェックメイジ！）」的音效來個必殺斬擊。
- 煌輝槍（キラメイショット，Kiramei Shot）

煌輝者所使用的銃型武器，煌輝者的遠距型武器，主要由煌輝黃與煌輝粉紅使用，而煌輝紅也會使用，由歐拉丁國王的想像力所形成。
火力非常強大，可以連續發射子彈，置入煌輝子彈火力更加強大。
打開柱型蓋子後，裝填上名為「煌輝子彈（キラメイバレット）」的圓盤型子彈，然後拉動後方的手把，發出「煌輝充能！（キラメイチャージ！）」的待機音效，然後以「煌輝已勝！（チェックメイジ！）」的音效來個必殺射擊。
- 煌輝視覺（キラメイビジョン，Kiramei Vision）

煌輝者所使用的搜尋絕技，位於眼罩上的能力，雙手放在眼罩旁並說出「煌輝視覺（キラメイビジョン）」之後就可以看到遠方看不到的景象或一般人肉眼無法看到的東西。

### 煌輝銀專用裝備
- 閃耀煌輝變身器（シャイニーキラメイチェンジャー，Shiny Kiramei Changer）

煌輝銀所使用的手環型變身器，外型為羅盤，外觀為銀橙色的樣式，羅盤旁有三個按鈕，即「變身」、「通訊」、「魔進」，羅盤上有搜尋寶物的功能，旋轉轉盤會發出「煌輝搜尋（キラメイサーチンダ）的音效，即可尋找寶物。
【變身按鈕】
當按下按鈕後，會發出「光輝吧（輝け）」的待機音效，喊出「煌輝變身！」的口號後，逆時針轉動轉盤，發出「Oh 閃耀無比（ジャイニンダ）」的音效，即可完成變身。
【通訊按鈕】
當按下按鈕後，會發出「煌輝呼叫（キラメコーリンダ）」的音效，即可呼喚閃耀破壞者或與夥伴通訊。
【魔進按鈕】
當按下按鈕後，會發出「採礦車（ドリジャン）」的音效，逆時針轉動轉盤，即可召喚魔進採礦車。
- 閃耀破壞者（シャイニーブレイカー，Shiny Breaker）

煌輝銀所使用的手提式鑿岩機型武器，可變換成三種武器模式，即「槍（Gun）」「鑽頭（Drill）」、「活動手臂（Hyper Arm）」，而且在發動必殺招後都會發出勝利的音效「新鮮出爐（一丁上がり）」。
【槍模式】
當按下按鈕後，即可變換為槍模式，會發出「激光一束 很樂意（ビームー丁！よるこんで）」的音效，可使用必殺技「閃耀激光猛攻（ジャイニンダビームアターッタ）」擊殺敵人。
【鑽頭模式】
當按下按鈕後，即可變換為鑽頭模式，會發出「電鑽一發 里邊請（ドリル一発！入りまーす！）」的音效，可使用鑽頭攻擊敵人。
【活動手臂模式】
當按下按鈕後，即可變換為活動手臂模式，會發出「助臂一擊 久等啦（アーム一擊 へイお待ちッ）」的音效，可使用活動手臂夾起敵人。

### 煌輝者強化裝備
- 最煌弓（キラフルゴーアロー，Kirafull Go Arrow ）

流傳於不死鳥神社的傳說，通過歐拉丁國王「界限是不能被超越的」的教會，充瑠「靈光閃爍」的繪畫，祈願寶石·艾涅爾基亞「強化力量」的賦予，瑪布席娜「淚水」的原型，組合而成誕生的超級弓箭。
所有煌輝者皆可使用的弓型超變身武器，外型為弓箭，具有超級力量的超弓箭，擁有不死鳥的力量，從箭頭發射強大光芒的箭矢讓5人皆同時穿上強化裝甲，煌輝者的強化裝甲上皆有不死鳥的圖樣和寶石的徽章，而持弓者的寶石會在正中間，共同分享力量的人的寶石分別在左右兩側，而弓箭中心的圓盤上有三個按鈕，即「超變身」、「必殺技」、「技能」。EP.26登場。
EP.30時在博多南無鈴改造下追加可與亞塔瑪魯德通訊的功能。
【紅色（超變身）】
當按下按鈕後，會發出「閃亮全開GO（キラフルGO！）」的待機音效，再喊出「閃亮全開變身」的口號後，拉動弓箭發射出耀眼光芒的箭矢，發出「太耀眼了（まぶしすギるぜ！）」的音效，即可完成GO煌輝者的超變身型態。
【黃色（必殺技）】
當按下按鈕後，會發出「炫煌充能（キラフルチャージ！）」的待機音效，即可發射必殺技，每當發射完必殺技後都會發出勝利的音效「煌輝已勝 完美（チェックメイジ！パーフェクト！）」。
必殺技1-紅「鳳凰迸濺（スパークリングフェニックス！）」發射出光輝亮眼連續分出數不盡的光之箭矢。
必殺技2-綠「電光石火（ライトニングメテオ！）」發射出集中於箭頭上耀眼光芒的能量波。
必殺技3-藍「箭鋒無阻鐳射（アンストッパブルレイザ！）」發射出閃耀終結的鐳射箭。
必殺技4-黃「億萬星芒射擊（シューティングスタービリオン！）」發射出燦爛無比的黃色鷹擊。
必殺技5-紅「超級不死鳥迸濺德斯托利亞特別版（スパークリングフェニックス•デストリアスペシャル！！）」發射出烈焰燃燒的火鳥箭矢。
【藍色（技能）】
【1】當按下按鈕後，在喊出「魔進合體」的口號後，拉動弓箭發射出耀眼光芒的箭矢，會發出「Let's魔進合體！（レッツ魔進合體！）」的音效，即可進行合體。
【2】當按下按鈕後，會發出「Let's go 魔進歐拉丁（Let's go 魔進オラディン！）」的音效，拉動弓箭發射出去，即可召喚在亞塔瑪魯德的魔進歐拉丁。

### 煌輝者必殺技
- 煌輝寶石轟炸（キラメイストーンボンバー）

煌輝者五人駕駛煌輝魔進使用的必殺技，魔進挖土機、魔進綠超跑、魔進噴射機、魔進直升機依序變回煌輝石型態，並且疊成一列，最後由魔進消防車依序將其擊出，擊敗巨大的邪面獸。
- 藍輝斬擊（ブルーブライスラッシュ）

煌輝藍使用的必殺技，將煌輝劍充能，使用斬擊波將邪面師斬斷。
- 藍之橫斬（ブルー•ホリヅンタルスラッシュ）

煌輝藍使用的必殺技，將煌輝劍充能，使用煌輝精神控制煌輝劍消去劍中間的一部分劍刃，使出平面斬擊。
- 煌輝激流（キラメイッシュストリーム）

煌輝者五人使用的必殺技，煌輝黃和煌輝粉紅使用煌輝銃發出能量波，煌輝藍和煌輝綠使用煌輝劍發出斬擊波，煌輝紅使用煌輝衝擊砲發出能量波，一起擊敗邪面師。

## 煌輝魔進（キラメイマシン）
- 煌輝魔進是經由數萬年成長後擁有自我意識的煌輝石變形而成的巨大交通工具，與搭檔的煌輝者以煌輝心靈形成堅固的羈絆。
- 平時皆待在CARAT本部（煌輝基地）的收納庫，並以煌輝石的形式呈現，當被煌輝者召喚時會從巨大椰子塔的頂部彈射出去，並從煌輝石形式轉變成魔進形式。
- 在戰鬥中受到攻擊裂開了或變渾濁，皆會影響光輝的力量會使戰鬥力下降，因此必須拋光寶石表面使其保持閃亮。
- 煌輝魔進本身可以自由的變大或縮小，縮小後可以把它拿在手上。
- 其煌輝魔進形式皆由充瑠的想像力形成[79]。

### 煌輝魔進（キラメイマシン，Kiramei Mashin）
皆為合體型魔進，可以進行魔進合體，煌輝石皆為寶石之國克里斯塔利亞所出產。

#### 魔進馬加（ 魔進マッカ，Macca ）
【基本資料】
| 機體高度 | 機體寬度 | 機體長度 |
| -------- | -------- | -------- |
| 6.5m     | 10.0m    | 24.3m    |

跑車型的魔進於劇場版《魔進戰隊煌輝者 EpisodeZERO》及EP.1登場，是紅色煌輝石變化成魔進消防車之前的樣貌，另外也是魔進綠跑車的改色版本。

#### 魔進法亞（ 魔進ファイヤ，Fire ）
（鈴村健一聲／港配：李安邦／台配：張至超） 

【基本資料】
| 魔進形式 | 魔進形式 | 魔進形式 | 魔進形式 | 魔進形式 | 魔進形式     | 煌輝石形式 | 煌輝石形式 | 煌輝石形式 |
| 機體高度 | 機體寬度 | 機體長度 | 機體重量 | 機體航速 | 機組力量輸出 | 縱         | 橫         | 深度       |
| -------- | -------- | -------- | -------- | -------- | ------------ | ---------- | ---------- | ---------- |
| 22.0m    | 18.0m    | 43.5m    | 2600t    | 400km/h  | 1300萬馬力   | 36.3m      | 18.0m      | 22.0m      |

第一人稱「俺」。煌輝紅的搭檔，消防車型的魔進，為最初登場的五顆煌輝石中體積最大，為第5個找到搭檔並產生共鳴的煌輝石。EP.0登場。
十分熱血的超級消防車，由紅色煌輝石變形而成。
用伸長的雲梯拯救人們，並用強力水柱封鎖敵人行動。用其燃燒的心消滅火勢！
永遠相信搭檔充瑠隱藏的可能性，以情緒MAX猛跑的熱血魔進。
口頭禪：「心情絕佳！我熊熊燃燒了！」（日語：「テンシヨンMAX！めつちやメラメラだ〜！」）
- 充瑠選擇這個形式是為了拯救受困的同班同學。

#### 魔進肖貝洛（ 魔進ショベロー，Shovellow ）
（岩田光央聲／港配：葉振聲／台配：賴緯） 

【基本資料】
| 魔進形式 | 魔進形式 | 魔進形式 | 魔進形式 | 魔進形式 | 魔進形式     | 煌輝石形式 | 煌輝石形式 | 煌輝石形式 |
| 機體高度 | 機體寬度 | 機體長度 | 機體重量 | 機體航速 | 機組力量輸出 | 縱         | 橫         | 深度       |
| -------- | -------- | -------- | -------- | -------- | ------------ | ---------- | ---------- | ---------- |
| 15.3m    | 10.0m    | 21.0m    | 300t     | 250km/h  | 150萬馬力    | 14.8m      | 10.0m      | 9.5m       |

第一人稱「わし」。煌輝黃的搭檔，挖土機型的魔進，為最初登場的五顆煌輝石中年紀最年老，為第3個找到搭檔並產生共鳴的煌輝石。EP.0登場。
能精準射擊的挖土機，由黃色煌輝石變形而成。
使用挖斗挖掘！投擲！並在射擊高手的煌輝黃操縱下精準定位攻擊遠方敵人。
以搭檔為朝第一行動，帶著模糊語氣的老將魔進。
於《魔進戰隊煌輝者 THE MOVIE Be-Bop Dream》中，在藉由充瑠由夢之石的力量實體化後，使的該魔進變成了「魔進挖土機紅色版」。
口頭禪：「讓你見識這般熟練技巧吧！ 大鏟子扔出泥土」（日語：「熟練の技とくと見よ！シヨべルでホイ⊃と！」）
- 充瑠選擇這個形式只是因為黃色的關係[82]。

#### 魔進馬赫（ 魔進マッハ，Mach ）
（赤羽根健治聲／港配：李鎮然／台配：陳幼文） 

【基本資料】
| 魔進形式 | 魔進形式 | 魔進形式 | 魔進形式 | 魔進形式 | 魔進形式     | 煌輝石形式 | 煌輝石形式 | 煌輝石形式 |
| 機體高度 | 機體寬度 | 機體長度 | 機體重量 | 機體航速 | 機組力量輸出 | 縱         | 橫         | 深度       |
| -------- | -------- | -------- | -------- | -------- | ------------ | ---------- | ---------- | ---------- |
| 6.5m     | 10.0m    | 24.3m    | 300t     | 500km/h  | 150萬馬力    | 15.8m      | 10.0m      | 9.5m       |

第一人稱「私」。煌輝綠的搭檔，跑車型的魔進，為第1個找到搭檔並產生共鳴的煌輝石。EP.0登場。
以速度自傲的超級跑車，由綠色煌輝石變形而成。
與搭檔的瀨奈相同，利用無法看見的速度玩弄敵人，也利用其高機動性，跳上其他魔進進行飛躍攻擊，也可以使用帶有憤怒的螺旋般攻擊『馬赫龍捲風沖擊（マッハトルネードアターック！）』來一舉殲滅巨大的敵人。
將搭檔瀨奈稱呼為大小姐並給與支持，帥氣小哥的管家魔進。
口頭禪：「賭上小姐的名義！我會快速解決敵人」（日語：「お嬢様の名に懸けて！速攻で終わらせます！」）
- 充瑠選擇這個形式是因為瀨奈的奔跑速度。

#### 魔進傑塔（ 魔進ジェッタ，Jetta ）
（大河元氣聲／港配：黃積權／台配：王辰驊） 

【基本資料】
| 魔進形式 | 魔進形式 | 魔進形式 | 魔進形式 | 魔進形式 | 魔進形式     | 煌輝石形式 | 煌輝石形式 | 煌輝石形式 |
| 機體高度 | 機體寬度 | 機體長度 | 機體重量 | 機體航速 | 機組力量輸出 | 縱         | 橫         | 深度       |
| -------- | -------- | -------- | -------- | -------- | ------------ | ---------- | ---------- | ---------- |
| 10.0m    | 24.3m    | 30.0m    | 300t     | 1500km/h | 150萬馬力    | 17.0m      | 10.0m      | 10.5m      |

第一人稱「僕」。煌輝藍的搭檔，噴射機型的魔進，為最初登場的五顆煌輝石中年紀最年輕，為第2個找到搭檔並產生共鳴的煌輝石。EP.0登場。
能高速飛行的噴射機，由藍色煌輝石變形而成。
能準確地飛往目的地，並用閃耀的機翼將敵人切割，煌輝石中最優秀的青年。
憧憬著搭檔時雨，將他作為大哥仰慕，天真無邪的少年魔進。
口頭禪：「看吧！這翅膀的光輝！痛快地上吧」（日語：「見て！翼のきらめき！ギュイ一ンといつくよ一！」）
- 充瑠選擇這個形式是他覺得時雨能斬斷萬物。

#### 魔進荷莉可（ 魔進ヘリコ，Heliko ）
（長久友紀聲／港配：羅孔柔／台配：林筱玲） 

【基本資料】
| 魔進形式 | 魔進形式 | 魔進形式 | 魔進形式 | 魔進形式 | 魔進形式     | 煌輝石形式 | 煌輝石形式 | 煌輝石形式 |
| 機體高度 | 機體寬度 | 機體長度 | 機體重量 | 機體航速 | 機組力量輸出 | 縱         | 橫         | 深度       |
| -------- | -------- | -------- | -------- | -------- | ------------ | ---------- | ---------- | ---------- |
| 10.8m    | 30.0m    | 30.0m    | 300t     | 450km/h  | 150萬馬力    | 17.5m      | 10.0m      | 10.0m      |

第一人稱「私」。煌輝粉紅的搭檔，直升機型的魔進，為最初登場的五顆煌輝石中唯一的女性，為第4個找到搭檔並產生共鳴的煌輝石。EP.0登場。
極為感性的直升機，由粉紅色煌輝石變形而成。
帶有獨特感性和不拘泥規則的快言快語！但它同時具備強烈的正義感，並利用其飛行能力拯救人們免於敵人的威脅。
與搭檔小夜相似的樂天派，不可思議的魔進，用擬聲詞和直升機語言（？）交談。
口頭禪：「極惡之人不可饒恕，接受我嚴厲的懲罰吧」（日語：「許すまじ悪の極み，ビシッとお仕置きですっ！」）
- 充瑠選擇這個形式是他覺得很適合做為醫生的小夜。

#### 魔進喬奇（ 魔進ジョーキー，Jookey ）
【基本資料】
| 魔進形式 | 魔進形式 | 魔進形式 | 魔進形式 | 魔進形式 | 魔進形式     | 煌輝石形式 | 煌輝石形式 | 煌輝石形式 |
| 機體高度 | 機體寬度 | 機體長度 | 機體重量 | 機體航速 | 機組力量輸出 | 縱         | 橫         | 深度       |
| -------- | -------- | -------- | -------- | -------- | ------------ | ---------- | ---------- | ---------- |
| 14.0m    | 11.2m    | 131.7m   | 2600t    | 450km/h  | 1300萬馬力   | 35.7m      | 20.0m      | 22.7m      |

蒸氣火車型的魔進。EP.4登場。
克里斯塔利亞王室專用的蒸氣火車，由黑色煌輝石變形而成，因為迦魯薩的扭曲之力而變成邪惡的暴君。
能用下顎將妨礙者擊飛、碾碎，並且可以利用蟲洞在幽頓海姆和地球之間自由運行。
第44集時正式交給充瑠使用。

#### 魔進艾克斯普雷斯（ 魔進エクスプレス，Express ）
【基本資料】
| 魔進形式 | 魔進形式 | 魔進形式                       | 魔進形式 | 魔進形式 | 魔進形式     |
| 機體高度 | 機體寬度 | 機體長度                       | 機體重量 | 機體航速 | 機組力量輸出 |
| -------- | -------- | ------------------------------ | -------- | -------- | ------------ |
| 10.0m    | 10.5m    | 43.7m (魔進火車連結時：171.7m) | 600t     | 600km/h  | 300萬馬力    |

新幹線型的魔進，瑪布希娜逃到地球來使用的煌輝石，代表寶石是月光石。EP.8登場。
能高速行駛的特別急行列車，由兩枚白色煌輝石變形而成，一塊名叫艾克斯，一塊名叫普雷斯，具有高速運行鳴笛到達的專家型角色。
據瑪布希娜所述白色煌輝石是歐拉丁國王為了防止喬奇落入壞人手中而開發的安全裝置，因而可反控制喬奇。
可以放出的神聖的光芒來驅散黑暗，能以動力爐進行加速及燃燒攻擊，且能強制與其他魔進進行魔進合體，甚至能靠駕駛者的意志解除合體。
- 充瑠選擇這個形式是想趕快趕到隊友身邊一起打倒敵人。

#### 魔進多利迦（ 魔進ドリジャン，Dorijan )
【基本資料】
| 魔進     | 魔進     | 魔進     | 魔進     | 魔進     | 魔進         | 閃亮煌輝石 | 閃亮煌輝石 | 閃亮煌輝石 |
| 機體高度 | 機體寬度 | 機體長度 | 機體重量 | 機體航速 | 機組力量輸出 | 縱         | 橫         | 深度       |
| -------- | -------- | -------- | -------- | -------- | ------------ | ---------- | ---------- | ---------- |
| 37.0m    | 22.5m    | 75.2m    | 4100t    | 350km/h  | 2050萬馬力   | 10.5m      | 16.3m      | 11.3m      |

煌輝銀的搭檔，砂石車型的魔進。EP.13登場。
堅固又能鑽地的採礦車，但它並非由煌輝石變形而成，而是CARAT為煌輝銀所開發的人工魔進。
起初魔進採礦車無法變形為巨神，需要動用閃亮銀色煌輝石才可變形，於是煌輝銀使用自己體內的閃亮銀色煌輝石才能夠順利讓魔進採礦車變形為巨神鑽者。
通過煌輝銀的覺醒進行超進化的魔進，巨大的鑽頭可在地底下無阻礙的前進，更可用上方的爪抓住障礙物和敵人，魔進採礦車迴旋角度非常大，加上使用迴旋技巧來戰鬥，會突然使用泥土和沙塵龍捲風來襲擊敵人。

#### 魔進薩比恩（ 魔進ザビューン，Zabyun ）
（吉野裕行聲／港配：曹啟謙／台配：王辰驊） 

【基本資料】
| 魔進形式 | 魔進形式 | 魔進形式                          | 魔進形式 | 魔進形式 | 魔進形式     | 煌輝石形式 | 煌輝石形式 | 煌輝石形式 |
| 機體高度 | 機體寬度 | 機體長度                          | 機體重量 | 機體航速 | 機組力量輸出 | 縱         | 橫         | 深度       |
| -------- | -------- | --------------------------------- | -------- | -------- | ------------ | ---------- | ---------- | ---------- |
| 20.5m    | 10.7m    | 132.0m (魔進特快車連結時：173.2m) | 2600t    | 650km/h  | 1300萬馬力   | 35.7m      | 22.5m      | 23.0m      |

第一人稱「俺樣」。鯊魚特急列車型的魔進，代表寶石是海藍寶石。EP.22登場。
水陸兩用的強力列車，由青色煌輝石變形而成，具有毀滅詛咒和消滅邪惡能力的專家型角色。
參與歐拉丁國王遠征幽頓海姆魔女的戰役，但卻遭到魔女的毒液給封印，之後被充瑠帶回來的毒液給博多南無鈴才解除封印。
可以像鯊魚一樣在海中或者在地底快速的游泳，並用『勞倫氏壺腹探測！（ロレンチーニサーチ！）』搜尋技術捕獲敵人的弱點，使用狩獵的技術來殲滅敵人，並且可以變成武器來支援煌輝神或陸輝士，也可以與魔進特快車連結後並合體成王者特急鯊魚車。

#### 魔進哈口布（ 魔進ハコブー，Hakobo ）
（稻田徹聲／港配：陳欣／台配：陳幼文） 

【基本資料】
| 魔進形式 | 魔進形式 | 魔進形式                        | 魔進形式 | 魔進形式 | 魔進形式     | 煌輝石形式 | 煌輝石形式 | 煌輝石形式 |
| 機體高度 | 機體寬度 | 機體長度                        | 機體重量 | 機體航速 | 機組力量輸出 | 縱         | 橫         | 深度       |
| -------- | -------- | ------------------------------- | -------- | -------- | ------------ | ---------- | ---------- | ---------- |
| 21.5m    | 71.0m    | 74.5m （噴射機） 90.3m （貨機） | 2600t    | 800km/h  | 1300萬馬力   | 35.8m      | 25.5m      | 25.5m      |

第一人稱「吾輩」。運輸機型的魔進，唯一能夠前往聖地亞塔瑪魯德的魔進。EP.28登場。
可以運輸魔進的運輸機，可以分為噴射機或者貨機兩種形態，由金色煌輝石變形而成，具有黃金色的身體以及保護國家的專家型角色。
在國王小時候是負責教導國王的教育家也是國王的親信，被國王改造成魔進。因在地球渡假時克里斯塔利亞遭到毀滅而國王遭到殺害而陷入絕望失去情感，逃到地球的南方孤島上，在時雨的演技下恢復情感，在與它對話時會長篇大論的說的不停。
轉換成為魔進形式下，可將身體整個180度翻轉過來，並將五台主要魔進進行運輸，然而在煌輝石形式下，可用石頭的形式進行碰撞或者使用咬擊的方式來攻擊，就像使用野性的技巧一樣進行戰鬥。

#### 魔進歐拉丁（ 魔進オラディン，Oladin）
（杉田智和聲／港配：陳永信／台配：張至超） 

【基本資料】
| 魔進形式 | 魔進形式 | 魔進形式 | 魔進形式 | 魔進形式 | 魔進形式     | 煌輝石形式 | 煌輝石形式 | 煌輝石形式 |
| 機體高度 | 機體寬度 | 機體長度 | 機體重量 | 機體航速 | 機組力量輸出 | 縱         | 橫         | 深度       |
| -------- | -------- | -------- | -------- | -------- | ------------ | ---------- | ---------- | ---------- |
| 10.0m    | 53.3m    | 31.0m    | 300t     | 1.5馬赫  | 150萬馬力    | 16.0m      | 11.3m      | 13.8m      |

第一人稱「私」。不死鳥型的魔進，歐拉丁王自身的靈魂轉移到煌輝石上轉變而來的魔進。EP.29登場。
高速飛翔的不死鳥，由天空藍色煌輝石變形而成，國王級魔進具有超凡領導力來領導每個人的專家型角色。
充瑠開啟靈魂之門將被封印的歐拉丁王的靈魂釋放而歐拉丁王的靈魂轉移到位於聖地亞塔瑪魯德的奇蹟石上，並且成功轉移變成了魔進。
歐拉丁王轉變成了熊熊燃燒又閃閃發光的不死火鳥，使用超級閃耀的光芒驅散敵人，也能用高速飛行的技巧來撞擊敵人，擁有不死鳥的技術戰鬥能力，用沐浴的光輝將五台主要魔進治癒。

#### 魔進挖土機紅色版（魔進ショベローレッドver.）
| 機體高度 | 機體寬度 | 機體長度 | 機體重量 | 機體航速 | 機組力量輸出 |
| -------- | -------- | -------- | -------- | -------- | ------------ |
| m        | m        | m        | t        | km/h     | 萬馬力       |

於劇場版《魔進戰隊煌輝者 THE MOVIE Be-Bop Dream》中登場的魔進，充瑠藉由夢之石的力量所實體化的魔進挖土機，將魔進挖土機變成了紅色。

### 煌輝魔進武器（キラメイマシンウエボン，Kiramei Mashin Weapon）
皆為輔助型魔進，能與陸輝士或煌輝神進行武裝合體，煌輝石皆為地球上所出產。
其原型煌輝石成長程度大多只有最初5顆煌輝石的十分之一，所以語言能力亦非常有限。

#### 魔進羅蘭德（ 魔進ローランド，Roland ）
（小峰一己聲／港配：李致林／台配：陳幼文） 

【基本資料】
| 魔進形式 | 魔進形式 | 魔進形式 | 魔進形式 | 魔進形式 | 魔進形式     | 煌輝石形式 | 煌輝石形式 | 煌輝石形式 |
| 機體高度 | 機體寬度 | 機體長度 | 機體重量 | 機體航速 | 機組力量輸出 | 縱         | 橫         | 深度       |
| -------- | -------- | -------- | -------- | -------- | ------------ | ---------- | ---------- | ---------- |
| 12.7m    | 11.7m    | 19.7m    | 300t     | 200km/h  | 150萬馬力    | 15.0m      | 11.7m      | 10.0m      |

輔助的壓路機型魔進，自動浮出地面上的三顆煌輝石之一，為挖土機軍團的一員。EP.5登場。
清潔滾輪的壓路機，由橘色煌輝石變形而成，頑皮的滾動的專家型角色。
能用滾輪滾動並且黏起任何東西，滾動過的地方都會變扁平，可變成滾輪型武器來支援煌輝神，使用滾輪進行搔癢攻擊。
口頭禪：「閃亮壓路！」（日語：「キララット！」）

#### 魔進凱里（ 魔進キャリー，Carry ）
（前川綾香聲／港配：成瑤孆／台配：謝佼娟） 

【基本資料】
| 魔進形式 | 魔進形式 | 魔進形式 | 魔進形式 | 魔進形式 | 魔進形式     | 煌輝石形式 | 煌輝石形式 | 煌輝石形式 |
| 機體高度 | 機體寬度 | 機體長度 | 機體重量 | 機體航速 | 機組力量輸出 | 縱         | 橫         | 深度       |
| -------- | -------- | -------- | -------- | -------- | ------------ | ---------- | ---------- | ---------- |
| 10.0m    | 10.0m    | 32.7m    | 300t     | 200km/h  | 150萬馬力    | 15.0m      | 10.0m      | 10.5m      |

輔助的貨車型魔進，自動浮出地面上的三顆煌輝石之一，為挖土機軍團的一員。EP.5登場。
抵擋攻擊的貨車，由淺紫藍色煌輝石變形而成，調皮的輸送物體的專家型角色。
能用後方廣大的平台空間進行任何的運輸並且將東西一個接一個傳送，可變成盾牌型武器支援煌輝神，使用盾牌防禦敵方攻勢也可以進行攻擊，並在煌輝基地內負責協助煌輝石的搬運工作。
口頭禪：「閃亮運輸！」（日語：「キラリット！」）

#### 魔進利夫通（ 魔進リフトン，Lifton ）
（穴井勇輝聲／港配：陳灝瑋／台配：張至超） 

【基本資料】
| 魔進形式 | 魔進形式 | 魔進形式 | 魔進形式 | 魔進形式 | 魔進形式     | 煌輝石形式 | 煌輝石形式 | 煌輝石形式 |
| 機體高度 | 機體寬度 | 機體長度 | 機體重量 | 機體航速 | 機組力量輸出 | 縱         | 橫         | 深度       |
| -------- | -------- | -------- | -------- | -------- | ------------ | ---------- | ---------- | ---------- |
| 11.7m    | 10.0m    | 23.5m    | 300t     | 200km/h  | 150萬馬力    | 15.5m      | 10.0m      | 10.0m      |

輔助的堆高機型魔進，自動浮出地面上的三顆煌輝石之一，為挖土機軍團的一員。EP.5登場。
叉起東西的堆高機，由淺綠色煌輝石變形而成，調皮的舉起東西的專家型角色。
能用前面的三叉戟舉起任何東西，可變成三叉戟型武器來支援煌輝神，使用傑塔劍與三叉戟將地板切割進行攻擊。
口頭禪：「閃亮堆高！」（日語：「キラトット！」）

#### 魔進達斯通（ 魔進ダストン，Duston ）
（山森圭介聲／港配：李凱傑／台配：王辰驊） 

【基本資料】
| 魔進形式 | 魔進形式 | 魔進形式 | 魔進形式 | 魔進形式 | 魔進形式     | 煌輝石形式 | 煌輝石形式 | 煌輝石形式 |
| 機體高度 | 機體寬度 | 機體長度 | 機體重量 | 機體航速 | 機組力量輸出 | 縱         | 橫         | 深度       |
| -------- | -------- | -------- | -------- | -------- | ------------ | ---------- | ---------- | ---------- |
| 10.0m    | 10.0m    | 20.0m    | 300t     | 200km/h  | 150萬馬力    | 14.2m      | 10.0m      | 10.0m      |

輔助的垃圾車型魔進，於地底下挖掘到的煌輝石，為挖土機軍團的一員。EP.14登場。
進行吸收的垃圾車，由深藍色煌輝石變形而成，將放進身體裡的東西一一壓縮的專家型角色。
無論多麼散亂都能一點不留打掃乾淨，可變成吸塵機型的武器來支援煌輝神，無與倫比的吸力可以吸收所有攻擊，還能使用超吸引力『垃圾吸引（ダストンキューイング！）』將敵人吸引過来的戰術，再給予敵人一擊必殺的能力。
口頭禪：「閃亮回收！」（日語：「キラダス！」）

#### 魔進麥哲倫（ 魔進マゼラン，Magellon ）
（島津孝暢聲／港配：待公布／台配：賴緯） 

【基本資料】
| 魔進形式 | 魔進形式 | 魔進形式 | 魔進形式 | 魔進形式 | 魔進形式     | 煌輝石形式 | 煌輝石形式 | 煌輝石形式 |
| 機體高度 | 機體寬度 | 機體長度 | 機體重量 | 機體航速 | 機組力量輸出 | 縱         | 橫         | 深度       |
| -------- | -------- | -------- | -------- | -------- | ------------ | ---------- | ---------- | ---------- |
| 10.0m    | 10.0m    | 18.0m    | 300t     | 200km/h  | 150萬馬力    | 15.0m      | 10.0m      | 10.0m      |

輔助的水泥車型魔進，於河床邊挖掘到的煌輝石，為挖土機軍團的一員。EP.16登場。
用於狙擊的水泥車，由鮮綠色煌輝石變形而成，將物質混合成像迷宮一樣複雜的專家型角色。
能混合所有成份並發射出堅固的混泥土使敵人凝固，可變成狙擊槍型的武器來支援煌輝神，並使用狙擊槍發射特殊混凝土子彈『水泥射擊（マゼランショット）』的射擊技巧，使用連續發射的『水泥全開爆破（マゼランフルブラスト）』可以一舉殲滅敵人。
口頭禪：「閃亮攪拌！」（日語：「キラマッゼ！」）

## 合體型態

### 魔進合體

#### 陸輝士（ランドメイジ，Land Mage）
（藤田洋平皮套演出） 

【基本資料】
| 機體高度                  | 機體寬度 | 機體厚度 | 機體重量 | 機體航速 | 機組力量輸出 |
| ------------------------- | -------- | -------- | -------- | -------- | ------------ |
| 47.0m （肩部以上：48.5m） | 35.5m    | 17.5m    | 3200t    | 400km/h  | 1600萬馬力   |

由魔進法亞（胴體、右臂和下半身）、魔進肖貝洛（左臂）、魔進馬赫（右肩和頭部）「魔進合體」後的陸地戰用魔進機器人。EP.2登場。
右臂的階梯可以使用絕技『階梯拳（ラダ一パンチ）』，也可伸長一般消防梯『階梯延伸（ラダービヨーンド）』，可將頭部的綠跑車在階梯上射出進行攻擊，以雙腳的支架牢牢抓住地面，可釋放熱血技能『煌輝烈焰（キラメイバ一ニング）』以燃燒的鬥志擊飛敵人。
必殺技為左臂挖土機連續的拳擊『陸環破碎（ランドラウンドスマシツユ）』將巨大的邪面獸擊飛爆炸。
使用另類必殺技為讓魔進薩比恩在消防梯上音速衝出的『薩比恩音速飛濺（ザビューンソニックスプラッシュ）』將巨大邪面獸刺穿碎裂。

#### 空輝士（スカイメイジ，Sky Mage）
【基本資料】
| 機體高度 | 機體寬度 | 機體厚度 | 機體重量 | 機體航速 | 機組力量輸出 |
| -------- | -------- | -------- | -------- | -------- | ------------ |
| 26.5m    | 30.0m    | 13.8m    | 600t     | 1000km/h | 300萬馬力    |

由魔進傑塔（下半身）和魔進荷莉可（上半身）「魔進合體」後的空中戰用魔進機器人。EP.2登場。
魔進荷莉可可以用頭部的旋翼自如飛翔以及用雙腕的導彈進行攻擊。
會使用極速迴旋以及盤旋，擅長利用高機動力進行高處的救援工作。

#### 煌輝神（キラメイジン，Kiramei Jin）
（藤田洋平皮套演出） 

【基本資料】
| 機體高度                  | 機體寬度 | 機體厚度 | 機體重量 | 機體航速 | 機組力量輸出 |
| ------------------------- | -------- | -------- | -------- | -------- | ------------ |
| 47.0m （胸腔以上：50.0m） | 35.5m    | 23.5m    | 3800t    | 500km/h  | 1900萬馬力   |

由魔進法亞（胴體、右臂和下半身）、魔進肖貝洛（左臂）、魔進馬赫（右肩和頭部）、魔進傑塔（巨劍）和魔進荷莉可（胸甲）進行「魔進合體」後最強大的魔進機器人，充滿煌輝力量的煌輝巨神。克里斯塔利亞傳說中的第一台巨神。EP.3登場。
用消防車伸縮自在的消防梯『階梯延伸（ラダービヨーンド）』來擊飛敵人，左臂的挖土機用力擺動使出『沙塵攻擊（サンドアタック）』來捲起陣陣沙塵，從肩膀上的綠跑車發射『馬赫光束（マッハビーム）』來雷射攻擊，從胸部的直升機使出『荷莉可颶風（へリコハリケーン）』來捲起湍流的旋風將敵人噴飛。
必殺技為描繪出耀眼的煌輝精神的軌跡，以煌輝的『傑塔劍（ジェッタソード）』將敵人華麗的一刀兩斷的『煌輝炸裂（キラメイダイナミック）』將巨大的邪面獸斬斷爆破。

#### 王者特急（キングエクスプレス，King Express）
（森博嗣皮套演出） 

【基本資料】
| 機體高度                  | 機體寬度 | 機體厚度 | 機體重量 | 機體航速 | 機組力量輸出 |
| ------------------------- | -------- | -------- | -------- | -------- | ------------ |
| 50.0m （胸腔以上：61.2m） | 48.5m    | 16.7m    | 3200t    | 600km/h  | 1600萬馬力   |

由魔進艾克斯普雷斯（頭部、胸甲）、魔進喬奇（胴體、右臂、左臂、下半身）「魔進合體」後最快速的魔進機器人，全身的煌輝精神如同霓虹燈一般閃閃發光、以目不暇給的速度消滅黑暗的音速巨神。克里斯塔利亞傳說中的第二台巨神。EP.8登場。
可以使用浴火的火車下顎、電鋸的斬擊波進行攻擊，亦是進行衝刺攻擊的閃亮短跑健将。
必殺技為V字型的光束連射的『燃燒爆擊砲（バ一ンブラスタ一）』將巨大的邪面獸光之斬擊。

#### 王者特急薩比恩（キングエクスプレスザビューン，King Express Zabyun）
【基本資料】
| 機體高度                  | 機體寬度 | 機體厚度 | 機體重量 | 機體航速 | 機組力量輸出 |
| ------------------------- | -------- | -------- | -------- | -------- | ------------ |
| 53.2m （胸腔以上：61.2m） | 52.0m    | 18.5m    | 3200t    | 650km/h  | 1600萬馬力   |

由魔進艾克斯普雷斯（頭部、胸甲）、魔進薩比恩（胴體、右臂、左臂、下半身）「魔進合體」後最急速的魔進機器人，發出像霓虹燈一樣的光，並隨著憤怒的浪潮擊潰黑暗的真音速巨神。克里斯塔利亞傳說中的真第二台巨神。EP.22登場。
右手可以使出像鯊魚一樣咬合突擊的『鯊口攻擊（ジョーズアタック）』將其咬住攻擊，左手可以使出強力噴射水流如漩渦般的『左旋螺紋（レフトハンドスクリュ）』激起波狀攻擊將其噴飛出去，全身變回列車連結時在敵人身旁狂繞圈的『薩比恩龍捲切斷（ザビューントルネードカッタ）』將敵人像龍捲風一樣捲起。
必殺技為使出全身光輝的力量並同時發射的究極光束『薩比恩巨型衝擊波（ザビューンメガロブラスター）』將巨大的邪面獸爆裂擊破。

#### 巨神鑽者（ギガントドリラー，Gigant Driller）
（高田將司皮套演出） 

【基本資料】
| 機體高度                  | 機體寬度 | 機體厚度 | 機體重量 | 機體航速 | 機組力量輸出 |
| ------------------------- | -------- | -------- | -------- | -------- | ------------ |
| 50.0m （肩部以上：57.2m） | 40.0m    | 17.7m    | 4400t    | 350km/h  | 2200萬馬力   |

由魔進多力迦「魔進變形」後的重量級魔進機器人，由煌輝銀轉變成閃亮的銀色煌輝寶石，以塵世的力量衝破黑暗成為毀滅之王，閃耀著非凡力量的剛力巨神。克里斯塔利亞傳說中的第三台巨神。EP.17登場。
使用鑽頭的鑽指揮舞著的『指節突鑽（ドリラーナックル）』對敵人進行鑽頭攻擊，並可用旋轉攻擊的『搖擺突鑽（ドリラースイング）』將敵人吊起來並丟出去。
必殺技為3個鑽頭連續高速旋轉突擊的『巨人粉碎（ギガントクラッシュ）』將巨大的邪面獸貫穿粉碎。

#### 宏偉不死鳥（グレイトフルフェニックス，Grateful Phoenix）
（草野伸介皮套演出） 

【基本資料】
| 機體高度                  | 機體寬度 | 機體厚度 | 機體重量 | 機體航速 | 機組力量輸出 |
| ------------------------- | -------- | -------- | -------- | -------- | ------------ |
| 49.5m （機翼以上：58.0m） | 62.0m    | 16.8m    | 2900t    | 800km/h  | 1450萬馬力   |

由魔進哈口布（胴體）、魔進歐拉丁（頭部、胸部）「魔進合體」後魔進機器人，用奇蹟般的翅膀與俯衝技巧擊潰黑暗，以胸部中心的魔進歐拉丁為核心提高魔進士氣與光輝，以充滿光輝與勇氣的技術作戰，於高空中高速飛翔追擊敵人且充滿著究極力量的飛翔巨神。克里斯塔利亞傳說中的第四台巨神。EP.29登場。
雙手持著由機翼變成的武器『黃金戰斧（ゴールデンアックス）』給予敵人光輝的交叉快斬，雙手斧頭合而為一變成『黃金斧槍（ゴールデンハルバード）』進行斬擊或使用迴旋斬擊也可用斧頭撞擊。
必殺技為從空中垂直落下且全身充滿著灼熱力量的『宏偉日珥（グレイトフルプロミネンス）』將巨大的邪面獸一刀兩斷。
使用另類必殺技為將5顆主要煌輝石投擲出去的猛烈撞擊『宏偉寶石轟擊（グレイトストーンボンバー）』將巨大邪面獸撞擊爆破。

### 武裝型態

#### 煌輝神利夫通（キラメイジンリフトン，Kiramei Jin Lifton）
【基本資料】
| 機體高度 | 機體寬度 | 機體厚度 | 機體重量 | 機體航速 | 機組力量輸出 |
| -------- | -------- | -------- | -------- | -------- | ------------ |
| -        | -        | -        | -        | -        | -            |

由煌輝神和魔進利夫通（三叉戟）魔進合體後的魔進機器人。EP.5登場。
魔進利夫通變成三叉戟型武器，煌輝神左臂進行武裝強化，可以刺傷或刺穿任何東西並將其抬起，與傑塔劍組合使用有如刀叉一樣的結合攻擊。

#### 煌輝神羅蘭德（キラメイジンローランド，Kiramei Jin Roland）
【基本資料】
| 機體高度 | 機體寬度 | 機體厚度 | 機體重量 | 機體航速 | 機組力量輸出 |
| -------- | -------- | -------- | -------- | -------- | ------------ |
| -        | -        | -        | -        | -        | -            |

由煌輝神和魔進羅蘭德（滾輪）魔進合體後的魔進機器人。EP.5登場。
魔進羅蘭德變成滾輪型武器，煌輝神左臂進行武裝強化，使用滾輪攻擊『羅蘭德攻擊（コロコロ攻擊）』對敵人進行搔癢，可以粉碎任何東西，像錘子一樣向下擺動可以粉碎一切並打擊。

#### 煌輝神凱里（キラメイジンキャリー，Kiramei Jin Carry）
【基本資料】
| 機體高度 | 機體寬度 | 機體厚度 | 機體重量 | 機體航速 | 機組力量輸出 |
| -------- | -------- | -------- | -------- | -------- | ------------ |
| -        | -        | -        | -        | -        | -            |

由煌輝神和魔進凱里（盾牌）魔進合體後的魔進機器人。EP.5登場。
魔進凱里變成盾牌型武器，煌輝神左臂進行武裝強化，可以防禦敵方的任何攻擊，然後使出盾牌攻勢。

#### 煌輝神艾克斯普雷斯（キラメイジンエクスプレス，Kiramei Jin Express）
【基本資料】
| 機體高度 | 機體寬度 | 機體厚度 | 機體重量 | 機體航速 | 機組力量輸出 |
| -------- | -------- | -------- | -------- | -------- | ------------ |
| -        | -        | -        | -        | -        | -            |

由煌輝神和魔進艾克斯普雷斯（滑板）魔進合體後的魔進機器人。EP.11登場。
魔進艾克斯普雷斯變成滑板型武器，煌輝神雙腳進行武裝強化，可以使用極速的滑行方式來迅速的解決敵人。
必殺技為快速攻擊的『煌輝特快破裂（キラメイエクスプレスブレイク）』橫向斬擊來秒殺巨大的邪面獸。

#### 煌輝神達斯通（キラメイジンダストン，Kiramei Jin Duston）
【基本資料】
| 機體高度 | 機體寬度 | 機體厚度 | 機體重量 | 機體航速 | 機組力量輸出 |
| -------- | -------- | -------- | -------- | -------- | ------------ |
| -        | -        | -        | -        | -        | -            |

由煌輝神和魔進達斯通（吸塵器）魔進合體後的魔進機器人。EP.14登場。
魔進達斯通變成吸塵機型武器，煌輝神左臂進行武裝強化，可以吸收敵人的任何攻勢，使用超吸引力『垃圾吸引（ダストンキューイング）』將敵人一口氣吸取過來給予斬擊。

#### 煌輝神麥哲倫（キラメイジンマゼラン，Kiramei Jin Magellon）
【基本資料】
| 機體高度 | 機體寬度 | 機體厚度 | 機體重量 | 機體航速 | 機組力量輸出 |
| -------- | -------- | -------- | -------- | -------- | ------------ |
| -        | -        | -        | -        | -        | -            |

由煌輝神和魔進麥哲倫（狙擊槍）魔進合體後的魔進機器人。EP.16登場。
魔進麥哲倫變成狙擊槍型武器，煌輝神左臂進行武裝強化，發射特殊的混凝土子彈『水泥射擊（マゼランショット）』來襲擊敵人。
必殺技為連續發射的『水泥全開爆破（マゼランフルブラスト）』將巨大的邪面獸射爆。

#### 薩比恩雙巨炮（ザビューンマグナム，Zabyun Magnum）
| 機體高度 | 機體寬度 | 機體厚度 | 機體重量 | 機體航速 | 機組力量輸出 |
| -------- | -------- | -------- | -------- | -------- | ------------ |
| -        | -        | -        | -        | -        | -            |

由魔進法亞（胴體、右臂、下半身）、魔進肖貝洛（左臂）、魔進馬赫（右肩、頭部）、魔進傑塔（胸甲）、魔進艾克斯普雷斯（槍、砲）魔進合體後的魔進機器人。EP.24登場。
魔進艾克斯普雷斯變成槍、砲型武器，煌輝神左右臂進行武裝強化，雙手持槍兩邊各可發射能量波，單一邊持砲來貫穿邪惡。
必殺技為將艾克斯普雷斯延伸出去的『薩比恩巨型衝擊波（ザビューンメガロブラスター）』將巨大的邪面獸貫穿。

#### 陸輝士 利夫通與羅蘭德（ランドメイジ リフトンローランド，Land Mage LiftonRoland）
【基本資料】
| 機體高度 | 機體寬度 | 機體厚度 | 機體重量 | 機體航速 | 機組力量輸出 |
| -------- | -------- | -------- | -------- | -------- | ------------ |
| -        | -        | -        | -        | -        | -            |

由陸輝士和魔進利夫通（三叉戟）、魔進羅蘭德（滾輪）魔進合體後的魔進機器人。EP.6登場。
魔進利夫通、魔進羅蘭德變成三叉戟、滾輪型武器，陸輝士左右臂進行武裝強化，右手的三叉戟進行突刺，左手的滾輪可進行滾輪攻擊。
必殺技為左手的羅蘭德由下往上揮的『羅蘭德疾馳（ロ一ランドレイシング）』將巨大的邪面獸錘爆。

#### 巨神鑽者 十億盛特別版（ギガントドリラー ギガ盛りスペシャル，Gigant Driller Gigasakari Special）
【基本資料】
| 機體高度 | 機體寬度 | 機體厚度 | 機體重量 | 機體航速 | 機組力量輸出 |
| -------- | -------- | -------- | -------- | -------- | ------------ |
| -        | -        | -        | -        | -        | -            |

由魔進多力迦（胴體、右手）、魔進肖貝洛（左肩）、魔進麥哲倫（右肩）、魔進達斯通（左手），魔進合體後最強壯的魔進機器人。EP.18登場。
巨神鑽者進行武裝強化，右肩的魔進麥哲倫可以發射子彈，左手的魔進達斯通可吸收攻擊。
必殺技為先由麥哲倫發射混凝土凝固，再由鑽頭攻擊肖貝洛將其丟出的『巨神特別粉碎（ギガントクラッシュスペシヤル）』將巨大的邪面獸丟出爆炸。

#### 煌輝鑽頭巨神（キラメイ•ドリラー，Kiramei•driller）
【基本資料】
| 機體高度 | 機體寬度 | 機體厚度 | 機體重量 | 機體航速 | 機組力量輸出 |
| -------- | -------- | -------- | -------- | -------- | ------------ |
| -        | -        | -        | -        | -        | -            |

由煌輝神+巨神鑽者+黏合劑魔進合體而成的魔進機器人，兩台魔進機器人用黏合劑背靠背的樣子合體。EP.20登場。
必殺技為巨神鑽者上半身旋轉並將煌輝神抬起攻擊的『狂野追擊（ワイルドスクランブル）』將巨大的邪面獸旋轉爆破。

#### 王者鯊魚特急車夢幻巨型勝利火箭筒（キングエクスプレスザビューンドリームジャンボビクトリーバズーカ）
| 機體高度 | 機體寬度 | 機體長度 | 機體重量 | 機體航速 | 機組力量輸出 |
| -------- | -------- | -------- | -------- | -------- | ------------ |
| m        | m        | m        | t        | km/h     | 萬馬力       |

於劇場版《魔進戰隊煌輝者 THE MOVIE Be-Bop Dream》中登場的王者鯊魚特急車的武器模式，V字型變形的雙重火箭筒模式，由煌輝戰神和鑽頭巨神聯動使用。

## 設定
- 煌輝石（キラメイストーン，Kiramei Stone）

本作戰隊共有的特殊寶石。
存在於美麗寶石之國克里斯塔利亞，經過數萬年後獲得力量並擁有意志的石頭。
有著閃耀光輝的精神煌輝精神的人則會被選上為煌輝者，與變形為魔進的煌輝石搭檔一起戰鬥。
另外在克里斯塔利亞的傳說中，被紅煌輝石所選上的人則擔任煌輝者的隊長。
EP.5得知地球上也存在著煌輝石。
EP.11得知煌輝石擁有自我意識的那天就是它的生日。
- 煌輝基地（キラメイベース，Kiramei Base）

作為安置煌輝石的場所，其放置在本作戰隊的大本營CARAT總部內。
另外煌輝石出動時，基本上都從椰子塔的頂端作為發射出口端彈射出去。
- 煌輝精神（キラメンタル，Kira Mental）

本作戰隊必有的精神力量，尤其在與煌輝石產生共鳴時足以證明。例如充瑠的煌輝精神力量是將想像化為現實。
- 椰子塔（ココナッツタワー，Coconuts Tower）

博多南無鈴經營的寶石品牌「Coconuts Bay」的總部大樓，實際在密藏區域内有著CARAT本部的作戰室，此外還有模擬訓練室以及煌輝石的收納庫。

## 相關影響

### 2020年冠狀病毒大流行的影響
飾演煌輝紅 / 熱田充瑠的演員小宮璃央於3月27日拍攝過後感到不適，於2020年3月31日確診患上2019新型冠狀病毒並接受相關治療，成為日本藝能界第二名確診者同時其他演員及工作人員也進行自主檢疫，導致本作成為超級戰隊系列史上首部因疫情影響而需要暫停後續劇情的所有拍攝工作的系列作，但拍攝內容仍舊能播放至5月中旬左右，4月9日小宮璃央本人於推特上宣佈出院，並在家自主管理及休養兩週。
因應日本的疫情，日本政府於4月7日發佈緊急事態宣言導致日本所有電視劇的拍攝日程全部延後，因此在5月17號開始為了避免拍攝及播出斷檔而播放特別總集篇來接檔，直到6月1日才正式復工拍攝，而播放方面直到6月21號才得以復播。
因疫情影響，導致本作集數減少(特別篇除外)，是原作八手三郎自1979年接手戰隊系列以來，集數最少的戰隊系列，只有45集(一般為48集至50集)。

## 製作團隊

### 製作人員
- 原作—八手三郎
- 製作人—
井上千尋、島川博篤（tv asahi）
 塚田英明、望月卓（東映）
矢田晃一、深田明宏（東映エージェンシー）
- 腳本—荒川稔久（主）、三條陸、下亞友美、井上テテ、金子香緒里、橫手美智子、德永富彥
- 監督—山口恭平（主）、坂本浩一、渡邊勝也、竹本昇、加藤弘之、田口清隆、田崎龍太、葉山康一郎
- 音樂—松本淳一
- 動作監督—福澤博文
- 特攝監督—佛田洋
- 製作—tv asahi、東映、東映エージエンシー

### 替身人員
- 煌輝紅—伊藤茂騎
- 煌輝黃—蔦宗正人
- 煌輝綠—五味涼子
- 煌輝藍—竹內康博
- 煌輝粉—下園愛弓
- 煌輝銀、巨神鑽者—高田將司
- 瑪布席娜、瑪巴尤涅—野川瑞穗
- 歐拉丁、煌輝神、陸輝士—藤田洋平
- 王者特急—森博嗣
- 宏偉不死鳥—草野伸介
- 迦魯薩—矢部敬三
- 庫蘭丘拉—神尾直子

### 工作人員
- 攝影—松村文雄、相葉實、大澤信吾
- 錄音—傳田直樹、關根光晶、中山壽範
- 照明—堀直之、本田純一、柴田守、稲嶺司、林大樹
- 編集—若松廣大
- 美術—岡村匡一
- 助監督—鹽川純平、茶谷和行
- 醫療監修—岡野佳子、小泉信達
- 看護指導—石田喜代美
- 絵コンテ—伊藤康洋、田中浩二
- 原稿擔當—佐々木智章
- タワーデザイン—田嶋秀樹（石森プロ）
- キャラクターデザイン—K-SuKe
- イラスト—涉谷亮介
- AP—瀧島南美
- 視覺效果—沖滿
- VFXスーパーバイザー—山本達也

## 播放列表
以下時間以當地時間（日本時間）為準：
| 日本首播   | 台灣首播香港首播     | 集數          | 標題漢譯                   | 登場邪面師&邪面獸 | 片尾曲單元角色                                                    | 平均收視率 | 編劇              | 導演       |
| ---------- | -------------------- | ------------- | -------------------------- | --- | ----------------------------------------------------------------- | ---------- | ----------------- | ---------- |
| 2020/05/17 | 2021/06/042021/03/07 | 0             | 魔進戰隊煌輝者 EpisodeZERO | - 02/08上映，05/17劇場版TV初放送 - 香港無線翡翠台、台灣東森幼幼台獨家先行放送 | -                                                                 | %          | 荒川稔久 下亞友美 | 山口恭平   |
| 2020/03/08 | 2021/06/112021/03/14 | 1             |                            | - 邪面獸水龍頭希爾頓 （邪面獣ジャグチヒルドン，Jaguchihirudon） | 熱田充瑠 魔進消防車                                               | 4.4%       | 荒川稔久          | 山口恭平   |
| 2020/03/15 | 2021/06/182021/03/21 | 2             | 隊長的證明                 | - 橄欖球邪面 / CV：田中美央、張錦江（香港） （ラグビー邪面，Rugby） - 邪面獸橄欖球員里迦尼 （邪面獣ラガーリガニー，Ragarigani） | 博多南無鈴 魔進消防車 魔進挖土機 魔進綠超跑 魔進噴射機 魔進直升機 | 3.1%       | 荒川稔久          | 山口恭平   |
| 2020/03/22 | 2021/06/252021/03/28 | 3             |                            | - 虎鉗邪面 / CV：井口祐一、雷霆（香港） （マンリキ邪面，Manriki） - 邪面獸虎鉗薛路迦 （邪面獣マンリキシェルガ，Manrikisheruga） | 押切時雨 魔進噴射機                                               | 3.5%       | 荒川稔久          | 坂本浩一   |
| 2020/03/29 | 2021/07/022021/04/11 | 4             | 亡國的公主                 | - 尼安德塔人邪面 （ネアンデルタールジン邪面，Neanderthal Jin） - 邪面獸舊石器巴斯拉 （邪面獣キュウセッキバスラ，Kyusekkibasura） | 瑪布席娜 博多南無鈴                                               | 3.3%       | 荒川稔久          | 坂本浩一   |
| 2020/04/05 | 2021/07/092021/04/18 | 5             |                            | - 搖桿邪面 /CV：山本兼平 （ジョイスティック邪面，Joystick） - 邪面獸機台夾里迦尼 （邪面獣キャッチャーリガニー，Kyatcharigani） | 射水為朝 魔進挖土機 魔進堆高機 魔進壓路機 魔進運輸車              | 2.4%       | 荒川稔久          | 渡邊勝也   |
| 2020/04/12 | 2021/07/162021/04/25 | 6             |                            | - 數位相機邪面 /CV:堀江瞬、張錦江（香港） （デジタルカメラ邪面，Digital Camera） - 邪面獸雲端希爾頓 （邪面獣クラウドヒルドン，Kuraudohirudon） | 大治小夜 瑪布席娜 博多南無鈴                                      | 2.3%       | 下亞友美          | 渡邊勝也   |
| 2020/04/19 | 2021/07/232021/05/09 | 7             |                            | - 冰箱邪面 / CV：齋賀光希、翟耀輝（香港）【EP7】 （フリーザー邪面，Freezer） - 烤箱邪面 / CV：上田祐司、陳永信（香港） （オーブン邪面，Oven） - 邪面獸冷熱達迦梅斯 （邪面獣レーネツダガメス，Renetsudagamesu）                                                                                                  | 速見瀬奈 大治小夜 魔進挖土機 魔進運輸車                           | 2.2%       | 三條陸            | 竹本昇     |
| 2020/04/26 | 2021/07/302021/05/16 | 8             |                            | - 冰箱邪面 / CV：齋賀光希、翟耀輝（香港）【EP7】 （フリーザー邪面，Freezer） - 烤箱邪面 / CV：上田祐司、陳永信（香港） （オーブン邪面，Oven） - 邪面獸冷熱達迦梅斯 （邪面獣レーネツダガメス，Renetsudagamesu）                                                                                                  | 瑪布席娜 博多南無鈴                                               | 2.0%       | 三條陸            | 竹本昇     |
| 2020/05/03 | 2021/08/062021/05/30 | 9             |                            | - 百人一首邪面 / CV：上田燿司、招世亮（香港） （ヒャクニンイッシュ邪面，Hyakunin Isshu） - 邪面獸平安京巴斯拉 （邪面獣ヘイアンキョウバスラ，Heiankyobasura） | 射水為朝 速見瀨奈 魔進綠超跑                                      | 2.2%       | 荒川稔久          | 山口恭平   |
| 2020/05/10 | 2021/08/132021/06/06 | 10            |                            | - 音樂邪面 / CV：松田健一郎、陳卓智（香港） （ミュージック邪面，Music） - 邪面獸舞台薛路迦 （邪面獣ステージシェルガ，Sutejisheruga） | 大治小夜 幽多美姬（Yodonmibi） 魔進直升機                         | 1.6%       | 荒川稔久          | 山口恭平   |
| TV特別篇   |                      |               |                            | |                                                                   |            |                   |            |
| 2020/05/24 | 2021/08/202021/04/04 | SP1           |                            | - 煌輝者視角第1、2話在編輯版總集篇 | 煌輝銀即將登場介紹                                                | %          | 荒川稔久          | 山口恭平   |
| 2020/05/31 | 2021/08/272021/05/02 | SP2           | [ 96 ]                     | - 魔進視角總集篇 | 煌輝銀即將登場介紹                                                | %          | 荒川稔久          | 葉山康一郎 |
| 2020/06/07 | 2021/09/032021/05/23 | SP3           |                            | - 魔進視角總集篇 | 煌輝銀即將登場介紹                                                | %          | 荒川稔久          | 葉山康一郎 |
| 2020/06/14 | 2021/09/102021/06/13 | SP4           |                            | - 敵方幹部視角第7、8話總集篇 | 煌輝銀即將登場介紹                                                | %          | 荒川稔久          | 竹本昇     |
| TV本篇     |                      |               |                            | |                                                                   |            |                   |            |
| 2020/06/21 | 2021/09/172021/06/20 | 11            |                            | - 重設按鈕邪面 / CV：濱添伸也 （リセットボタン邪面，Reset Button） - 邪面獸發射按鈕里迦尼 （邪面獣ハッシャボタンリガニー，Hasshabotanrigani） | 射水為朝 瑪布席娜                                                 | 2.9%       | 井上テテ          | 渡邊勝也   |
| 2020/06/28 | 2021/09/242021/06/27 | 12            |                            | - 隕石邪面 / CV：天田益男 （インセキ邪面，Inseki） - 怪物寶石 （モンストーン，Monstone） | 魔進消防車 魔進噴射機 魔進直升機                                  | 2.6%       | 荒川稔久          | 渡邊勝也   |
| 2020/07/05 | 2021/10/012021/07/04 | 13            | 地底大戰爭                 | - 邪面獸捕蠅草薛路迦 （邪面獣ハエジゴクシェルガ，Haejigokusheruga） | 魔進挖土機 魔進採礦車                                             | 1.9%       | 荒川稔久          | 加藤弘之   |
| 2020/07/12 | 2021/10/082021/07/11 | 14            |                            | - SL邪面 / CV：田中完 （SL邪面，SL） - 邪面獸柴油機車巴斯拉 （邪面獣ディーゼルバスラ，Dizerubasura） | 熱田充瑠 寶路                                                     | 2.4%       | 下亞友美          | 加藤弘之   |
| 2020/07/19 | 2021/10/152021/07/18 | 15            |                            | - 怪物寶石 （モンストーン，Monstone） - 邪面獸投環希爾頓 （邪面獣ワナゲヒルドン，Wanagehirudon） | 押切時雨 瑪布席娜 博多南無鈴                                      | 2.4%       | 金子香緒里        | 竹本昇     |
| 2020/07/26 | 2021/10/222021/08/15 | 16            |                            | - 棉花糖邪面 / CV：小野坂昌也、蘇強文（香港） （マシュマロ邪面，Marshmallow） - 邪面獸發射里迦尼 （邪面獣ハッシャリガニー，Hassharigani） | 熱田充瑠 博多南無鈴 魔進水泥車                                    | 2.6%       | 井上テテ          | 竹本昇     |
| 2020/08/02 | 2021/10/292021/08/22 | 17            |                            | - 打地鼠邪面 / CV：村岡弘之 （モグラタタキ邪面，Moguratataki） - 邪面獸槌巴斯拉 （邪面獣ハンマーバスラ，Hanmabasura） | 射水為朝 魔進挖土機                                               | 1.8%       | 三條陸            | 渡邊勝也   |
| 2020/08/09 | 2021/11/052021/08/29 | 18            |                            | - 邪惡怪物寶石 （邪悪モンストーン，Dark Monstone） - 邪惡銀 （邪惡シルバー，Dark Silver） | 煌輝者                                                            | 3.1%       | 三條陸            | 渡邊勝也   |
| 2020/08/16 | 2021/11/122021/09/05 | 19            |                            | - 搬遷邪面 / CV：下和田裕貴 （スミカエ邪面，Sumikae） - 邪面獸房屋貸款達迦梅斯 （邪面獣ジュウタクローンダガメス，Jutakurondagamesu） | 寶路 博多南無鈴 魔進採礦車                                        | 2.1%       | 金子香緒里        | 加藤弘之   |
| 2020/08/23 | 2021/11/192021/09/12 | 20            |                            | - 黏合劑邪面 / CV：葉山翔太 （セッチャクザイ邪面，Setchakuzai） - 邪面獸黏合劑薛路迦 （邪面獣セッチャクザイシェルガ，Setchakuzaisheruga） | 熱田充瑠 寶路 博多南無鈴                                          | 1.7%       | 下亞友美          | 加藤弘之   |
| 2020/08/30 | 2021/11/262021/09/19 | 21            |                            | - 釣竿邪面 / CV：佐佐健太、黃啟昌（香港）【EP21】 （ツリザオ邪面，Tsurizao） - 邪面獸機動船巴斯拉 （邪面獣モーターボートバスラ，Motabotobasura） - 沉澱之海的魔女・努瑪喬 / CV：幸田直子、陸惠玲（香港） （淀みの海の魔女・ヌマージョ，Numajo）                                                                 | 迦魯薩(聲) 庫蘭丘拉(聲) 邪面獸                                    | 2.7%       | 荒川稔久          | 坂本浩一   |
| 2020/09/06 | 2021/12/032021/09/26 | 22            |                            | - 釣竿邪面 / CV：佐佐健太、黃啟昌（香港）【EP21】 （ツリザオ邪面，Tsurizao） - 邪面獸機動船巴斯拉 （邪面獣モーターボートバスラ，Motabotobasura） - 沉澱之海的魔女・努瑪喬 / CV：幸田直子、陸惠玲（香港） （淀みの海の魔女・ヌマージョ，Numajo）                                                                 | 熱田充瑠(聲) 魔進鯊魚列車                                         | 1.8%       | 荒川稔久          | 坂本浩一   |
| 2020/09/13 | 2021/12/102021/10/03 | 23            |                            | - 金庫邪面 / CV：内田直哉 （キンコ邪面，Kinko） - 邪面獸金塊里迦尼 （邪面獣キンカイリガニー，Kinkairigani） | 因為播放個人角色曲故無片尾小單元                                  | 1.3%       | 下亞友美          | 竹本昇     |
| 2020/09/20 | 2021/12/172021/10/10 | 24            |                            | - 揚聲器邪面 / CV：柿原徹也、蕭徽勇（香港） （スピーカー邪面，Speaker） - 邪面獸點唱機希爾頓 （邪面獣ジュークボックスヒルドン，Jukubokkusuhirudon） | 因為播放個人角色曲故無片尾小單元                                  | 1.9%       | 井上テテ          | 竹本昇     |
| 2020/09/27 | 2021/12/242021/10/17 | 25            |                            | - 爆彈邪面 / CV：木村昴 （バクダン邪面，Bakudan） - 爆彈V【EP26】 （バクダンV，Bakudan V） - 巨型怪物寶石 （巨大モンストーン， Giant Monstone） | 因為播放個人角色曲故無片尾小單元                                  | 2.3%       | 荒川稔久          | 山口恭平   |
| 2020/10/04 | 2021/12/312021/10/24 | 26            |                            | - 爆彈邪面 / CV：木村昴 （バクダン邪面，Bakudan） - 爆彈V【EP26】 （バクダンV，Bakudan V） - 巨型怪物寶石 （巨大モンストーン， Giant Monstone） | 因為播放個人角色曲故無片尾小單元                                  | 1.8%       | 荒川稔久          | 山口恭平   |
| 2020/10/11 | 2022/01/072021/10/31 | 27            |                            | - 強力膠邪面 / CV：矢野正明 （キョウリョクセッチャクザイ邪面，Kyoryokusetchakuzai） - 邪面獸強力膠薛路迦 （邪面獣キョウリョクセッチャクザイシェルガ，Kyoryokusetchakuzaisheruga） | 因為播放個人角色曲故無片尾小單元                                  | 2.3%       | 橫手美智子        | 渡邊勝也   |
| 2020/10/18 | 2022/01/142021/11/07 | 28            | 時雨哭泣                   | - 邪面獸投影機戈莫流 （邪面獣プロジェクターゴモリュウ，Purojekutagomoryu） | 因為播放個人角色曲故無片尾小單元                                  | 2.3%       | 金子香緒里        | 渡邊勝也   |
| 2020/10/25 | 2022/01/212021/11/14 | 29            |                            | - 邪面獸投影機戈莫流 （邪面獣プロジェクターゴモリュウ，Purojekutagomoryu） | 因為播放個人角色曲故無片尾小單元                                  | 1.6%       | 井上テテ          | 渡邊勝也   |
| 2020/11/08 | 2022/01/282021/11/21 | 30            |                            | - 模型邪面 / CV：鳥海浩輔 （マネキン邪面，Manekin） - 邪面獸軀幹希爾頓 （邪面獣トルソーヒルドン，Torusohirudon） | 因為播放個人角色曲故無片尾小單元                                  | 1.5%       | 下亞友美          | 加藤弘之   |
| 2020/11/15 | 2022/02/112021/11/28 | 31            | 玩具                       | - 邪面獸放大縮小達迦梅斯 （邪面獣ピンチインアウトダガメス，Pinchiinautodagamesu） | 因為播放個人角色曲故無片尾小單元                                  | 2.6%       | 荒川稔久          | 加藤弘之   |
| 2020/11/22 | 2022/02/182021/12/05 | 32            |                            | - 猜謎邪面 / CV：ねづっち、麥皓豐（香港）【EP32】 （ナゾカケ邪面，Nazokake） - 邪面獸盾薛路迦 （邪面獣シールドシェルガ，Shirudosheruga） - 邪面獸戰國巴斯拉 （邪面獣センゴクバスラ，Sengokubasura） - 邪面獸戰車里迦尼 （邪面獣タンクリガニー，Tankurigani） - 約頓常春藤種子 （ヨドンアイビーの種，Yodon Ivy） | 庫蘭丘拉 邪面獸×3                                                 | 2.7%       | 荒川稔久          | 田口清隆   |
| 2020/11/29 | 2022/02/252021/12/12 | 33            |                            | - 猜謎邪面 / CV：ねづっち、麥皓豐（香港）【EP32】 （ナゾカケ邪面，Nazokake） - 邪面獸盾薛路迦 （邪面獣シールドシェルガ，Shirudosheruga） - 邪面獸戰國巴斯拉 （邪面獣センゴクバスラ，Sengokubasura） - 邪面獸戰車里迦尼 （邪面獣タンクリガニー，Tankurigani） - 約頓常春藤種子 （ヨドンアイビーの種，Yodon Ivy） | 魔進挖土機(聲) 四大巨神                                           | 1.9%       | 荒川稔久          | 田口清隆   |
| 2020/12/06 | 2022/03/042021/12/19 | 34            | 藍與黃的熱情               | - 邪惡王者特急車 （邪惡キングエクスプレス，Jamen King Express） - 努瑪喬的邪面 （ヌマージョの邪面，Numajo Jamen） | 速見瀬奈 魔進鯊魚列車                                             | 2.3%       | 金子香緒里        | 山口恭平   |
| 2020/12/13 | 2022/03/112021/12/26 | 35            |                            | - 高爾夫邪面 / CV：一条和矢 （ゴルフ邪面，Gorufu） - 邪面獸大車希爾頓 （邪面獣カートヒルドン，Katohirudon） | 煌輝者 瑪布席娜 博多南無鈴                                        | 2.2%       | 井上テテ          | 山口恭平   |
| 2020/12/20 | 2022/03/182022/01/02 | 36            |                            | - 邪面獸轉盤戈莫流 （邪面獣ターンテーブルゴモリュウ，Tanteburugomoryu） | 速見瀬奈 押切時雨 大治小夜 魔進消防車                             | 2.6%       | 下亞友美          | 田崎龍太   |
| 2020/12/27 | 2022/03/252022/01/09 | 37            |                            | - 邪惡王者特急車 （邪惡キングエクスプレス，Jamen King Express） | 迦魯薩 庫蘭丘拉 約頓娜                                            | 1.7%       | 荒川稔久          | 田崎龍太   |
| 2021/01/10 | 2022/04/012022/01/16 | 38            |                            | - 蛀牙邪面 / CV：柳原哲也 （ムシバ邪面，Mushiba） | 射水為朝 速見瀬奈 大治小夜 魔進鯊魚列車                           | 1.6%       | 井上テテ          | 竹本昇     |
| 2021/01/17 | 2022/04/082022/01/23 | 39            |                            | - 約頓的狙擊手・夏頓 / CV：黑田崇矢、陳卓智（香港） （ヨドンのスナイパ・シャドン，Shadon） - 邪面獸獠牙巴斯拉 （邪面獣キババスラ，Kibabasura） | 射水為朝 魔進挖土機 (聲)                                          | 3.2%       | 金子香緒里        | 竹本昇     |
| 2021/01/24 | 2022/04/152022/01/30 | 40            |                            | - 鋼絲邪面 / CV：大谷秀一郎 （ハリガネ邪面，Harigane） - 邪面獸自我意識薛路迦 （邪面獣ジイシキシェルガ，Jiishikisheruga） | 迦魯薩 約頓娜                                                     | 2.2%       | 德永富彥          | 葉山康一郎 |
| 2021/01/31 | 2022/04/222022/02/06 | 41            |                            | - 招財貓邪面 / CV：楠大典 （マネキネコ邪面，Magekineko） - 邪面獸貓罐頭里迦尼 （邪面獣ネコカンリガニー，Nekokanrigani） | 迦魯薩 庫蘭丘拉                                                   | 1.9%       | 橫手美智子        | 葉山康一郎 |
| 2021/02/07 | 2022/04/292022/02/13 | 42            |                            | - 霸王迦魯薩 / CV：中村悠一 （ロードガルザ，Lord Garuza） | 寶路 庫蘭丘拉                                                     | 1.9%       | 下亞友美          | 渡邊勝也   |
| 2021/02/14 | 2022/05/062022/02/20 | 43            |                            | - 霸王迦魯薩 / CV：中村悠一 （ロードガルザ，Lord Garuza） | 熱田充瑠 魔進消防車                                               | 1.9%       | 荒川稔久          | 渡邊勝也   |
| 2021/02/21 | 2022/05/132022/02/27 | 44            |                            | - 約頓皇帝（CV：山路和弘） （ヨドン皇帝，Yodon Kotei） - 約頓皇帝的秘書・約頓娜（桃月梨子） （ヨドン皇帝の秘書・ヨドンナ，Yodonna） | 瑪布席娜 博多南無鈴                                               | 2.3%       | 荒川稔久          | 山口恭平   |
| 2021/02/28 | 2022/05/202022/03/06 | 45 （最終話） |                            | - 約頓皇帝（CV：山路和弘） （ヨドン皇帝，Yodon Kotei） - 約頓皇帝的秘書・約頓娜（桃月梨子） （ヨドン皇帝の秘書・ヨドンナ，Yodonna） | -                                                                 | 2.4%       | 荒川稔久          | 山口恭平   |

## 音樂

### 片頭曲
- 『魔進戦隊キラメイジャー』「魔進戰隊煌輝者」

作詞：藤林聖子
作曲、編曲：KoTa
演唱：大西洋平
- EP.1作為插曲使用，直到EP.2才使用片頭曲。
- EP.14因煌輝銀的加入，畫面小幅度修改。
- EP.44無播放片頭曲。
- EP.FINAL最終話前播放片頭曲。

### 片尾曲
- 『 キラフル ミラクル キラメイジャー 』「閃亮 奇跡 煌輝者）」（EP.1~EP.22、EP.32~EP.FINAL）

作詞：藤林聖子
作曲：岩崎貴文
編曲：籠島裕昌
演唱：出口たかし
- 戰隊系列第三次在間奏時加入了小單元。
- EP.14因煌輝銀的加入，畫面小幅度修改。
- EP.23起連續9週播放角色曲代替片尾曲，並且不加入小單元。
- EP.32起再次換回原片尾曲。

### 插入曲
- 『ヨドミヒメの歌』「幽多美姬之歌」（EP.10）

作詞：荒川稔久
作曲、編曲：水口浩次
演唱：ヨドミヒメ（大和田南那）
- 『魔進合体 キラメイジン 』「魔進合體 煌輝神」（特別篇3、EP.10、EP.15、EP.24）

作詞：藤林聖子
作曲：松本淳一
編曲：松本淳一、齋藤優輝
演唱：串田晃
- 『キラメイ☆ACTION!!』「煌輝☆行動吧!!」（特別篇4、EP.16、EP.22）

作詞、作曲、編曲：YOFFLY
演唱：サイキッタラバー
- 『貫きシャイニング！キラメイシルバー』「貫徹閃耀！煌輝銀」（EP.12、EP.17、EP.38）

作詞：藤林聖子
作曲：松本淳一
編曲：渡部チェル
演唱：出口たかし
- 『ゴーキラメイジャー』「炫煌輝者」（EP.39）

作詞：大西洋平
作曲、編曲：持田裕輔
演唱：大西洋平
- 『豪勇!グレイトフルフェニックス』「勇敢！宏偉不死鳥」

作詞：マイクスギヤマ
作曲：設樂哲也
編曲：渡部チェル
演唱：宮內タカユキ

### 角色曲 （煌輝音樂祭）
從EP.23開始到EP.31結束，以角色曲（煌輝音樂祭）來代替原本的片尾曲，連續9週中每週將播放一首個人的角色曲。
- 『クリスタル•シグナル』「水晶•信號」（EP.23同時作為片尾曲及插曲）

作詞：金子麻由美
作曲：久下真音、金子麻由美
編曲：金子麻由美
演唱：瑪布席娜（水瀨祈）
- 『勇氣を奏でて』「奏響勇氣」（EP.24同時作為片尾曲及插曲）

作詞：出口たかし
作曲、編曲：大西洋平
演唱：煌輝樂團
- 『ひらめキーング！かがやキーング』「靈感閃爍！輝煌閃耀」（EP.25）

作詞、作曲、編曲：岩崎貴文
演唱：熱田充瑠（小宮璃央）
- 『彈丸Shooting Star』「子彈Shooting Star」（EP.26）

作詞：マイクスギヤマ
作曲、編曲：D&H
演唱：射水為朝（木原瑠生）
- 『Winding Road』「蜿蜒的道路」（EP.27）

作詞、作曲、編曲：佐藤厚仁
演唱：速見瀨奈（新條由芽）
- 『Perfect Blue』「完美的藍」（EP.28）

作詞、作曲：大西洋平
編曲：水口浩次
演唱：押切時雨（水石亞飛夢）
- 『キセキをユメみる？』「夢中所見奇跡？」（EP.29）

作詞、作曲：高取ヒデアキ
編曲：籠島裕昌
演唱：大治小夜（工藤美櫻）
- 『博士じゃないよ、博多だよ！しかも南だよ！』「不是博士喔，是博多喔！而且是南喔！」（EP.30）

作詞：古坂大魔王
作曲：古坂大魔王、Carlos K
編曲：古坂大魔王
演唱：博多南無鈴（古坂大魔王）
- 歌曲名稱存在著日本九州一個真實的車站名稱梗。

- 『ワンダー守護神』「驚奇守護神」（EP.31）

作詞：阿木燿子
作曲：宇崎龍童
編曲：水口浩次
演唱：克里斯塔利亞寶路（庄司浩平）

### 新曲
為「魔進戰隊煌輝者 Blu-ray COLLECTION 4」中作為特典收錄的的新曲。
- 『キラメキの未来』「輝煌閃耀的未來」

作詞：
作曲：
編曲：
演唱：煌輝者（小宮璃央、木原瑠生、新條由芽、水石亞飛夢、工藤美櫻、庄司浩平）
- 『キラフルバーティーdeキラケボーン』

作詞、作曲、編曲：岩崎貴文
演唱：大西洋平、出口たかし、幡野智宏、Sister MAYO

## 其他相關媒體

### 劇場版
- 《魔進戰隊煌輝者 EpisodeZERO》

本作在TV版播放前的劇場版，同時也是本篇的第0話兼第一部獨立劇場版，時間線落於本篇第1話之前，於2020年2月8日上映。
- 《魔進戰隊煌輝者 THE MOVIE Be-Bop Dream》

本作的第二部獨立劇場版，時間線落於本篇第22-23話之間，於2021年2月20日上映。
- 《魔進戰隊煌輝者VS龍裝者》

本作與《騎士龍戰隊龍裝者》的VS劇場版，同時也是本作的第一部VS劇場版，時間線落於本篇第26-27話之間，於2021年4月29日日本全國部分電影院期間上映。
- 《假面騎士聖刃 + 機界戰隊全開者 超級英雄戰記》

本作為《假面騎士聖刃》和《機界戰隊全開者》的聯動劇場版，同時也是《假面騎士系列》50週年紀念和《超級戰隊系列》第45部作品的紀念作，於2021年7月22日上映，煌輝藍在本作登場。
- 《TEN·豪快者》

本作為《海賊戰隊豪快者》的歸來篇，於2021年11月12日上映，煌輝銀在本作登場。
- 《機界戰隊全開者VS煌輝者VS前輩者》

本作與《機界戰隊全開者》的VS劇場版，同時也是本作的第二部VS劇場版，時間線落於《機界戰隊全開者》本篇完結後，於2022年4月29日日本全國部分電影院期間上映。

### 網路動畫（WEB動画）
『魔進戰隊煌輝者 煌輝電影』
YouTube BANDAI公式Channel配信的web動畫。
配信動畫與電視放送內容皆有連動
| 日文標題                 | 中文標題      | 登場人物                     | 連動回數          | 配信日期      |
| ------------------------ | ------------- | ---------------------------- | ----------------- | ------------- |
| キラメキムービー Vol.1   | 煌輝電影Vol.1 | 熱田充瑠瑪布席娜             | EP.1~EP.2之間     | 2020年3月8日  |
| キラメキムービー Vol.2   | 煌輝電影Vol.2 | 煌輝者魔進瑪布席娜博多南無鈴 | EP.3、EpisodeZERO | 2020年3月23日 |
| ワンダーキラメキムービー | 驚奇煌輝電影  | 熱田充瑠克里斯塔利亞寶路     | EP.12             | 2020年7月17日 |

### 英雄秀（ヒーローショー）
『魔進戰隊煌輝者 原創迷你英雄秀』（魔進戦隊キラメイジャー オリジナルミニヒーローショー）
2020年8月2日由東映特攝YouTube Official配信的網路劇（英雄秀）。並由超級戰隊秀的大本營東京巨蛋THEATRE G-ROSSO全面協助製作的完全新作作品，7月中旬以不開放觀眾進場的方式攝影，也為因2019新冠肺炎的影響停演近半年再開的英雄秀做準備，本次迷你英雄秀由劇中的角色親自配音。本英雄秀與THEATRE G-ROSSO上演的英雄秀的內容完全不同。
魔進戰隊煌輝者 系列秀 第3彈「空前的靈光戰鬥!! 奪回吧！煌輝寶石！」（魔進戦隊キラメイジャー ショーシリーズ第3弾「空前のひらめきバトル!! 取り戻せ！キラメイストーン！」）
『魔進戰隊煌輝者 系列秀 第3彈』是東京巨蛋THEATRE G-ROSSO於於2020年10月31日至2021年1月10日的煌輝者第三彈公演，公演期間部分場次（12/5·6·12·13·26·27·1/9·10）由劇中初期5位演員親自出演。
2021年4月17日於東映特攝粉絲俱樂部（TTFC）配信，配信內容為演員素顏公演回。
魔進戰隊煌輝者 系列秀 第4彈「G-ROSSO最終決戰 閃耀吧!閃耀發亮的光」（魔進戦隊キラメイジャー ショーシリーズ第4弾「Gロッソ最終決戦 輝け!キラメキの光」）
『魔進戰隊煌輝者 系列秀 第4彈』是東京巨蛋THEATRE G-ROSSO於於2021年2月6日至2021年3月21日的煌輝者第四彈公演，公演期間全劇皆由6位演員親自出演。
2021年5月15日於東映特攝粉絲俱樂部（TTFC）配信。

### 特別節目
- 《魔進戰隊煌輝者播放開始紀念！歷代全43支超級戰隊機組•機器人大進擊！！》


本節目紀念《秘密戰隊五連者》到《騎士龍戰隊龍裝者》中歷代的超級戰隊機組&機器人的特別節目。
朝日電視台CS數位台付費頻道於2020年3月26日、27日、28日、29日、30日，全5話播放。
- 《超級戰隊派對》


煌輝者面對面的談話網路節目，代替由特急者到龍裝者的演員不定時的談話節目，並由松本寬也擔任主持人，因對應2019年新型冠狀病毒，改為視訊訪談，並且作了6回的特別節目。
- 《超級戰隊派對☆女英雄座談會》


特別篇第一彈，邀請『動物戰隊獸王者』、『宇宙戰隊九連者』、『警察戰隊巡邏連者』、『騎士龍戰隊龍裝者』中演出女英雄的4名演員（柳美稀、大久保櫻子、奧山和紗、尾碕真花）在自家以網路連線的方式進行座談會，共3回。
- 《超級戰隊派對☆銀色座談會》


特別篇第二彈，邀請到『海賊戰隊豪快者』、『宇宙戰隊九連者』、『快盜戰隊魯邦連者VS警察戰隊巡邏連者』中演出銀色戰士的3名演員（池田純矢、山崎大輝、元木聖也）進行座談會，另外於本作『魔進戰隊煌輝者』中飾演追加戰士煌輝銀 / 克里斯塔利亞寶路的演員庄司浩平亦參與本次座談會（於該座談會第3回登場），同樣為3回。

### 映像商品

#### 外傳
- 《約頓娜》


2021年8月開始配信的網路劇。
為本作的番外篇，也是繼《宇宙戰隊九連者》後所出的第二部個人特別篇，同時也是《超級戰隊系列》史上首部以反派角色為劇情主角的外傳。
- 《約頓娜2》


《約頓娜》的續集。
- 《約頓娜3 幽當娜的情人節》

（原題：。
2023年3月5日開始配信，由東映特攝粉絲俱樂部發行的衍生劇。

## 超級英雄時間相關條目
- 2020春《假面騎士ZERO-ONE》（第26-45集）
- 2020秋《假面騎士聖刃》（第1-24集）

## 海外播放

### 香港
香港無綫翡翠台於2021年3月7日至2022年3月6日期間每週日上午9時30分以雙語廣播播放粵語配音版和日語版，其中粵語配音版配上繁體中文字幕經myTV SUPER網上直播及節目重溫，而網上直播及節目重溫則與電視播放版本同為雙語廣播，並加上可選繁體中文字幕。並首度加第0集及SP，合計50集。
| 香港 無綫翡翠台 星期日 09:30 - 10:00 | 香港 無綫翡翠台 星期日 09:30 - 10:00   | 香港 無綫翡翠台 星期日 09:30 - 10:00 |
| ------------------------------------ | -------------------------------------- | ------------------------------------ |
|                                      | 魔進戰隊 （2021年3月7日-2022年3月6日） |                                      |
| 冰鎮企鵝仔                           | 麵包超人                               |                                      |

### 台灣
台灣東森幼幼台於2021年6月4日至2022年5月20日期間每週五下午5時30分首播國語配音版，並於隔天下午4時30分重播，同樣加入第0集及SP，合計50集。另外自2022年3月24日至6月1日期間，東森幼幼台YouTube頻道亦於每週一至五下午3時發佈一集。
| 台灣 東森幼幼台 星期五 17:30 - 18:00 | 台灣 東森幼幼台 星期五 17:30 - 18:00          | 台灣 東森幼幼台 星期五 17:30 - 18:00 |
| ------------------------------------ | --------------------------------------------- | ------------------------------------ |
|                                      | 魔進戰隊煌輝者 （2021年6月4日-2022年5月20日） |                                      |
| 騎士龍戰隊龍裝者                     | 妙妙犬布麗                                    |                                      |

## 外部連結
- 《魔進戰隊煌輝者》 朝日官網 （页面存档备份，存于）（日語）
- 《魔進戰隊煌輝者》 東映官網 （页面存档备份，存于）（日語）
- 《魔進戰隊煌輝者》萬代官網 （页面存档备份，存于）（日語）
- 《魔進戰隊煌輝者》歌曲官網 （页面存档备份，存于）（日語）
- 《魔進戰隊煌輝者》 Twitter （页面存档备份，存于）（日語）
- 《超級戰隊敵方組織》 Twitter（日語）